# Volksabstimmung in Oberschlesien 1921

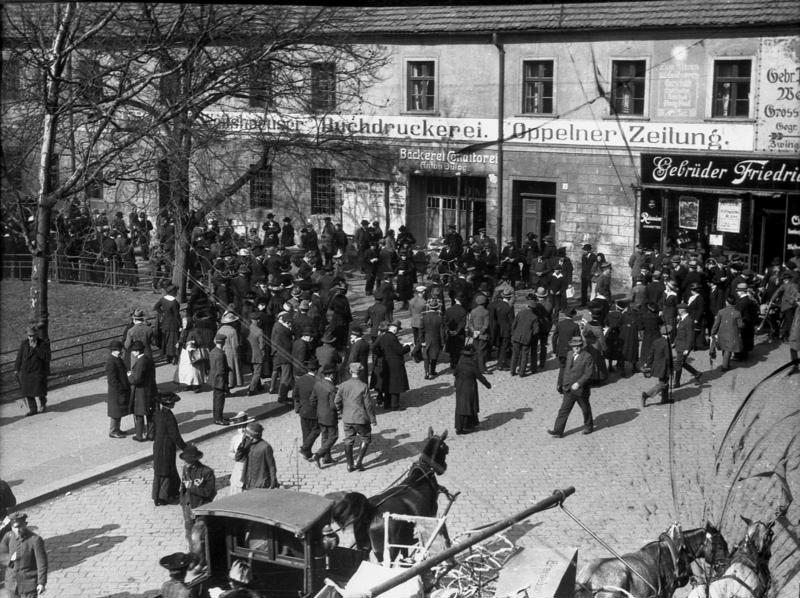
In Oppeln warten Menschen auf die Veröffentlichung der Abstimmungsergebnisse

Die Volksabstimmung in Oberschlesien (seltener auch: Plebiszit in Oberschlesien; auf Polnisch stets Plebiscyt na Górnym Śląsku) fand am 20. März 1921 in Folge des Versailler Vertrages statt. Sie hatte die Frage der territorialen Zugehörigkeit eines Teiles der preußischen Provinz Oberschlesien zum Gegenstand und führte letztlich zur Teilung Oberschlesiens und zur Abtretung von Ostoberschlesien an Polen. Die Abstimmung wurde von einer Interalliierten Kommission durchgeführt, die hierfür im Rahmen einer zeitlich befristeten Autonomie von Februar 1920 bis Juli 1922 die Regierungsgewalt im betroffenen Gebiet ausübte. Das Abstimmungsgebiet umfasste große Teile der Provinz Oberschlesien, jedoch ohne die westlichsten Kreise Grottkau, Neisse und Falkenberg, nur den östlichen Teil des Kreises Neustadt O.S., ohne das zum Landkreis Ratibor gehörende Hultschiner Ländchen und unter Einbeziehung eines Teils des niederschlesischen Kreises Namslau.
Die etwa 1,2 Millionen Stimmberechtigten wurden darüber befragt, ob Oberschlesien bei Deutschland verbleiben oder an das 1918 wiederbegründete Polen angegliedert werden sollte. Es beteiligten sich etwa 97 % der Stimmberechtigten, wobei sich über das gesamte Stimmgebiet hinweg etwa 60 % für einen Verbleib bei Deutschland und etwa 40 % für einen Beitritt zu Polen aussprachen, bei lokal jeweils sehr stark abweichenden Voten. Der Völkerbundrat nahm am 20. Oktober 1921 einen auf Basis der Gemeindeergebnisse ausgearbeiteten Vorschlag zur Teilung die Region entlang der sogenannten Sforza-Linie an. Das kleinere, stärker industrialisierte Ostoberschlesien ging an Polen, während der größere, eher landwirtschaftlich geprägte westliche Gebietsteil bei Deutschland verblieb.
Die Abstimmung war begleitet von einer Vielzahl gewaltsamer Übergriffe beider Seiten bis hin zu kurzen bürgerkriegsähnlichen Episoden, bei denen nominell unabhängige militante Kräfte in militärischen Formationen aufeinandertrafen. Die Truppen der Plebiszitskommission, der zeitweiligen Regierung des Gebiets, waren auch in diese Auseinandersetzungen verwickelt. Den Kämpfen fielen schätzungsweise einige tausend Menschen zum Opfer.
Diese wie auch weitere aufgrund des Versailler Vertrags erfolgte Gebietsabtretungen lehnte die deutsche Öffentlichkeit nahezu einhellig ab. Zusammen bildeten sie eine der wesentlichen Triebfedern für die Revisionspolitik in der Weimarer Republik.

## Hintergrund

### Schlesien unter wechselnder Herrschaft
Schlesien hatte bis ins Spätmittelalter zu Polen gehört, zuletzt als Herzogtum Schlesien. Mit dem Vertrag von Trentschin gelangte es 1335 in den Herrschaftsbereich der Böhmischen Krone und lag fortan in den Grenzen des Heiligen Römischen Reichs, später des Deutschen Bundes. Nachdem seit dem 16. Jahrhundert das Haus Habsburg seine Macht in Schlesien ausgebreitet hatte, kam es zu Konflikten mit dem Haus Hohenzollern. Im Rahmen der Schlesischen Kriege (1740–1763) konnte Preußen den Großteil der Region gewinnen („Preußisch-Schlesien“). Es verwaltete ihn von 1815 bis 1919 als Provinz Schlesien. Der viel kleinere südöstliche Teil verblieb als Herzogtum Ober- und Niederschlesien bei Österreich („Österreichisch Schlesien“). Im Jahr 1918 lag die Region Schlesien im Deutschen Reich sowie in Österreich-Ungarn. Mit der Gründung der Tschechoslowakei fiel das vormalige „Österreichisch-Schlesien“ in das Gebiet des neuen Staates, der auch Anspruch auf das zu „Preußisch-Schlesien“ gehörende Hultschiner Ländchen erhob.
In der Zeit des Deutschen Kaiserreichs gehörte das spätere oberschlesische Abstimmungsgebiet im Wesentlichen zum Regierungsbezirk Oppeln in der Provinz Schlesien. Bereits ab der zweiten Wahl zum Reichstag im Jahr 1874 konnte sich die katholische Zentrumspartei als die bestimmende politische Kraft in Oberschlesien etablieren und in elf von zwölf Wahlkreisen das Mandat erringen. Lediglich der protestantisch geprägte Reichstagswahlkreis Regierungsbezirk Oppeln 1 „Kreuzburg/Rosenberg O.S.“ wurde zumeist durch die Freikonservative Partei repräsentiert. Dies änderte sich zu Beginn des 20. Jahrhunderts mit den Wahlerfolgen der Polnischen Fraktion in Oberschlesien, die nach dem Kulturkampf und der Germanisierungspolitik in den 1880er und 90er Jahren zunehmend eine polnisch-nationale Haltung vertrat. Im Jahr 1903 wurde Wojciech Korfanty, vormals Mitglied der Zentrumspartei, im oberschlesischen Wahlkreis „Kattowitz/Zabrze“ zum ersten polnischen Reichstagsabgeordneten gewählt. Bei den beiden folgenden Wahlen errang die Polnische Fraktion in Oberschlesien fünf (1907) beziehungsweise vier Mandate (1912). Der Regierungsbezirk Oppeln entwickelte sich dadurch neben der Provinz Posen zu einer Hochburg der sogenannten „Polenpartei“. Liberale und linke Parteien spielten in Oberschlesien hingegen nur eine untergeordnete Rolle.

### Zusammensetzung der Bevölkerung

Sprachensituation in der Provinz Schlesien nach der preußischen Statistik 1905/06

Aufgrund ihrer Lage und Geschichte war die Region seit dem Mittelalter stets mehrsprachig, wobei im westlichen Teil nahezu ausschließlich die deutsche Sprache überwog, während im Osten vielfach polnisch, und im Südosten auch tschechisch, gesprochen wurde. Von allen drei „Hauptsprachen“ Schlesiens gab es zudem jeweils schlesische Dialekte (Schläsisch, ślōnskŏ gŏdka, Lachisch), die viele Ausdrücke aus den jeweils anderen Sprachen beinhalteten und damit den Charakter von Übergangsdialekten hatten. Für Dialektunkundige waren diese daher teils schwer verständlich. In Schlesien formte sich über die Jahrhunderte eine regionaltypische Mischung aus deutschen, polnischen, österreichischen und tschechischen kulturellen Einflüssen, was unter anderem auch in der Schlesischen Küche deutlich wird. Zugleich entwickelte sich aber erst im 19. Jahrhundert ausdrücklich, zunächst unter dem Einfluss von Industrialisierung und Modernisierung, eine bis ins 20. Jahrhundert sehr lebendige Regionalidentität, die sich als Gegenmodell zum deutschen und polnischen Nationalismus verstand.
Bis ins 20. Jahrhundert hinein lieferten der Katholizismus, die allgemeine wirtschaftliche Not und die lokalen Bräuche und Dialekte (Schlä’sch und ślōnskŏ gŏdka) die zentralen Säulen für eine gemeinsame Identität im ländlichen Oberschlesien (Schlesiertum). So war dort die Bevölkerung nahezu ausschließlich katholisch, mit den Kreisen Kreuzburg und Namslau als Ausnahme, in denen etwa zwei Drittel beziehungsweise die Hälfte der Bevölkerung protestantisch waren. Anders zeigte sich Oberschlesien in den Städten, die wesentlich stärker von aus Preußen eingewanderten Familien geprägt waren und somit einen deutlich höheren Anteil protestantischer und deutschsprachiger Personen aufwiesen.
Mit dem Erstarken des Nationalismus ab dem 19. Jahrhundert stieg der Druck auf die Bewohner Oberschlesiens, sich als Mitglieder einer bestimmten Nation (sprich: eines Volks) zu definieren. Vor allem der „Kulturkampf“ unter Reichskanzler Otto von Bismarck, der mit der Unterdrückung der polnischen Sprache und der systematischen Diskriminierung der polnischsprachigen und katholischen Bevölkerung einherging, führte in Oberschlesien zur Ausbildung einer ausdrücklich polnischen Identität. Der Ausschluss der polnischen und der katholischen Bevölkerung aus dem Staatsdienst sowie eine weitgehende Verweigerung der Zulassung als Ärzte, Anwälte und – in geringerem Maße – als Priester, führte zu einem Bruch zwischen dem preußisch-deutschen Staat und vielen Oberschlesiern. Eine gemischtsprachliche, ganz überwiegend katholische Bevölkerung wurden von etwa 78.000, fast ausschließlich deutschen und protestantischen Staatsbediensteten verwaltet.
Der „nationale Bekenntnisdruck“ auf die Schlesier erreichte seinen Höhepunkt in der Zeit des Plebiszits und der folgenden Zwischenkriegszeit, als viele europäische Staaten ihre (Rück-)Forderungen nach Staatsgebiet nicht zuletzt mit dessen Besiedlung durch eigene Landsleute rechtfertigten. Daneben gab und gibt es heute erneut eine Bewegung für die Autonomie Schlesiens, die die Schlesier als eigenes Volk mit einer eigenständigen schlesischen Identität betrachtet. Dies führte nach 1918 in Preußen beziehungsweise in Polen zu Maßnahmen für mehr politische Autonomie.

### Wirtschaftliche Bedeutung
Ab der ersten Hälfte des 19. Jahrhunderts erfuhr Schlesien eine zwiespältige wirtschaftliche Entwicklung. Einerseits gehörte das nur etwa 5 % der Fläche Oberschlesiens umfassende Oberschlesische Industriegebiet zu den ersten wesentlichen Regionen der Industrialisierung in Preußen und später des Deutschen Reichs. So stammten unmittelbar vor dem Ersten Weltkrieg etwa 23 % der in Deutschland geförderten Kohle, 57 % des Bleierzes und 72 % des Zinks aus Oberschlesien. Durch die Verschiffung über die Oder war der Transport der Produkte nach Berlin und bis in den Ostseeraum vergleichsweise einfach. In diesem Gebiet lebten etwa 47 % der Bevölkerung Oberschlesiens. Die Tageslöhne im oberschlesischen Kohlenrevier lagen jedoch deutlich unter denen an der Saar oder im Ruhrgebiet (so beispielsweise durchschnittlich 3,64 Mark im Jahr 1912 zu 4,22 Mark beziehungsweise 5,03 Mark). Das restliche Oberschlesien war stark von der Landwirtschaft geprägt, mit einem jedoch sehr ungleich verteiltem Landbesitz. So besaßen lediglich sieben Großgrundbesitzer ein Viertel der gesamten Landwirtschaftsfläche Oberschlesiens. Insgesamt gehörten über 60 % der landwirtschaftlichen Fläche deutschsprachigen Junkern, denen eine große Zahl an Pächtern mit eher kleinen Flächen gegenüberstand.
Durch die Kombination aus vergleichsweise geringen Löhnen in Oberschlesien sowie gut ausgebildeten und nachgefragten Fachkräften im Bergbau spielte die Arbeitsmigration in Schlesien ab der 2. Hälfte des 19. Jahrhunderts eine wichtige Rolle, die sich ganz überwiegend als Binnenwanderung innerhalb Preußens beziehungsweise des Deutschen Reichs zeigte. So waren es einerseits erfahrene Bergmänner aus dem oberschlesischen Kohlerevier, die eine wichtige Rolle beim Aufbau der Kohleindustrie an Rhein und Ruhr spielten. Viele weitere Oberschlesier fanden insbesondere als Maurer Beschäftigung in der im Ruhrgebiet entstehenden Industrie. Im Ergebnis führte dies zu Beginn des 20. Jahrhunderts dort sowohl zu einer großen oberschlesischen Diaspora als auch durch Rückwanderung zu einem bescheidenen wirtschaftlichen Aufstieg in Oberschlesien selbst.

## Der Weg zur Volksabstimmung (1918–1920)

### Politischer Umbruch nach dem Ersten Weltkrieg

Gebietsverluste Deutschlands nach dem Ersten Weltkrieg (farblich schraffierte Flächen)

Der Erste Weltkrieg (1914–1918) führte zu großen politischen Umwälzungen und einer territorialen Umgestaltung Europas. Der Zusammenbruch des russischen Zarenreiches und Österreich-Ungarns hatte die Gründung einer Reihe von neuen Staaten in Mittel-, Ost- und Südosteuropa zur Folge. Für die Region Schlesien waren dabei die Wiedergründung Polens und die Entstehung der Tschechoslowakei bedeutsam.
Wenngleich das Deutsche Reich weiterbestand, sah es sich aufgrund der Niederlage im Krieg in verschiedenen Grenzregionen mit Forderungen der Siegermächte und ihrer Verbündeten nach Gebietsabtretungen konfrontiert. Im Osten war es ganz überwiegend die junge Polnische Republik, die bei den Friedensverhandlungen in Paris ihre Ansprüche auf bislang zu Deutschland gehörende Territorien zum großen Teil geltend machen konnte. So erhielt Polen ohne Volksabstimmung Großteile der Provinz Posen und zur Bildung des Polnischen Korridors die Provinz Westpreußen. Weitere Gebiete sollten Polen nach Volksabstimmungen am 11. Juli 1920 im Abstimmungsgebiet Marienwerder sowie ebenso im Abstimmungsgebiet Allenstein in der Provinz Ostpreußen zufallen, doch scheiterte dies an deren Ergebnissen.
Die den Friedensprozess maßgeblich als Rat der Vier bestimmenden Mächte, Frankreich, Großbritannien, die USA und Italien, verfolgten ebenfalls jeweils eigene politische Ziele. So versuchte der in Frankreich ab 1919 regierende mitte-rechte Bloc national eine Eindämmungspolitik durchzusetzen, die den Einfluss sowohl Deutschlands als auch Sowjetrusslands auf dem europäischen Kontinent politisch, militärisch und wirtschaftlich begrenzen sollte. Ein starkes und unabhängiges Polen war in dieser Politik ein zentraler Baustein. Die liberale Regierung von David Lloyd George in Großbritannien war vor allem daran interessiert, die durch den Krieg schwer angeschlagene weltwirtschaftliche Position wiederherzustellen. Das Verhältnis zu Frankreich war ambivalent, da Großbritannien einerseits auf eine gute Zusammenarbeit mit Frankreich zur Regelung der zahlreichen weltpolitischen Herausforderungen angewiesen war. Zugleich sollte der Einfluss Frankreichs auf dem europäischen Kontinent nicht zu stark werden.
Die US-amerikanische Regierung von Woodrow Wilson war vom Wunsch nach einer neuen weltpolitischen Ordnung angetrieben, in der Konflikte zwischen Staaten beispielsweise durch einen Völkerbund friedlich geregelt werden konnten. Dies drückte sich im sogenannten 14-Punkte-Programm aus. Wenngleich es bei den Friedensverhandlungen nach dem Ersten Weltkrieg nicht vollständig übernommen wurde, sorgte nicht zuletzt das international enorm gewachsene politische Gewicht der USA zwangsläufig dafür, dass die Vorstellungen der US-Regierung die Debatten um die neue Friedensordnung maßgeblich mitprägten. Die italienische Regierung wiederum nutzte ihre Position vor allem, um die ihr zugesicherten territorialen Zugeständnisse aus dem Londoner Vertrag durchzusetzen. Sie hatte insofern keine starke Haltung zum Streit um Schlesien.
Bei den Verhandlungen der Sieger zu den Pariser Vorortverträgen waren die Ideen des Nationalstaats und des Selbstbestimmungsrechts der Völker vielfach handlungsleitend. Beide gehen von der Idealvorstellung einer Einheit von Nation und Staatsgebiet aus. Vielvölkerstaaten, wie das Russische Zarenreich, Österreich-Ungarn, das Osmanische Reich und eben in seinen östlichen Reichsteilen auch das Deutsche Reich, wurden hingegen als problematisch und als Hindernis für das Selbstbestimmungsrecht der Völker betrachtet. Darüber, wie dieses Selbstbestimmungsrecht zu verwirklichen sei, gab es jedoch verschiedene Ansichten. Als ein Mittel hierzu – zumindest für Europa – wurde die Durchführung von Plebisziten angesehen. Dessen ungeachtet, verfolgten die Siegermächte des Ersten Weltkriegs auch handfeste realpolitische Zielstellungen, die vielfach im Konflikt mit diesen Idealvorstellungen standen. Die Ereignisse rund um die Volksabstimmung in Oberschlesien sind eine direkte Folge dieses Widerspruchs von Ideal- und Realpolitik.

### Schlesien als Gegenstand der Friedensverhandlungen

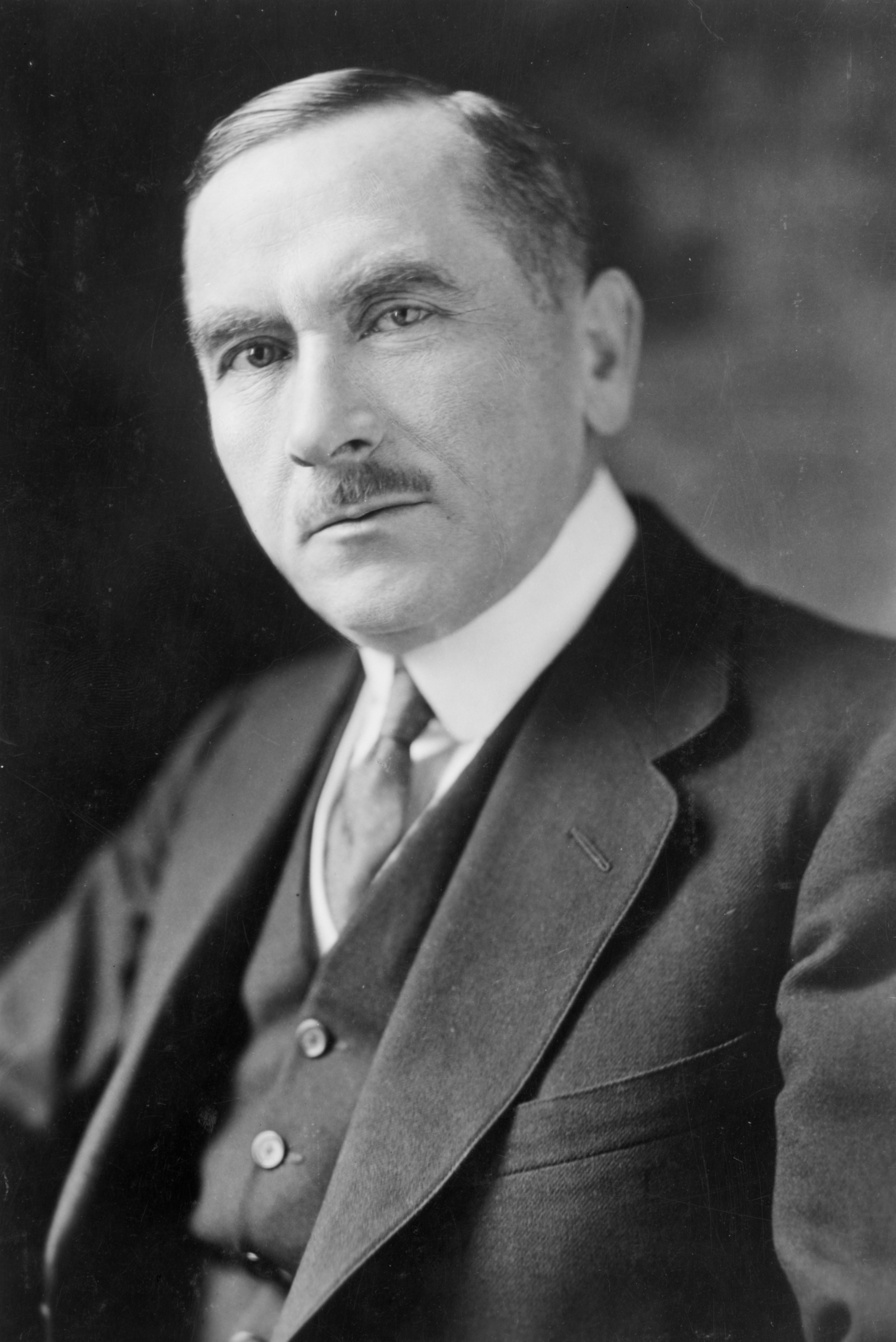
Roman Dmowski, Leiter der polnischen Delegation bei den Friedensverhandlungen in Versailles

Zu den nach 1918 umstrittenen Gebieten Deutschlands zählte auch der östliche Teil Schlesiens. So machte nach nationalstaatlicher Lesart die Mehrsprachigkeit und Diversität der Region ihre eindeutige Zuordnung zu Deutschland fraglich. Tatsächlich erhob die 1918 entstandene junge Polnische Republik, maßgeblich getragen von der Nationaldemokratie, bei den Friedensverhandlungen in Paris nachdrücklich Anspruch auf Gebiete, in denen jeweils ein bedeutsamer Teil der Bevölkerung polnischsprachig war. Insbesondere Frankreich hatte ein großes politisches Interesse an einem auch wirtschaftlich starken Polen, um die eigene Eindämmungspolitik gegenüber Deutschland und Sowjetrussland im östlichen Europa besser umsetzen zu können. Das bedeutende oberschlesische Industriegebiet war hierfür einer der Schlüsselfaktoren. Zugleich würde dessen Verlust Deutschland in noch größerem Maße von der Wirtschaft an Rhein und Ruhr abhängig machen, also einem Gebiet, das nah an Frankreich lag und auf das dieses durch die Rheinlandbesetzung bereits Zugriff hatte.
Der deutschen Reichsregierung war spätestens mit der Ausrufung der Zweiten Polnischen Republik am 11. November 1918 bewusst, dass Oberschlesien zu den deutschen Gebieten gehörte, die bei den bevorstehenden Friedensverhandlungen verloren gehen könnten. Sie versuchte daher bereits im Dezember 1918 über Harry Graf Kessler in direkte Verhandlungen mit der polnischen Regierung zu treten. Diese Versuche scheiterten jedoch bereits früh an der kategorischen Ablehnung jeglicher außerhalb der geplanten Friedensverhandlungen getroffenen Sondervereinbarungen durch die Siegermächte des Ersten Weltkriegs.
Die Pariser Friedenskonferenz von 1919 hatte eine enorme Menge an offenen geostrategischen Herausforderungen zu entscheiden. Die polnische Delegation unter der Leitung von Roman Dmowski nahm erstmals am 29. Januar 1919 an einer Besprechung des Obersten Rates teil. Georges Clemenceau warf dort die Frage auf, was mit „Polen“ im Jahr 1919 genau gemeint sei, da der Staat schließlich seit 1795 nicht mehr existiere. Dmowski brachte dort erstmals die Forderung nach einer Wiederherstellung Polens in den Grenzen von 1772 ein, ergänzt unter anderem um Teile Oberschlesiens. Die weitere vertiefte Behandlung der polnischen Frage erfolgte, ohne direkte Konsultation Deutschlands, in einem Unterausschuss der „Kommission für Polnische Angelegenheiten“ Commission on Polish Affairs, französisch Commission des affaires polonaises. Dem Unterausschuss saß der französische General Henri Le Rond vor, der später auch die Interalliierte Kommission in Oberschlesien leiten sollte. Ihm zur Seite stand der US-Amerikaner Isaiah Bowman sowie der Brite Frederick Kisch. Im März 1919 gelang es der polnischen Delegation mit Unterstützung der französischen Regierung, in der Kommission einen Beschluss zu erwirken, der die Übertragung von Teilen Schlesiens an Polen vorsah.
Als dies mit dem Entwurf des Versailler Vertrags (englisch: Draft Treaty) am 7. Mai 1919 öffentlich wurde, kam es zu Protesten in Schlesien und Empörung in der deutschen Öffentlichkeit. Aber auch in links-liberalen Kreisen Großbritanniens wurde vor einer zu harten Behandlung Deutschlands gewarnt. Die deutsche Reichsregierung verfasste am 29. Mai 1919 ein ausführliches Memorandum, in welchem sie gegen die Entscheidung protestierte. Sie erklärte sich darin zwar zur Abtretung der Provinz Posen und Teilen Westpreußens an Polen bereit, in allen anderen Gebieten im Osten solle jedoch die Bevölkerung in Plebisziten über die Gebietszugehörigkeit entscheiden. Weiterhin machte sie deutlich, dass Deutschland die auferlegten Reparationsverpflichtungen ohne das oberschlesische Industriegebiet kaum werde leisten können. Unter anderem dieses Argument bewog nun wiederum den britischen Premierminister David Lloyd George, sich ebenfalls gegen eine direkte Abtretung Oberschlesiens an Polen auszusprechen. Erst nach fünf Sitzungen und gegen den zunächst energischen Widerstand des französischen Ministerpräsidenten Georges Clemenceau und des US-Präsidenten Wodrow Wilsons gelang es Lloyd George am 4. Juni 1919 im Rat der Vier durchzusetzen, dass in Oberschlesien die Bevölkerung über die künftige territoriale Zugehörigkeit in einem Plebiszit abstimmen sollte.
Bei einer direkten Gebietsabtretung an Polen ohne vorherige Abstimmung blieb es jedoch für das Reichthaler Ländchen in (Nieder-)Schlesien, einem etwa 511 km² großen Gebiet im Kreis Namslau, nordöstlich von Breslau. Ebenso wurde das (ober-)schlesische Hultschiner Ländchen, ein etwa 316 km² großes Gebiet südlich von Ratibor, an die neu gegründete Tschechoslowakei zum Februar 1920 ohne Abstimmung abgetreten.

### Oberschlesien im Versailler Vertrag

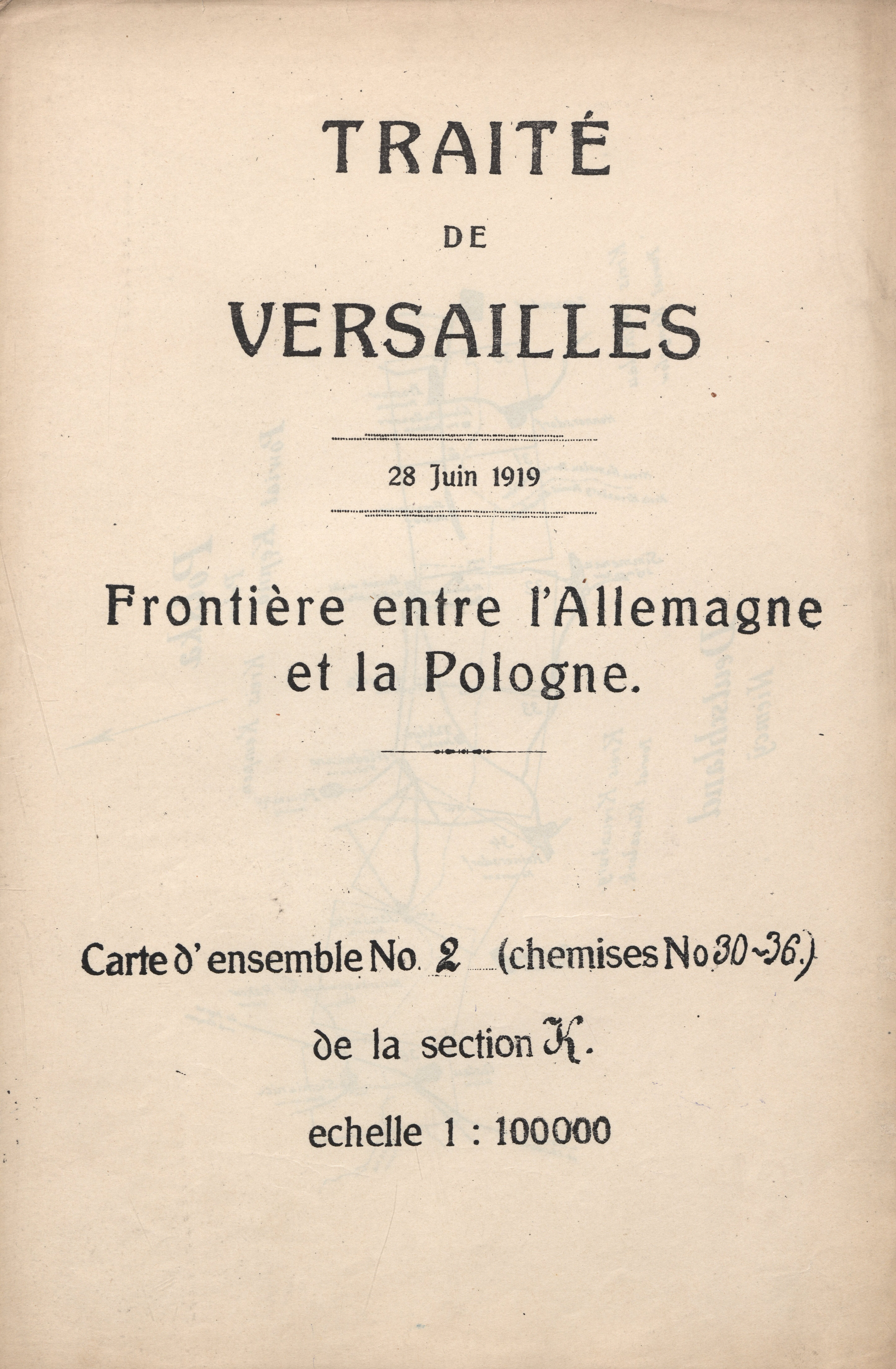
Abschnitt des Versailler Vertrags zu den Grenzregelungen zwischen Deutschland und Polen

Im nächsten Schritt wurde eine „Kommission für die östlichen Grenzen Deutschlands“ (Commission on the Eastern Frontiers of Germany) gebildet, die die Bedingungen für die Abstimmung festlegen und einen entsprechenden Text für den Versailler Vertrag formulieren sollte. Auch hier führte General Le Rond den Vorsitz, ihm standen der Brite James Headlam-Morley, der Italiener Pietro Tomasi Della Torretta sowie der US-Amerikaner Robert Howard Lord zur Seite. Der Konflikt zwischen Großbritannien und Frankreich setzte sich jedoch auch auf dieser Verhandlungsebene fort. Der britische (und auch deutsche) Wunsch, Oberschlesien als ein einziges Abstimmungsgebiet zu behandeln, war gegen Frankreich nicht durchsetzbar. Letztlich einigte man sich nicht zuletzt unter Zeitdruck als Formelkompromiss auf die Berücksichtigung der Ergebnisse auf Gemeindeebene. So stellt der Historiker Karsten Eichner fest: „Hier lag die Wurzel aller künftigen Streitigkeiten, da das Abstimmungsergebnis absehbar kein eindeutiges Bild ergeben konnte und für diesen Fall eine klare weitere Regelung fehlte.“
Aus den zwischen dem 6. und 10. Juni 1919 geführten Verhandlungen ging der Artikel 88 des Versailler Vertrags hervor, zu dem auch eine sechs Paragraphen umfassenden Anlage gehörte. Der Artikel legte in wörtlicher Beschreibung das Abstimmungsgebiet fest und bestimmte, dass dieses binnen zwei Wochen nach Inkrafttreten des Vertrags von den Deutschen Behörden zu räumen (§ 1 der Anlage) und an einen vierköpfigen internationalen Ausschuss (§ 2) zu übergeben sei. Der Ausschuss übernehme die Regierungsgewalt, sei jedoch nicht befugt, neue Gesetze oder Steuern zu erlassen, wohl aber die Änderung bestehender Gesetze und Steuern zu verhindern. Er entscheide mit einfacher Stimmenmehrheit und habe aus der örtlichen Bevölkerung technische Berater für seine Amtsgeschäfte heranzuziehen (§ 3).
Die Aufgabe des Ausschusses sei es, das Plebiszit über die territoriale Zugehörigkeit des Abstimmungsgebietes zu organisieren. Dies habe nicht früher als sechs und nicht später als achtzehn Monate nach seinem Arbeitsantritt zu geschehen (§ 4). Weiterhin wurde festgelegt, dass alle Personen stimmberechtigt seien, die bis zum 1. Januar des Jahres des Plebiszits das 20. Lebensjahr vollendet hätten, im Abstimmungsgebiet geboren seien oder seit einem vom Ausschuss noch festzulegenden Zeitpunkt dort ständig lebten oder vor diesem Zeitpunkt von den deutschen Behörden gegen ihren Willen ausgewiesen worden seien. Die Verurteilung wegen politischer Straftaten dürfe nicht zum Verlust des Stimmrechts führen. Die Ergebnisse der Abstimmung würden gemeindeweise erhoben.
Zuletzt wurde festgehalten, dass der Ausschuss nach Abschluss des Plebiszits den Siegermächten einen vollständigen Bericht der Abstimmungshandlung sowie einen Vorschlag zur Teilung des Gebiets übergebe (§ 5). Nach Festlegung der endgültigen Grenze hätten die deutschen und polnischen Behörden binnen Wochen die Kontrolle über die ihnen zugeschlagenen jeweiligen Gebiete wieder zu übernehmen und der Ausschuss beende seine Arbeit (§ 6). Alle Kosten für die Besatzungstruppen, die Arbeit der Kommission und die Durchführung des Plebiszits seien aus den Einnahmen des betroffenen Gebiets zu bestreiten.

### Die Zeit bis zum Inkrafttreten des Versailler Vertrags
Der Versailler Vertrag, und damit alle Vereinbarungen zum Plebiszit in Oberschlesien, wurde am 28. Juni 1919 unterzeichnet. Tatsächlich in Kraft trat er jedoch erst nach der Ratifizierung durch die vertragsunterzeichnenden Staaten am 10. Januar 1920. In diesen knapp sechs Monaten versuchten sowohl Deutschland als auch Polen mit verschiedenen Maßnahmen ihre Position in der Region Oberschlesien zu stärken. Für die polnische Seite bedeutete dies, dass neben den bereits bestehenden Untergrundorganisationen nun auch legale Strukturen gegründet werden durften. Bereits im Juli 1919 wurde in Kattowitz das „Zentrale Informationsbüro für die Koalition“ (Centralne Biuro Informacyjne dla Koalicji, CBIdK) unter der Leitung von Wojciech Korfanty gegründet. Viele der Mitarbeiter des Büros sollten später zentrale Aufgaben im polnischen Plebiszitkommissariat übernehmen. Unter anderem sammelte das CBIdK in den folgenden Monaten Informationen über deutsche Übegriffe gegen die pro-polnische Bevölkerung Oberschlesiens und übermittelte diese an Charles Joseph Dupont, den Vorsitzenden der alliierten Kommission für die Regelung des Grenzverlaufs zwischen Polen und Deutschland.

#### Der Erste Schlesische Aufstand
Seit dem Aufstand in Posen (1918/1919) stand die Möglichkeit einer militärischen Klärung der territorialen Zugehörigkeit auch für Oberschlesien unzweifelhaft im Raum. Die SPD-geführte Reichsregierung wollte angesichts der chaotischen Zustände in der jungen deutschen Republik einen weiteren Krieg unbedingt vermeiden. Soweit sie irgend konnte, versuchte sie daher mögliche Gebietsabtretungen an Polen auf diplomatischem Weg einzuhegen. Die Zustimmung zur Abtretung eines Großteils von Posen an Polen und zur Herauslösung Danzigs als Freier Stadt gehören ebenso zu diesem politischen Kurs wie der Einsatz bei den Friedensverhandlungen für die Abhaltung von Plebisziten in Oberschlesien, West- und Ostpreußen. Gleichwohl und unabhängig von der Frage der Grenzziehung zu Polen achtete die Reichsregierung darauf, über einsatzfähige militärische Kräfte zu verfügen, um im Bedarfsfall die Republik auch mit Waffengewalt gegen innere und äußere Feinde verteidigen zu können. Angesichts der zahlreichen Beschränkungen aus dem Waffenstillstandsvertrag von Compiègne war dies nicht leicht zu bewerkstelligen. So kam den in dieser Zeit zahlreich entstandenen Freikorps (der sogenannten „Schwarzen Reichswehr“) eine besondere Rolle zu. Obwohl diese grundsätzlich demokratiefeindlich eingestellt waren, setzte die Reichsregierung sie zum Schutz der territorialen Integrität Deutschlands, aber auch zur Niederschlagung bolschewistischer Kräfte ein. Die Sicherung Schlesiens oblag ab Ende November 1918 zunächst der von der Westfront heimkehrenden 117. Infanteriedivision, die im Zuge der Demobilisierung Ende Mai 1919 zur Kleinen Reichswehrbrigade Nr. 32 unter dem Kommando von Generalmajor Karl Hoefer umgebildet wurde. Hinzu kamen diverse Freikorps in und um Breslau (die 3. Marine-Brigade von Loewenfeld, die Marine-Brigade Ehrhardt, das Freikorps Berthold, das Freikorps Paulssen, das Freikorps Von Aulock, das Freikorps Kühme sowie das Oberschlesische Freiwilligenkorps). Hoefer konnte so für die Verteidigung Schlesiens auf insgesamt etwa 15.000 mehr oder minder regulär bewaffnete Soldaten zurückgreifen.
Tatsächlich gab es auf polnischer Seite noch zu Beginn der Pariser Friedensverhandlungen 1919 Überlegungen, den erfolgreichen Posener Aufstand in Oberschlesien nachzuahmen und das Gebiet gewaltsam anzugliedern. Es war nicht zuletzt der nationaldemokratische Wojciech Korfanty, der auf die militanten Kräfte einwirkte, jegliche gewaltsame Aktionen zu unterlassen. Einerseits stabilisierte sich das Deutsche Reich im ersten Halbjahr 1919 langsam und würde einem vergleichbaren Aufstand diesmal vermutlich erfolgreich begegnen können. Zum anderen befürchtete Korfanty, dass die bis zum Sommer 1919 aus polnischer Sicht sehr aussichtsreich verlaufenden diplomatischen Verhandlungen in Paris gestört werden könnten. Die Situation war für ihn insofern schwer zu kontrollieren, weil ihm der oberschlesische Ableger der „Polnischen Militärorganisation“ (Polska Organizacja Wojskowa Górnego Śląska, POW GŚl) nicht unmittelbar unterstand. Die Angehörigen des POW GŚl waren ganz überwiegend Oberschlesier, und der Aufbau konspirativer und paramilitärischer Strukturen hatte bereits in der Kaiserzeit mit Organisationen wie dem Turnverein Sokół oder der „Bürgergarde für Oberschlesien“ Straż Obywatelska dla Górnego Śląska begonnen. In der Gründungsphase der POW GŚl scheint vor allem der Posener Oberste Volksrat einflussreich gewesen zu sein, der von der Nationaldemokratie dominiert wurde und der die Angliederung Oberschlesiens auf diplomatischen Weg bevorzugte. Gleichzeitig scheint der POW GŚl auch enge Kontakte nach Warschau zu Józef Piłsudski und seinen Anhängern, der ein politischer Gegner der Nationaldemokratie war, unterhalten zu haben.
Im Mai 1919 verfügte der POW GŚl über etwa 14.000 Kämpfer, jedoch nur über etwa 3800 Gewehre und weitere etwa 2300 Schusswaffen. Mehrfach drohten die lokalen Kader des POW GŚl mit der Aufnahme des bewaffneten Kampfes in Oberschlesien, so im April und dann erneut im Juni 1919, wobei Korfanty jedes Mal energisch intervenierte und rechtzeitig den Abbruch der Pläne erwirken konnte. Dies wiederholte sich im August 1919, wobei diesmal der Einspruch Korfantys nicht mehr an alle Zellen des POW GŚl rechtzeitig weitergegeben werden konnte. Das Ergebnis war ein lokal begrenzter Aufstand einiger Gruppen vom 16.–24. August 1919, der sogenannte Erste Aufstand in Oberschlesien. Kurzzeitig besetzten sie Teile des Industriegebiets sowie die Kreise Pleß und Rybnik. Unter Leitung des mit Sondervollmachten ausgestatteten Reichs- und Staatskommissars Otto Hörsing (SPD) wurde der Aufstand unter der militärischen Leitung von Karl Hoefer mit großer Brutalität von regulären deutschen Truppen zusammen mit rechtsgerichteten Freikorps niedergeschlagen. Auf polnischer Seite wurden etwa 500 Personen in den Kämpfen getötet, auf deutscher Seite waren es vermutlich um die 100 Personen. Die Kämpfer der POW GŚl mussten sich über die Grenze nach Polen ins Exil zurückziehen, viele ihrer geheimen Strukturen wurden in den folgenden Monaten von der deutschen Polizei und dem Militär zerschlagen.

#### Versuche der politischen Konfliktbearbeitung
Die Entente war über die Ereignisse besorgt und wies die Alliierte Militärmission in Berlin an, eine Unterkommission nach Oberschlesien zu entsenden, um die Situation vor Ort bis zum Eintreffen der regulären Interalliierten Plebiszitskommission zu überwachen.
Auch viele Oberschlesier waren entsetzt über das Ausmaß an Gewalt, das polnische und deutsche Nationalisten im Sommer 1919 über die Region brachten. Insbesondere die katholische Zentrumspartei, die in Oberschlesien stärkste Kraft war und sowohl über eine deutschsprachige als auch eine polnischsprachige Wählerbasis verfügte, setzte sich für die Wiederherstellung des Friedens ein. Ihr Ziel war zwar ein Verbleib Schlesiens im Deutschen Reich, sie wollte dafür aber Zugeständnisse erreichen. So setzte sich ihr oberschlesischer Vorsitzender Carl Ulitzka in Verhandlungen mit der preußischen Regierung dafür ein, dass Schlesien nicht länger eine preußische Provinz bleiben sollte, sondern zu einem eigenständigen Land in der Weimarer Republik werde. Auf diese Weise, so die Hoffnung des Zentrums, könnte die Angst vieler polnischsprachiger Schlesier vor einer drohenden Germanisierung aufgefangen und ihre Stimme für einen Verbleib bei Deutschland gewonnen werden.
Der Freistaat Preußen griff im September 1919 diese Forderungen auf. Einerseits sagte er einen Volksentscheid über die Ausgliederung Schlesiens aus Preußen zu, der im September 1922 in den dann noch zu Deutschland gehörenden Teilen Schlesiens auch tatsächlich durchgeführt wurde. Als unmittelbare Maßnahme wurde die Provinz Schlesien, wie von Ulitzka vorgeschlagen, im November 1919 geteilt. Aus dem früheren Regierungsbezirk Oppeln, in dem ein Großteil der polnischsprachigen Schlesier lebte, entstand die neue Provinz Oberschlesien. Die beiden ganz überwiegend deutschsprachigen westlichen Regierungsbezirke Liegnitz und Breslau formten die neue Provinz Niederschlesien. Der Zentrumspolitiker Joseph Bitta, bislang Regierungspräsident im Kreis Oppeln, stieg zum neuen Oberpräsidenten der Provinz Oberschlesien auf.
Eine weitere Maßnahme bestand darin, dass die preußische und die Reichsregierung ab Herbst 1919 die Bekämpfung der pro-polnischen Kräfte deutlich reduzierte. Auch die Freikorps und vergleichbare paramilitärische Gruppen wurden durch die Androhung entsprechender finanzieller Sanktionen auf diese Linie gebracht. Dahinter stand das Kalkül, dass zu viele Gewalttaten im Namen Deutschlands sowohl die Interalliierte Kommission als auch die Bevölkerung des Abstimmungsgebiets gegen das Deutsche Reich aufbringen könnten, was letztlich nur der polnischen Seiten nutzen würde. Entsprechend verübte die pro-deutsche Seite zwischen Herbst 1919 und Mai 1921 insgesamt nur vergleichsweise wenige Morde und Gewalttaten, was jedoch nicht bedeutete, dass sie vollständig auf dieses Mittel der Auseinandersetzung verzichtete.
Bei den preußischen Kommunalwahlen im November 1919, den ersten Wahlen nach dem neuen allgemeinen und gleichen Wahlrecht der Weimarer Republik, konnte die Polnische Fraktion in einer Vielzahl von Kommunen, vor allem im Süden und Osten sowie im Industriegebiet Oberschlesiens, die Mehrheit erringen. Sie erlangte entsprechend die Kontrolle über eine Reihe von Kommunalverwaltungen, wodurch sie einerseits ihre Rolle als wichtige politische Kraft in Oberschlesien unterstrich und andererseits die deutsche Dominanz in den Verwaltungen minderte.

## Die Vorbereitungen auf die Volksabstimmung (1920–1921)

### Die Interalliierte Regierungs- und Plebiszitskommission für Oberschlesien

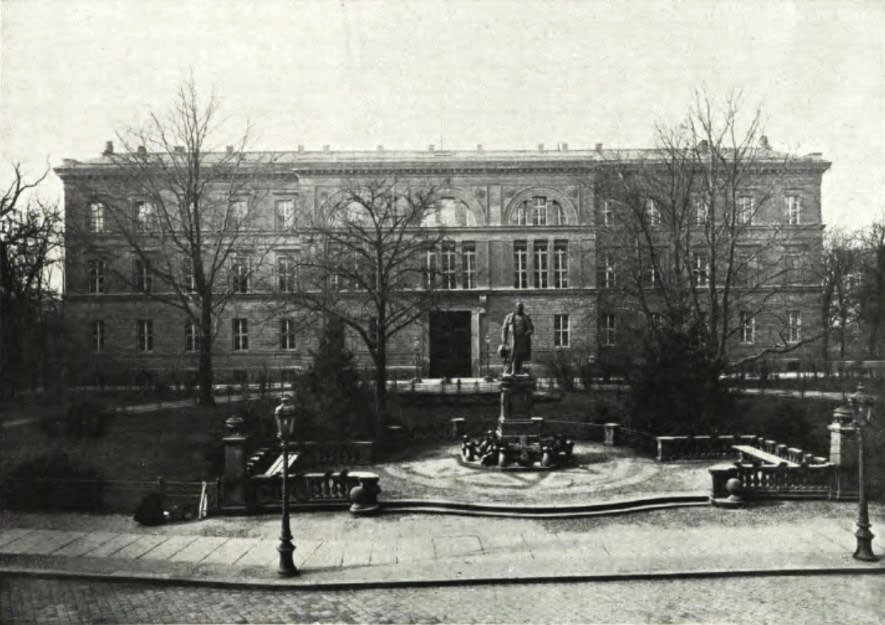
Landeshaus am Regierungsplatz in Oppeln, Sitz der Interalliierten Kommission

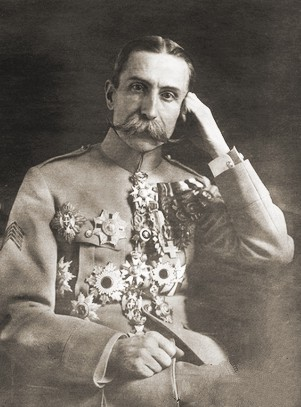
General Henri Le Rond, der Vorsitzende der Interalliierten Kommission und Vertreter Frankreichs (vor 1922)

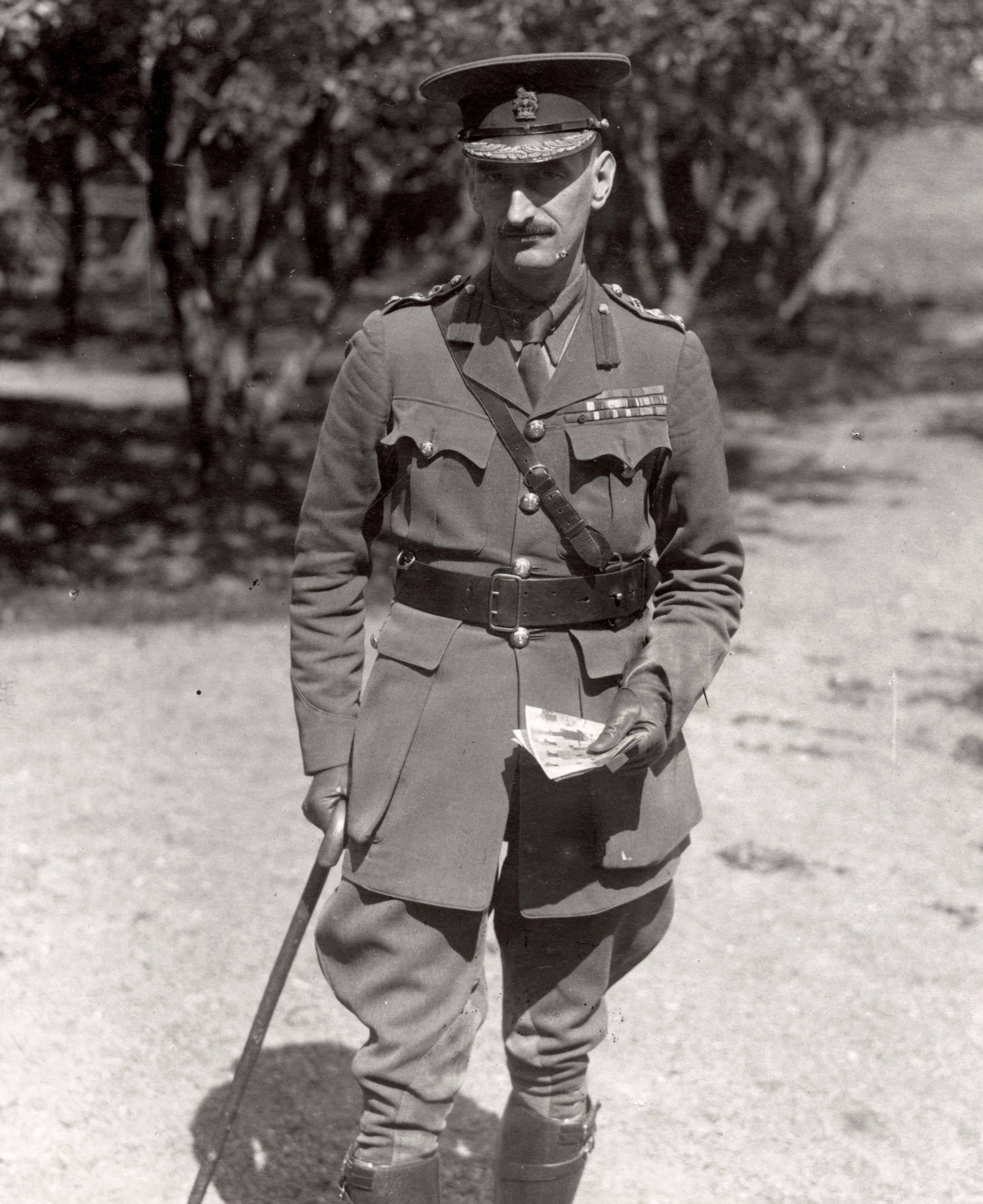
Colonel Harold Percival, der britische Vertreter in der Interalliierten Kommission (1920/1921)

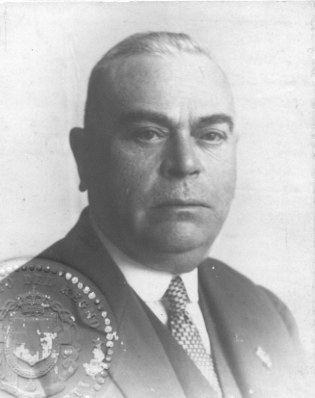
General Alberto de Marinis, italienischer Vertreter in der Interalliierten Kommission (vor 1940)

Der Versailler Vertrag trat mit der letzten Ratifizierung am 10. Januar 1920 in Kraft. Ab dem 20. Januar 1920 trafen die alliierten Bataillone in Oberschlesien ein und begann der Rückzug der deutschen Truppen. Die Interalliierte Kommission nahm am 11. Februar 1920 unter der offiziellen Bezeichnung „Interalliierte Regierungs- und Plebiszitskommission für Oberschlesien“ Commission Interalliée de Gouvernment et de Plebiscite ihre Arbeit auf. Da die USA sich zwischenzeitlich vollständig aus der Regelung der europäischen Nachkriegs-Angelegenheiten zurückgezogen hatten, war die Kommission entgegen dem Vertragswortlaut nur mit drei anstatt vier Kommissaren besetzt. Frankreich entsandte General Henri Le Rond, der bei den Friedensverhandlungen bereits die Kommission für polnische Angelegenheiten geleitet hatte. Der diplomatisch erfahrene, polyglotte und energische Le Rond bestimmte über weite Strecken das Handeln der Kommission. Le Rond neigte gemäß der Haltung seiner Regierung in aller Regel der polnischen Position zu. Großbritannien entsandte Colonel Harold Percival, der eher für die deutsche Position eintrat, jedoch nur wenig Erfahrung mit vergleichbaren Aufgaben hatte und von seiner Regierung kaum Unterstützung erhielt. Der dritte Kommissar war General Alberto De Marinis, der, wie auch die italienische Regierung, zunächst keine klare Haltung zur oberschlesischen Frage hatte. Durch seine eher ungeschickten Ausgleichsversuche verspielte er mit der Zeit das Vertrauen beider Seiten. Der Brite Harold Percival erlitt nach dem dritten Aufstand pro-polnischer Freischärler im Mai 1921 einen Nervenzusammenbruch und wurde von seiner Regierung durch den erfahrenen Verwaltungsfachmann Sir Harold Arthur Stuart ersetzt.

#### Aufbau und verfügbare Mittel
Die Kommission sollte für die Dauer der Vorbereitung und Durchführung des Plebiszits und dann bis zur endgültigen Entscheidung des Grenzverlaufs die faktische Regierungshoheit über das Abstimmungsgebiet ausüben. Die Interalliierte Kommission für Oberschlesien stützte sich bei den Vorbereitungen hierfür zunächst auf die zwischen November 1919 und Januar 1920 getroffenen gemeinsamen Absprachen der drei Interalliierten Plebiszitskommissionen (neben Oberschlesien, waren dies die Kommissionen für die Plebiszite in Allenstein und Marienwerder). Wesentliche Vorarbeiten hatte dazu bereits im Oktober 1919 die Internationale Kommission für das Plebiszit in Schleswig geleistet. Die getroffenen Vereinbarungen wurden schließlich am 9. Januar 1920 anlässlich der Ratifikation des Versailler Vertrags von Henri Le Rond und dem deutschen Vertreter Ernst von Simson als Protokollnotiz formal unterzeichnet wurden.
Ähnlich wie in Schleswig, verzichtete die Interalliierte Kommission auf die vollständige Übernahme der Verwaltung, sondern ersetzte lediglich den Regierungspräsidenten als Verwaltungsspitze. Die Landräte und Bürgermeister blieben im Amt, ihnen wurden jedoch 20 sogenannte Kreiskontrolleure vorgesetzt, alles Militärs im Rang eines Majors oder Lieutenant Colonels, die alle Entscheidungsbefugnisse im Kreis hatten. Acht der Kreiskontrolleure wurden von Frankreich und jeweils sechs von Großbritannien und Italien ernannt. Zu Beginn hatte die Kommission nur 128 Mitarbeiter zur Verfügung und war damit deutlich unterbesetzt. Die Franzosen stellten davon 69 Mitarbeitende und übernahmen in der Regierung neben dem Vorsitz auch die zentral wichtigen Ressorts Inneres, Finanzen, Militär und Wirtschaft. Die Briten stellten 33 Mitarbeitende und übernahmen die Ressorts Verkehr und Ernährung. Italien entsandte 26 Mitarbeitende und übernahm das Ressort Justiz. Der Leitung jedes Ressorts war jeweils ein Vertreter der beiden anderen Alliierten Mächte mit Verantwortung für einen Unterbereich beigeordnet. Auch wenn sich die Zahl der Mitarbeitenden im Verlauf der Kommissionstätigkeit verdoppelte, blieb die Ausstattung für die immensen Aufgaben dennoch zu knapp.
Laut dem Versailler Vertrag hatten die deutsche und die polnische Seite konstruktiv an der Umsetzung des Plebiszits mitzuwirken. In diesem Sinne ernannten beide Seiten sogenannte Abstimmungskommissare, die als Verbindungspersonen zur Alliierten Plebiszitskommission wirkten. Für Deutschland war dies Kurt Urbanek, der Bürgermeister von Roßberg, nachdem zuvor Carl Ulitzka von Le Rond abgelehnt worden war. Die polnische Seite benannte den Schlesier Wojciech Korfanty, der 1903 als erster Abgeordneter für die Polnische Nationaldemokratische Partei in den Deutschen Reichstag eingezogen war und der sich dort im Herbst 1918 in einer vielbeachteten Rede für einen Anschluss der polnischsprachigen Gebiete des Deutschen Reichs an das wiedergegründete Polen ausgesprochen hatte. Zugleich setzten Deutschland und Polen eigene Plebiszitskommissionen ein, mit denen sie ihre jeweiligen Bemühungen um einen Abstimmungssieg koordinierten.
Zur Wahrung von Sicherheit und Ordnung konnte die Kommission zu Beginn auf ein Truppenkontingent von etwa 15.000 Mann zurückgreifen, von denen die Franzosen mit 12.000 Mann (zehn Bataillone) unter dem Kommando von General Jules Gratier den weitaus größten Anteil stellten. Die restlichen Truppen (drei Bataillone) wurden fast vollständig von Italien gestellt, während Großbritannien sich die meiste Zeit auf eher symbolische Kontingente beschränkte. Erst gegen Jahresende 1920, und dann als deutliches Zeichen seines Missfallens angesichts der fortdauernden Verzögerung des Plebiszits durch die französische Seite, entsandte Großbritannien vier Bataillone in das Abstimmungsgebiet.
Neben den militärischen Kontingenten konnte die Interalliierte Kommission auch auf die Sicherheitspolizei („Sipo“) zurückgreifen. Diese mehrere tausend Mann starke Truppe war aus den früheren deutschen Grenzschutzeinheiten hervorgegangen und daher zunächst ganz überwiegend mit deutschem Personal ausgestattet. Eine der Vereinbarungen, die Kurt Urbanek und Wojciech Korfanty zur Beilegung des Zweiten Oberschlesischen Aufstands mit der Zustimmung der Interalliierten Kommission trafen, war die Auflösung der Sicherheitspolizei. Stattdessen wurde eine oberschlesische Polizei ins Leben gerufen, deren Personal zur Hälfte aus Polen bestand, wobei diese ganz überwiegend insgeheim auch Mitglieder der POW waren.

#### Die Arbeit zur Vorbereitung des Plebiszits

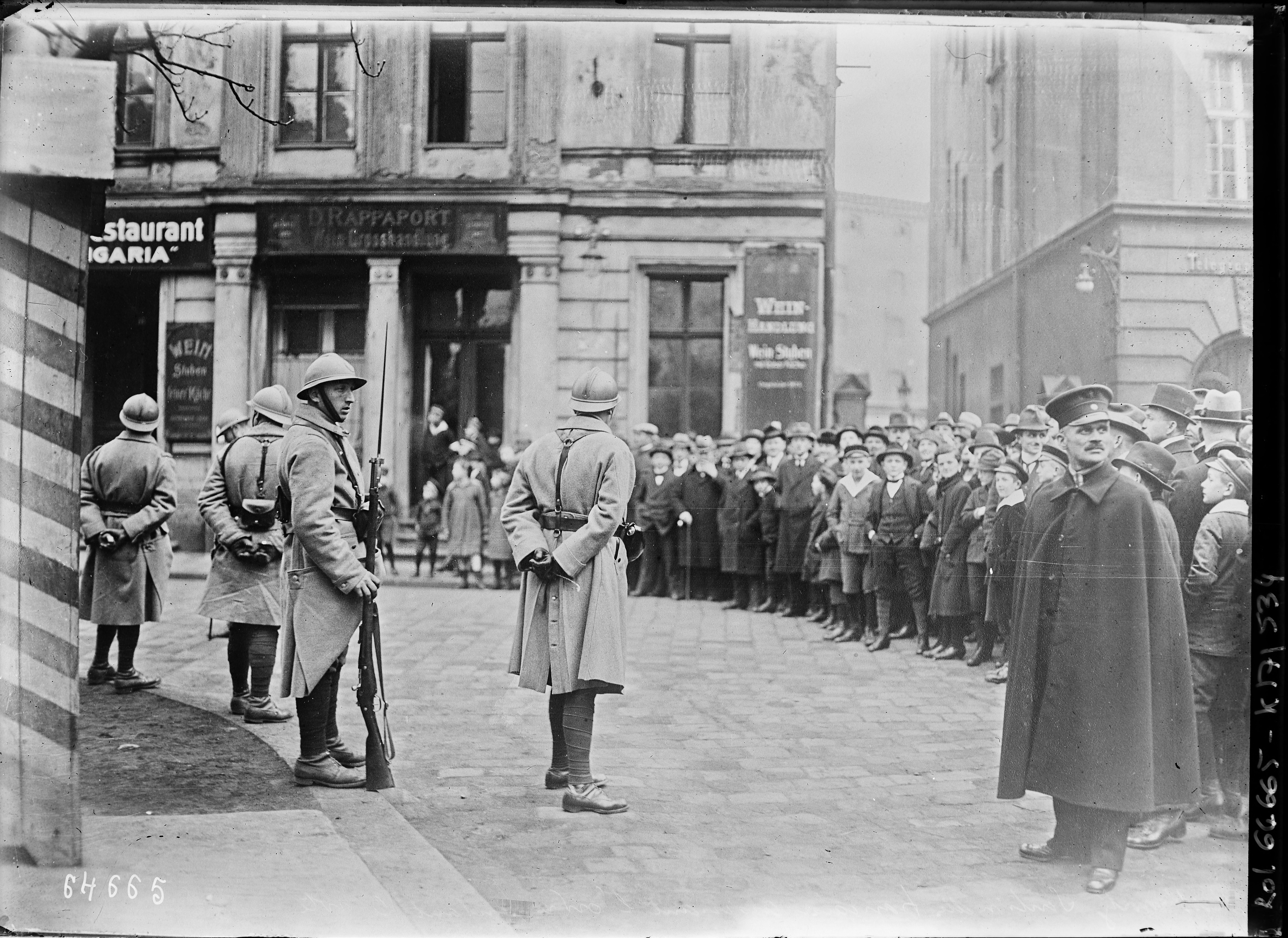
Französische Soldaten sichern die öffentliche Ordnung in Kattowitz, März 1921

Gleich zu Beginn ihrer Arbeit am 11. Februar 1920 erließ die Interalliierte Kommission eine Bekanntmachung, in der sie ihre aus dem Versailler Vertrag herrührende Aufgabe zur Durchführung einer fairen Abstimmung erläuterte und eindringlich vor jeder Art von Gewalttaten, Störung des öffentlichen Friedens, Amts- und Machtmissbrauch warnte. So schloss diese erste Proklamation mit den Worten 

„Die auf wahre Freiheit gegründete, den Oberschlesiern von den alliierten Mächten gewährte Gerechtigkeit setzt eine entsprechende Rücksicht auf aufrichtige Achtung für die Aeusserung des Willens des Nächsten voraus. Auch in dieser Beziehung wird die interalliierte Kommission ihre Kontrolle scharf und genau ausüben.“

In den folgenden Tagen und Wochen erließ sie eine Reihe weiterer Verordnungen um ihre Regierungsgewalt abzusichern. So wurden Vorschriften für das Rechtswesen erlassen, die Ein- und Ausreise aus dem Abstimmungsgebiet, der Versand verschlüsselter Telegramme untersagt, neue Briefmarken eingeführt und eine Amnestie für politische Vergehen verfügt. Am 12. Februar wurde die Abgabe aller Schusswaffen, Munition und Explosivstoffe im Abstimmungsgebiet verordnet (mit Ausnahmeregelungen für Jäger und den Bergbau), und am 15. Februar wurden neue Personalausweise für alle im Abstimmungsgebiet lebenden Personen ab 16 Jahre eingeführt. Von besonderer Bedeutung war weiterhin die Einführung einer eigenständigen Gerichtsbarkeit am 11. März 1920, indem in Oppeln ein eigenes Berufungsgericht, ein Oberster Gerichtshof sowie ein Sondergericht für Oberschlesien eingeführt wurden. Nach scharfem Protest der Reichsregierung und einem Streik der Richter in Oberschlesien, wurden im Sommer 1920 die üblichen Rechtswege wieder hergestellt, nur das Sondergericht blieb bestehen.
Bereits nach wenigen Monaten war die Interalliierte Kommission durch die grundlegend verschiedenen Positionen der französischen und britischen Regierung in der Oberschlesienfrage, die von Le Rond und Percival jeweils nachdrücklich vertreten wurden, innerlich zerrüttet. Zu den wesentlichen Streitfragen gehörte einerseits der Zeitpunkt des Plebiszits. Während die Briten eine zügige Abstimmung forderten, versuchte Le Rond den Termin so weit als möglich hinauszuzögern. Hintergrund hierfür war eine entsprechende Bitte der polnischen Regierung, die sich für eine spätere Abstimmung einen größeren Erfolg der eigenen Plebsizitkampagne und zugleich einen schwindenden Einfluss der von Deutschland beherrschten Verwaltungen ausrechnete.
Einen weiteren Streitpunkt bildete der Umgang mit den sogenannten „Heimkehrern“ (in Polen ist für diese Gruppe der Begriff „Emigranten“ Emigranci üblich). Gemeint ist die Gruppe der gebürtigen Oberschlesier, die jedoch vor der Abstimmung aus dem Gebiet weggezogen waren. Die polnische Delegation, maßgeblich angeregt von Wojciech Korfanty, hatte bei den Pariser Friedensverhandlungen selbst noch durchgesetzt, dass in den Abstimmungsgebieten (West- und Ostpreußen, Oberschlesien) alle dort geborenen Personen stimmberechtigt waren. Dahinter hatte die Erwartung gestanden, dass mehr polnisch- als deutschsprachige zu den Ausgewanderten gehörten, die entsprechend für Polen stimmen würden. Allerdings hatten die Plebiszite im Juli 1920 in West- und Ostpreußen gezeigt, dass ein Großteil dieser stimmberechtigten Auswanderer im restlichen Reichsgebiet lebte und für einen Verbleib bei Deutschland gestimmt hatte. Um dies für Oberschlesien zu verhüten, versuchte die polnische Seite über Le Rond ab November 1920 das Stimmrecht für gebürtige, nicht mehr im Abstimmungsgebiet lebende Oberschlesier zurücknehmen zu lassen. Dies wiederum wurden vom Briten Percival, der hier im Wesentlichen die deutsche Position vertrat, mit Verweis auf den Wortlaut des Versailler Vertrags kategorisch abgelehnt. Nachdem deutlich wurde, dass die polnische Seite das Stimmrecht für Heimkehrer/Emigranten nicht würde wieder abschaffen können, versuchte die französische Delegation, für diese Gruppe entweder einen gesonderten Abstimmungstag oder die Abstimmung außerhalb Schlesiens durchzusetzen, stieß aber auch in dieser Frage auf Widerstand.
Versuche der britischen Regierung, den äußerst dominant auftretenden Le Rond abberufen zu lassen, scheiterten. Gegen Jahresende 1920 verlor die britische Regierung schließlich die Geduld. Am 30. Dezember 1920 beschloss sie demonstrativ die Entsendung von vier Bataillonen in das Abstimmungsgebiet für die baldige Durchführung des Plebiszits. Auch auf der Botschafterkonferenz am 9. Februar 1921 machte sie deutlich, dass sie keine weitere Verzögerung akzeptieren werde. Weitere zwei Wochen später, beim Treffen des Rats der Vier am 21. Februar 1921, wurde schließlich der Tag der Volksabstimmung förmlich auf den 20. März 1921 festgelegt.
Zuvor war am 28. Februar 1921 das Regelwerk für das Plebiszit verbindlich festgelegt worden. Auch hierüber hatte es bis zuletzt Streit gegeben. Die deutsche Seite hatte bereits gegen den am 30. Dezember 1920 veröffentlichten Entwurf Einspruch eingelegt. So waren nur diejenigen zugezogenen Personen im Abstimmungsgebiet stimmberechtigt, die vor dem 1. Januar 1904 dort gemeldet waren. Diese Frist erschien den Deutschen deutlich zu lang, sie hätten den Stichtag gerne auf den 1. Januar 1918 festgelegt, wie dies auch im Versailler Vertrag als Möglichkeit vorgesehen war. Nachdem sich die polnische Seite jedoch in der Heimkehrer/Emigranten-Frage nicht hatte durchsetzen können, mussten in diesem Punkt die Deutschen eine Niederlage hinnehmen.

### Die polnische Plebiszitkampagne

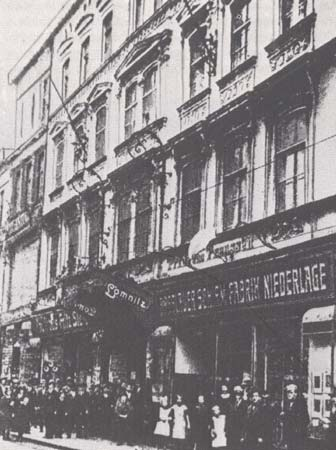
Das Hotel Lomnitz in Beuthen im Jahr 1920, zu dieser Zeit Sitz des Polnischen Plebiszitkommissariats

Die polnische Republik engagierte sich in sehr hohem Maße in Oberschlesien, um beim Plebiszit ein Ergebnis in ihrem Sinne zu erringen. Teilweise baute sie hierfür auf bereits zuvor bestehende Organisationsstrukturen auf, wie dem Obersten Volksrat. Es wurden jedoch auch neue Einrichtungen ins Leben gerufen, die die Arbeit des im Februar 1920 eingerichteten Polnischen Plebiszitkommissariats in Oberschlesien vorbereiteten (so dass ab Oktober 1919 tätige „Generalplebiszitsekretariat“ (Generalny Sekretariat Plebiscytowy)) oder aus Polen heraus koordinierend unterstützten, wie das am 29. Juni 1920 gegründete überparteiliche „Zentrales Plebiszitkomitee“ (Centralny Komitet Plebyscitowy) und der daran beratend angeschlossene Plebiszitrat der polnischen Regierung. Auch das Büro des Generalkonsuls der Republik Polen in Oppeln arbeitete eng mit dem Plebiszitkommissariat zusammen. Eine gewisse Sonderrolle spielte der POW GŚl beziehungsweise seine Nachfolgeorganisationen, die organisatorisch zwar in das Plebiszitkommissariat eingebunden waren, faktisch jedoch unabhängig handeln konnte.

#### Das polnische Plebiszitkommissariat in Oberschlesien

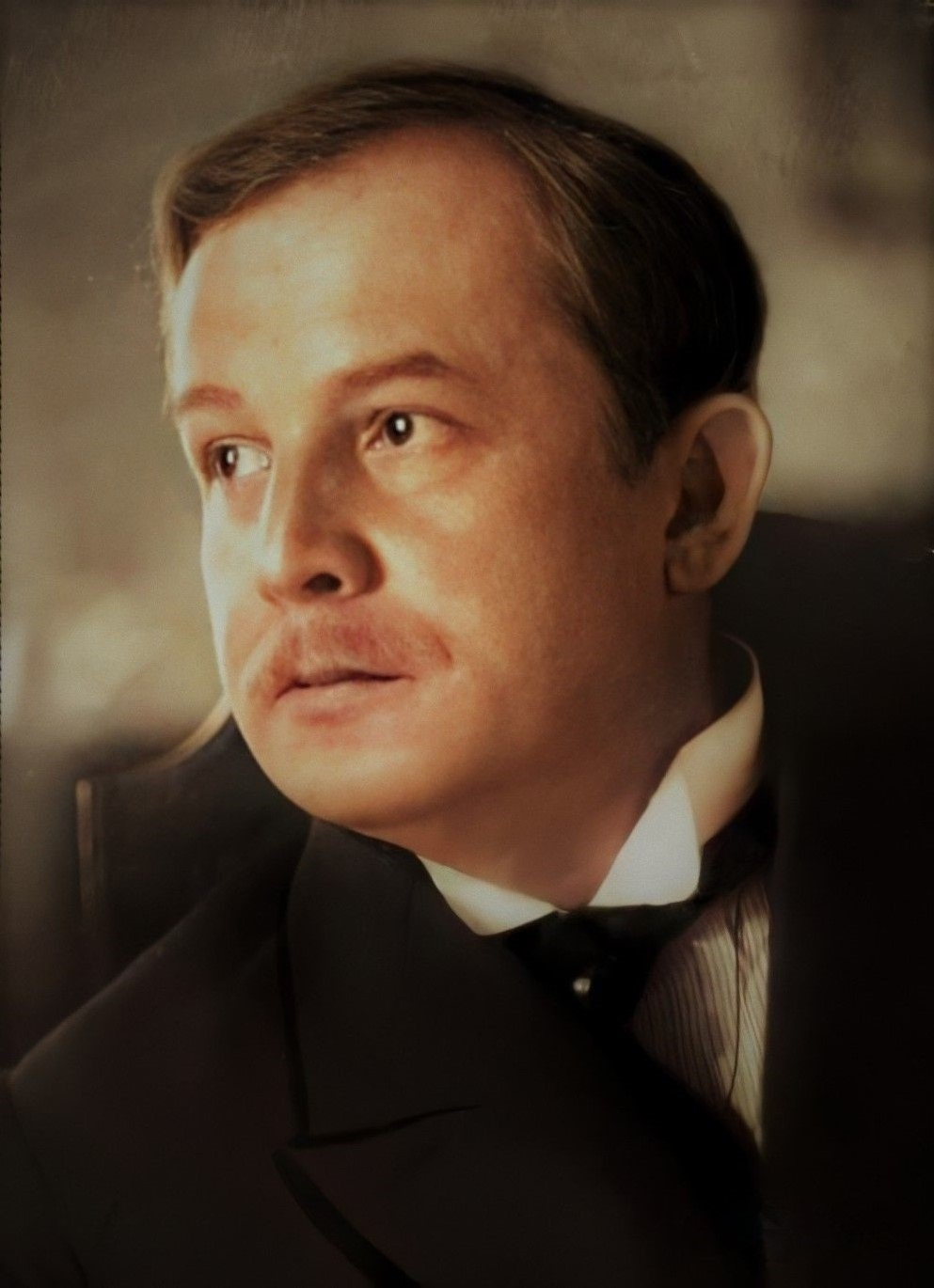
Wojciech Korfanty, der polnische Plebiszitkommissar (vor 1921, nachkoloriert)

Das polnische Plebiszitkommissariat, zu dessen Vorsitzendem Korfanty am 20. Februar 1920 berufen worden war, hatte seinen Sitz im Beuthener Hotel „Lomnitz“. Als Stellvertreter standen ihm mit Konstanty Wolny (Christliche Volksunion), Józef Rymer (Nationale Arbeiterpartei) und Józef Biniszkiewicz (Polnische Sozialistische Partei Oberschlesiens) prominente Vertreter der wichtigsten polnischen Parteien Oberschlesiens zur Seite. Das polnische Plebiszitkommissariat beschäftigte bei Aufnahme seiner Tätigkeit im April 1920 allein im Hauptquartier 120 Personen, Anfang 1921 waren es bereits 226 Mitarbeitende. Darüber hinaus waren im restlichen Abstimmungsgebiet, beispielsweise in den Kreiskommitees und Gemeindeausschüssen, nach polnischer Schätzung etwa 2300 weitere Menschen für das Plebiszitkommissariat tätig. Anfang 1921 waren es insgesamt etwa 3700 Personen. Angesichts dieser Dimensionen mietete das Plebiszitkommissariat bald zusätzlich das Hotel „Schlesischer Hof“ in Beuthen an. Das Plebiszitkommissariat versuchte mit seiner auf insgesamt 16 Abteilungen aufgeteilten Tätigkeit alle Bereiche des politischen, wirtschaftlichen sowie gesellschaftlichen Lebens abzudecken. Unter der Leitung von Halina Stęślicka zielte eine Abteilung mit ihrer Kampagnenarbeit, in damals noch ungewöhnlicher Weise, ausschließlich auf Frauen und Frauenvereine. Fast alle Leitungspositionen wurden mit gebürtigen Oberschlesiern besetzt und auch die Mitarbeitenden wurden zu drei Vierteln aus der Region gewonnen.
Vorrangig versuchte das Plebiszitkommissariat Propaganda zu produzieren und durch die Agitation in Vereinen und Betrieben möglichst viele Menschen von der Stimmabgabe für Polen zu überzeugen. Daneben unternahm es auch politische Maßnahmen, um zusätzliche Unterstützung für einen Anschluss Oberschlesiens an Polen zu erzeugen. So trieb es maßgeblich die Gründung der autonomen Woiwodschaft Schlesien voran und arbeitete deren Gründungsstatut mit aus. Ihre wichtigste Arbeit im politischen Feld blieb jedoch die direkte Einflussnahme auf die Interalliierte Plebiszitskommission, um dort der polnischen Position so weit wie möglich Gehör zu verschaffen.

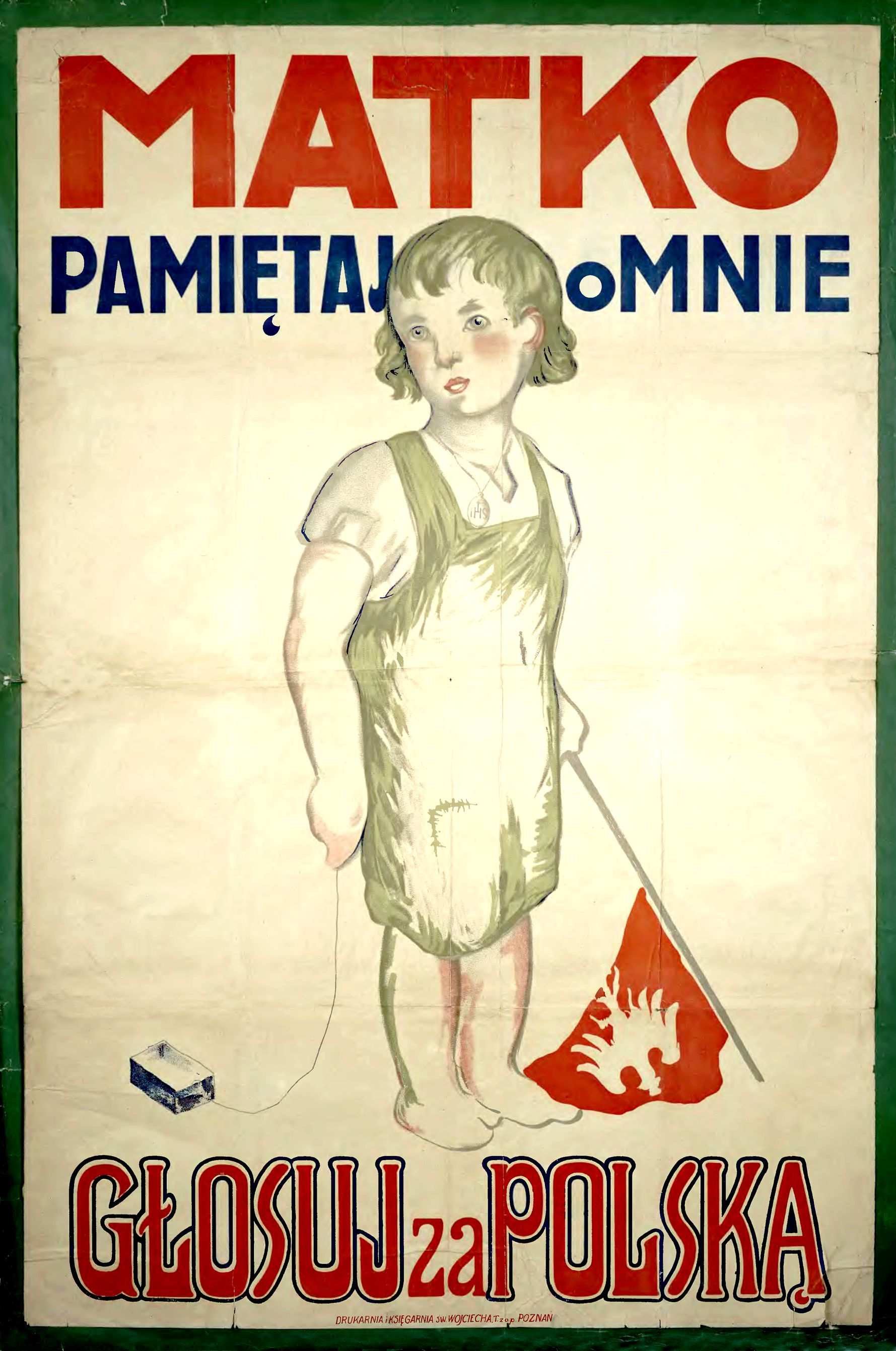
Das kleine Mädchen mit polnischer Fahne geht auf ein ähnliches Plakat aus Schleswig zurück

Ganz sicher beschäftigte sich das Polnische Plebiszitkommissariat auch mit der im Februar/März 1920 in Schleswig abgehaltenen Volksabstimmung. Wojciech Korfanty und H. P. Hanssen, der führende Kopf der pro-dänischen Plebiszitkampagne in Schleswig, kannten sich persönlich aus ihrer Zeit als Reichstagsabgeordnete, in der sie als Vertreter von nationalen Minderheiten bisweilen auch zusammengearbeitet hatten. Neben diesen persönlichen Kontakten, nahm die polnische Plebiszitkampagne Anregungen aus der dänischen Propaganda auf. Das bekannteste Beispiel hierfür ist das ikonische Motiv des an die Mutter apellierenden kleinen Kindes mit Fahne.
Die Besonderheit des polnischen Plebiszitkommissariats war, dass es sich zuletzt auch um die Ausbildung künftiger Funktionsträger in einem polnischen Oberschlesien kümmerte. So wurde Personal ausgebildet, das die preußischen Verwaltungsbeamten ersetzen würde und den Betrieb der regionalen Industrie, der Eisenbahn, der Post, der Schulen und des Gesundheitswesens möglichst bruchfrei würde fortführen können. Diese Maßnahmen waren auch bedeutsam, weil es das Selbstbewusstsein der polnischen Oberschlesier stärken sollte, dass sie tatsächlich in der Lage sein würden, ihre Angelegenheiten ohne Preußen selbst zu regeln.

#### Unterstützung aus Polen
Die Arbeit des Kommissariats wurde von der polnischen Republik finanziell und materiell massiv unterstützt. So erhielt das Kommissariat für seine Tätigkeit über das polnische Verteidigungsministerium monatlich fünf Millionen deutsche und vier Millionen polnische Mark, das teils auch in militärische Ausbildung investiert wurde. Ergänzend kamen noch private Spenden hinzu. Weiterhin koordinierte das Zentrale Plebiszitkomittee die Entsendung von Aktivisten aus ganz Polen, wenngleich es letztlich ganz überwiegend Oberschlesier waren, die die Kampagnenarbeit vor Ort leisteten.
Zuletzt versuchte die Republik Polen durch gezieltes Lobbying in wirtschaftsnahen Kreisen Frankreichs und Italiens für ein polnisches Oberschlesien zu werben. Mit Frankreich konnte auf diese Weise am 1. März 1921 ein Wirtschaftsabkommen rund um den Kohlebergbau abgeschlossen werden, das zur Gründung der französisch-polnischen Bergwerksgesellschaft Skarboferm führte.

### Die deutsche Plebiszitkampagne
Im Vergleich zu den straff organisierten, personell und finanziell gut ausgestatteten polnischen Aktivitäten im Abstimmungskampf waren die deutschen Bemühungen weit weniger stringent. Das lag einerseits an einer gewissen Neigung zur Überbürokratisierung, sodass auf deutscher Seite zu keinem Zeitpunkt eine Stelle tatsächlich die unbestrittene Leitung ausübte und vieles dadurch sehr unkoordiniert geriet. Zum anderen wurde der deutsche Abstimmungskampf durch einen grundlegenden politischen Richtungsstreit innerhalb der deutschen Regierungsinstitutionen gehemmt, den der Historiker Guido Hitze wie folgt beschreibt: „Monarchismus, Zentralismus, Nationalismus und das starre Konzept einer aggressiven Germanisierung prallten auf die Vorstellungen von einem föderalen deutschen Staatsaufbau und darin einem über Verfassung, geschichtliche Tradition und soziale Bindungen integrierten, kulturell autonomen, demokratischen, sozial modernen und zugleich kirchlich-konfessionell geprägten sowie – und das war in den Augen der Gegner der gefährlichste Punkt – selbstverwalteten Oberschlesien.“

#### Im Abstimmungskampf tätige Organisationen

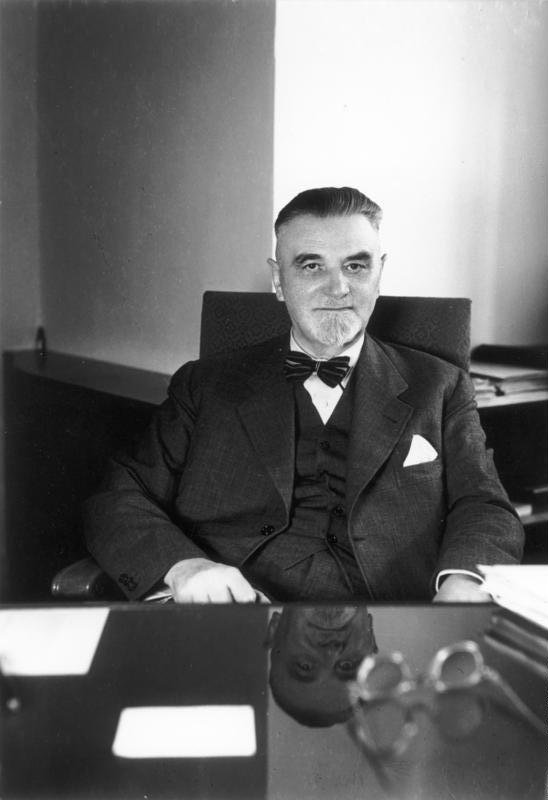
Hans Lukaschek, der Leiter des Schlesischen Ausschusses (1949)

Das Plebiszitkommissariat für Deutschland entstand im April 1920 mit Sitz im Kattowitzer Hotel „Goldener Stern“, mit Kurt Urbanek als deutschen Plebiszitkommissar. Bereits im Verlauf des Jahres 1919 war in Breslau der sogenannte „Schlesische Ausschuss“ gegründet worden. Die Initiative basierte auf einer Vereinbarung zwischen den fünf größten Parteien Schlesiens (SPD, Zentrum, DDP, DVP, DNVP) und den drei führenden Gewerkschaftsverbänden (Gewerkschaftsring, DGB, ADGB). Nach der Abberufung des protestantischen, national gesinnten Otto Hörsig (SPD), der die blutige Niederschlagung des ersten Schlesischen Aufstandes im Sommer 1919 geleitet hatte, übernahm der katholische Bürgermeister von Rybnik, Hans Lukaschek (Zentrum), Ende 1919 die Leitung. Finanziert wurde der „Schlesische Ausschuss“ vom Deutschen Reich und durch Spenden, wobei die Reichszentrale für Heimatdienst die Ausreichung der öffentlichen Mittel übernahm.
Neben diesen öffentlich bekannten Einrichtungen unterhielt die preußische Regierung zudem die sogenannte „Organisation Spiecker“. Diese vom preußischen Innenministerium eigens eingerichtete Stelle – die förmliche Bezeichnung lautete „Oberschlesische Leitstelle des Staatskommissars für die Überwachung der öffentlichen Ordnung“ – unter der Leitung des Katholiken Carl Spiecker versorgte die deutsche Seite fortwährend mit Informationen über die Situation in Oberschlesien, schleuste Informanten in die polnischen Plebiszitkampagne ein und unternahm verdeckte Sabotageaktionen gegen diese. Offiziell war ihre Aufgabe die Bekämpfung des Bolschewismus, was von der Interalliierten Kommission akzeptiert wurde, die die Anwesenheit der „Organisation Spiecker“ im Abstimmungsgebiet stillschweigend duldete.

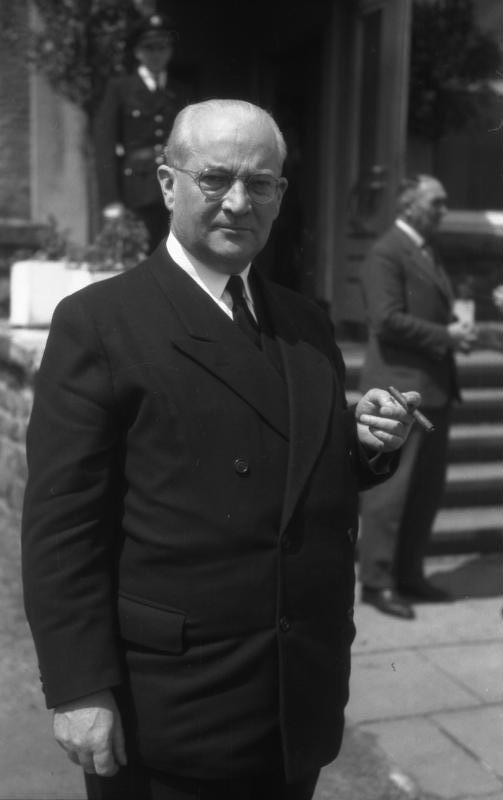
Carl Spiecker, Staatskommissar für die Überwachung der öffentlichen Ordnung (1948)

Obwohl bereits drei Einrichtungen (deutsches Plebiszitkommissariat, „Schlesischer Ausschuss“ und „Organisation Spiecker“) ausschließlich in der Plebiszitkampagne engagiert waren, ernannte die Reichsregierung zudem noch Hermann von Hatzfeldt zum Reichsbevollmächtigten bei der Interalliierten Kommission, der über ein eigenes Büro verfügte und den direkten Austausch zur Reichsregierung sicherstellen sollte. Ab Mai 1921 übernahm Hans Graf Praschma diese Funktion. Zuletzt richtete auch die Preußische Regierung eine „Zentralstelle für Oberschlesien“ ein, der zudem ein eigener „Oberschlesischer Beirat“ angegliedert war.
Neben diesen ganzen mehr oder minder staatlichen Stellen engagierten sich auch private Vereinigungen, indem sie eigenständige Propaganda betrieben und Spenden sammelten. Hier sind einerseits die Vereinigten Verbände Heimattreuer Oberschlesier zu nennen, die eine ausdrücklich völkisch-nationale Position vertraten, und neben eigener Propaganda vor allem bei der Mobilisierung der verstreut im Reich lebenden Oberschlesier eine wichtige Rolle spielten. Die sozusagen entgegengesetzte Position vertrat der Bund der Oberschlesier. Er setzte sich lange für die Gründung eines unabhängigen schlesischen Freistaats ein, der weder zu Deutschland noch zu Polen gehören sollte. Mit dieser Position, die in der von März 1920 bis 1922 erschienen, zweisprachigen Wochenzeitung „Der Bund/Związek“ mit immerhin 40.000 Druckexemplaren verbreitet wurde, lag er sozusagen quer zu den deutlich besser ausgestatteten staatlichen Plebiszitkampagnen und erfuhr von beiden Seiten bittere Anfeindungen. Erst kurz vor der Abstimmung gab der Bund seine neutrale Position auf und sprach sich für eine Stimmabgabe zugunsten Deutschlands aus.
In den letzten Monaten vor der Abstimmung äußerten sich viele Mitglieder der deutschen Plebiszitkampagne intern zurückhaltend pessimistisch. Vielfach – zumal bei den eher national eingestellten – gab es ein großes Misstrauen gegenüber den katholischen Oberschlesiern, die als naiv, leichtgläubig und von der polnischen Propaganda verführbar dargestellt wurden. Zudem sorgten die vielen Gewalterfahrungen dafür, dass sich mehr und mehr deutsche Aktivisten resigniert zurückzogen. Diese niedergeschlagene Stimmung besserte sich erst wieder, als in den Tagen vor der eigentlichen Abstimmung etwa 170.000 auswärtige Stimmberechtigten mit Sonderzügen aus dem Reichsgebiet in Oberschlesien eintrafen.

#### Interner Streit um die Ausrichtung
Die deutsche Plebiszitkampagne litt von Beginn an unter internen Streitigkeiten. Zwar erhielt der "Schlesische Ausschuss", der nach einer Vereinbarung aller an der Kampagne beteiligten Organisationen am 20. April 1920 in Berlin die zentrale Steuerung übernehmen sollte, einen monatlichen Zuschuss von 5 Millionen Mark sowie einen sogenannten Reservefonds von 10 Millionen Mark zugesichert, jedoch wurde seine Arbeit durch fortwährende Streitigkeiten mit der Reichsstelle für Heimatdienst stark behindert. Diese vertrat, wenngleich nicht offen, eine völkisch-nationale Position und störte sich an der vom „Schlesischen Ausschuss“ betriebenen, eher auf Verständigung und Ausgleich zwischen den polnischen und deutschen Oberschlesiern ausgerichteten Plebiszitkampagne. Diese Auseinandersetzung zog sich vom Frühjahr bis in den Herbst 1920 hin. Im Ergebnis gelang es der deutschen Seite zu keinem Zeitpunkt, eine abgestimmte und in sich schlüssige Plebiszitkampagne zu organisieren. Gleichwohl gab die Reichsregierung in den Jahren 1920–1922 weit über eine Milliarde Mark für den Abstimmungskampf aus. Hierzu kamen Spenden der Industrie in beträchtlicher Höhe und auch von Privatpersonen, sodass eine durchaus kapitalkräftige Propaganda betrieben werden konnte.

### Der friedliche Abstimmungskampf

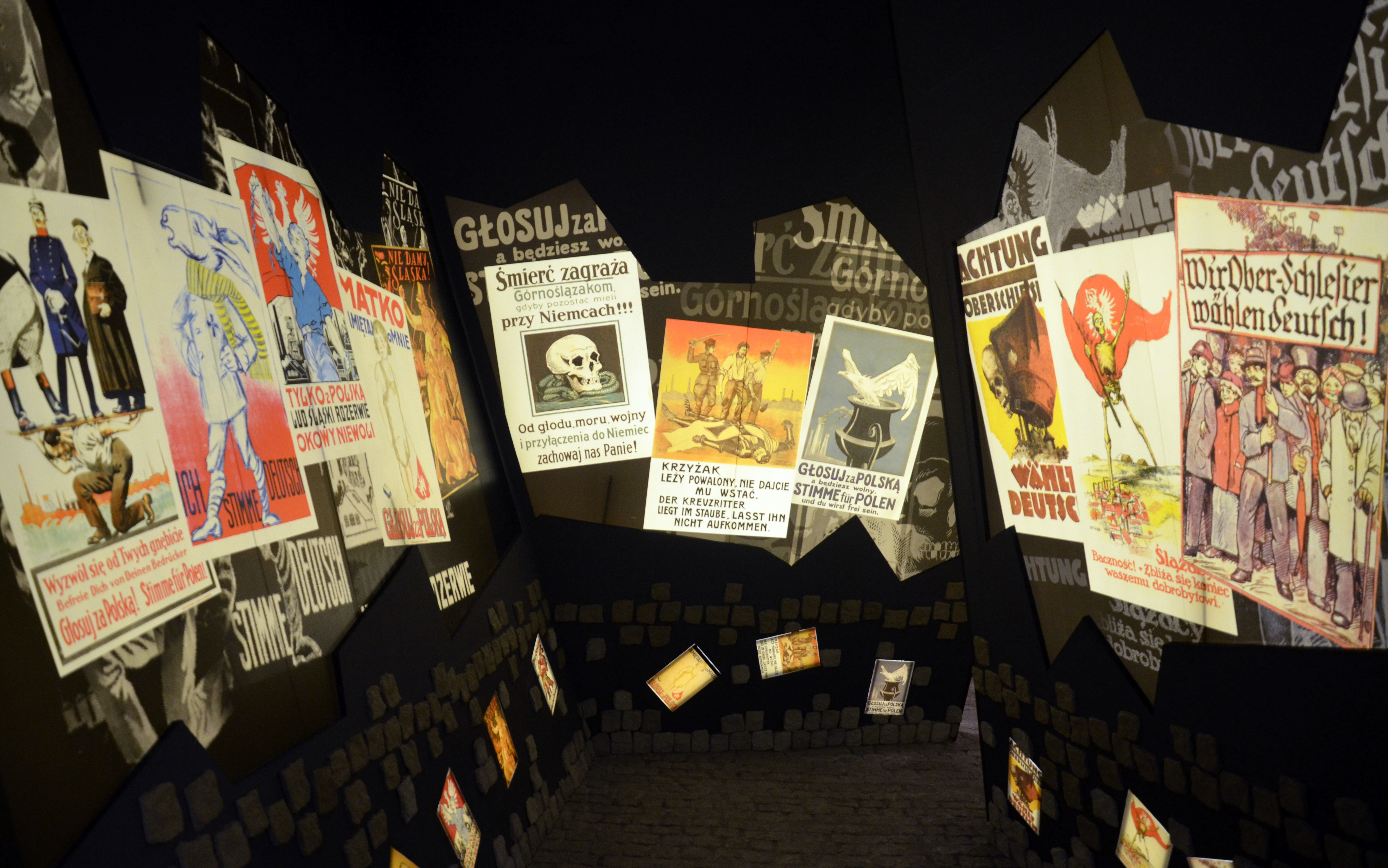
Ausgestellte Propagandamaterialien im Schlesischen Museum

Die Beeinflussung der Bevölkerung im Abstimmungskampf im jeweils eigenen Sinne bildete die Haupttätigkeit der Plebiszitkampagnen. Hierzu bedienten sich beide Seiten jeder nur denkbaren Form von Beeinflussung. Den Großteil machte eine nahezu unüberschaubare Zahl von Druckerzeugnissen aus: Zeitungen, Zeitschriften, Plakate, Flugschriften, Proklamationen, Aufkleber, aber auch extra angefertigte Notgeldscheine und Gedenkmünzen. Nur ein Teil davon ist erhalten geblieben, wobei die oftmals ikonischen Plakate, aber auch die große Menge an Presseerzeugnissen noch am ehesten Eingang in Archive und Sammlungen gefunden haben. Insbesondere um die Presse lieferten sich beide Seiten einen mit viel Geld geführten Wettkampf beim Aufkauf von Zeitungen. Die Art der Erzeugnisse deckte dabei so gut wie jedes Bildungsniveau ab, von Parolen an Häuserwänden über gezeichnete Karikaturen bis hin zu essayistischen Abhandlungen über die zu erwartenden Vorteile oder lauernden Gefahren einer „falschen“ Entscheidung.
Die deutsche Seite war hier klar im Vorteil, wurden in Oberschlesien im Jahr 1919 doch 66 deutsche und lediglich 12 polnische Zeitungen herausgegeben. Da nicht alle Oberschlesier Polnisch und Deutsch gleich gut beherrschten, gaben beide Seiten auch Erzeugnisse in der jeweils anderen Sprache beziehungsweise zweisprachig heraus. Die Koordination der Pressekampagne übernahm überaus erfolgreich die „Organisation Spiecker“. Obwohl die deutsche Seite insgesamt durch die fehlende Abstimmung der eigenen Propaganda gehemmt war, gelang es ihr zumindest in diesem Feld, der straff durchorganisierten polnischen Plebiszitkampagne auf Augenhöhe zu begegnen. Der populären polnischen Satirezeitung „Kocynder“ wurde der deutsche „Pieron“, unter der redaktionellen Leitung von Kurt Tucholsky, entgegengesetzt. Beide Seiten konnten eine Vielzahl von Schriftstellern und bekannten Künstlern für die Produktion ihrer Propaganda gewinnen. So verfasste beispielsweise Gerhart Hauptmann zwei Appelle („An die Deutschen im Grenzland“ sowie „Für ein deutsches Oberschlesien“), und Heinrich Zille fertigte Illustrationen an. Auf polnischer Seite wirkten unter anderem Jerzy Gelbard und Maja Berezowska mit. Daneben wurden auch einige Filme für den Abstimmungskampf produziert. Während fast alle Kinos in deutscher Hand waren, griff die polnische Seite auf sogenannte „Wanderkinos“ zurück, Busse mit eingebauten Projektoren, die in die Dörfer fuhren.
Die polnische Propaganda thematisierte vielfach die durch den Versailler Vertrag Deutschland auferlegten Kriegsentschädigungen, die durch höhere Steuern beglichen werden sollten. Aber auch die allgemein unsichere politische Situation (Kapp-Putsch, Ruhraufstand, Rheinlandbesetzung) im Unterschied zu den ab Sommer 1920 erfolgreicher verlaufenden Kriegen der polnischen Republik (Polnisch-Sowjetischer Krieg und Polnisch-Litauischer Krieg). Den Wählern wurde ein Deutschlandbild vermittelt, das aufgrund der Reparationen in einer ausweglosen Sackgasse enden würde. Demgegenüber wurde das neuentstandene Polen propagiert, welches unbelastet einer aussichtsreichen Zukunft entgegenginge. Ein weiteres Argument war die Ankündigung einer Bodenreform, die nach einem potentiellen polnischen Abstimmungssieg durch die Enteignung deutscher Großgrundbesitzer erfolgen sollte, was besonders für zahlreiche landwirtschaftliche Pächter verlockend war. Ferner wurde das am 15. Juli 1920 vom Sejm Ustawodawczy, der verfassungsgebenden Nationalversammlung, beschlossene Gründungsstatut der Woiwodschaft Schlesien herausgestellt, dass eine Autonomie für die Region, ein eigenes Parlament und mehr Selbstbestimmung vorsah.

Eine von der preußischen Regierung herausgegebene Karte Oberschlesiens fasst die zentralen deutschen Argumente in mehreren Sprachen zusammen

Während die polnische Seite auch soziale Probleme thematisierte, lag die Intention der deutschen Propaganda ganz überwiegend auf der nationalen Komponente. Die deutsche Presse betonte die verheerenden gesellschaftlichen und wirtschaftlichen Folgen. Es wurden bevorzugt negative Eigenschaften wie Arbeitsunfähigkeit oder Leichtsinnigkeit der Polen publiziert. Gerade auf deutscher Seite gingen jedoch zahlreiche Veröffentlichungen am Publikum vorbei. In hochdeutscher Sprache geschrieben, teils stilistisch anspruchsvoll gestaltet, verfehlten sie oft den oberschlesischen Alltag. Zudem hinterließen die sozialen Aspekte, welche von der polnischen Propaganda stärker hervorgehoben wurden, einen nachhaltigeren Eindruck als die völkisch-nationalen Botschaften, die nicht zuletzt von den Vereinigten Verbänden Heimattreuer Oberschlesier aus dem Reich nach Oberschlesien getragen wurden.
Neben Medien spielten für die Propaganda auch gemeinsame Aktivitäten eine wichtige Rolle. Gerade die polnische Plebiszitkampagne konnte hier auf viele gut geschulte Aktivisten zurückgreifen, die sich in den Vereinen und Unternehmen engagierten. Die Methoden der Beeinflussung reichten von Massenveranstaltungen mit Chören über Amateurtheateraufführungen, Vorträge bis hin zu Flüsterwitzen und gezielt gestreuten Gerüchten. Die Kampagnen bemühten sich dabei ganz besonders um die katholische Geistlichkeit, der im religiösen Oberschlesien eine besondere Bedeutung zukam. So wurden unter anderem Wallfahrten zum Kloster Sankt Annaberg organisiert. Wenngleich die katholische Kirche offiziell neutral blieb, konnte sie nicht verhindern, dass sich einige ihre Priester teils sehr deutlich im Abstimmungskampf positionierten. Einzelne Untersuchungen für die Diözese Breslau gehen davon aus, dass etwa 400 Priester der deutschen Seite zuneigten, während etwa 100 zu Polen hielten. In Polen setzten sich hingegen auch herausgehobene katholische Würdenträger, beispielsweise der Primas Poloniae Edmund Dalbor sowie die Erzbischöfe von Warschau (Aleksander Kakowski), Lemberg (Józef Bilczewski) und Krakau (Adam Stefan Sapieha) offen für die Angliederung Oberschlesiens ein.
Im Abstimmungskampf war die Grenze vom Werben zum Diffamieren und Nötigen durchaus fließend. Beide Seiten setzten Lügen und Falschbehauptungen zur Schädigung ihrer politischen Gegner in die Welt. Insbesondere der prominente polnische Plebiszitkommissar Wojciech Korfanty war Gegenstand einer ausführlichen deutschen Hasspropaganda. Als weitere von beiden Seiten eingesetzten Methoden im Abstimmungskampf nennt Sebastian Rosenbaum: „Stimmenkäufe (gegen Geld, Lebensmittel oder anderes), Drohungen mit der Entlassung von der Arbeit, Druck seitens des Klerus (mit dem Argument, eine Stimme für Polen/Deutschland sei eine Sünde), Nötigung zur Stimmabgabe unter Belagerung der Wahllokale durch Schläger am Tag der Volksabstimmung.“
Der immense Aufwand, den beide Seiten für den Abstimmungskampf führten, ist nicht zuletzt ein Hinweis darauf, dass das „nationale Selbstverständnis“ der Oberschlesier als Polen oder Deutsche weit weniger gefestigt war, als die Nationalisten beider Seiten öffentlich zugeben wollten. Denn letztlich ergab der ganze Propagandaaufwand nur dann Sinn, wenn man anheimstellte, dass ein bedeutsamer Anteil der Stimmberechtigten tatsächlich unentschieden war und eben durch Propaganda überzeugt werden konnte. So sind von vielen der damals maßgeblichen politischen Akteure beider Seiten vertrauliche Äußerungen überliefert, in denen sie den Ausgang der Abstimmung als offen beschrieben. Auch viele internationale Pressebeobachter beschrieben die oberschlesische Öffentlichkeit als unentschlossen und den Ausgang der Abstimmung als unvorhersagbar. Die polnische Seite blickte dennoch mit einigem Optimismus auf die Abstimmung: Wegen ausgebliebener Reparationszahlungen hatte Frankreich kurz zuvor die Rheinlandbesetzung auf Düsseldorf und Duisburg ausgeweitet, während Polen hingegen am 18. März 1921 einen günstigen Friedensvertrag mit Sowjetrussland schließen konnte. Am 17. und erneut am 19. März veröffentlichte Wojciech Korfanty siegessichere Aufrufe, in letzterem hieß es: „Die polnische Sache wird am 20. März siegen. Das polnische Volk Oberschlesiens wird befreit werden von der vierhundertjährigen Unterdrückung und Ausbeutung durch das kapitalistische Preußen.“

Polnisches Propagandaplakat, der weiße polnische Adler breitet die Schwingen zum Abflug aus: „Stimme für Polen und Du wirst frei sein.“
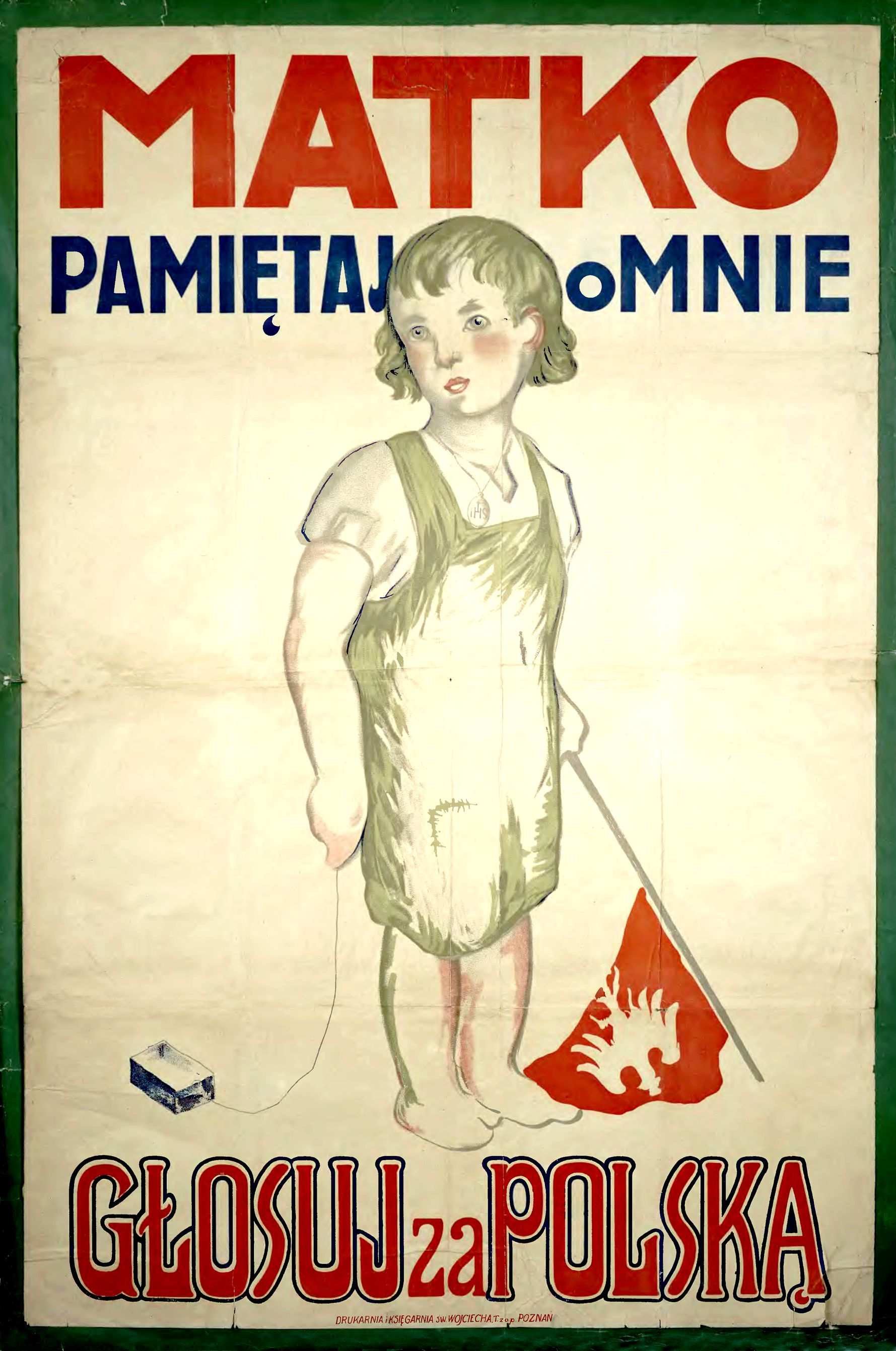
Polnisches Propagandaplakat „Mutter, denk an mich. Stimme für Polen“, dass an die elterliche Sorge um die Zukunft der Kinder appelliert. Das Plakat ist eine leicht überarbeitete Fassung eines dänischen Propagandaposters von 1920
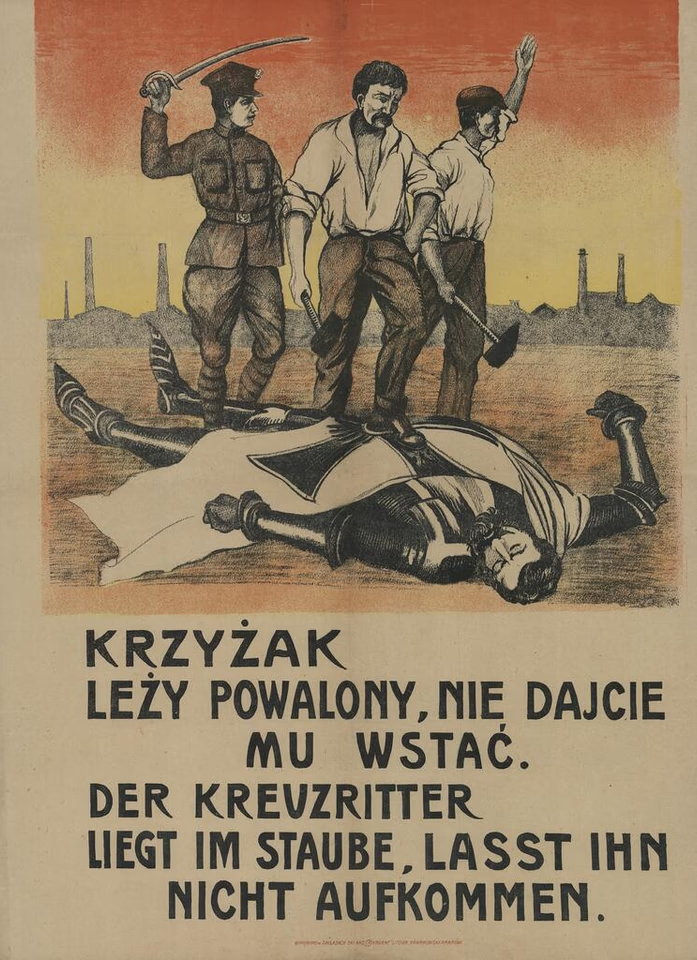
Polnisches Propagandaplakat, zwei Arbeiter und ein polnischer Offizier stehen über einem niederliegenden Deutschritter, der für das im Ersten Weltkrieg geschlagene Deutschland steht
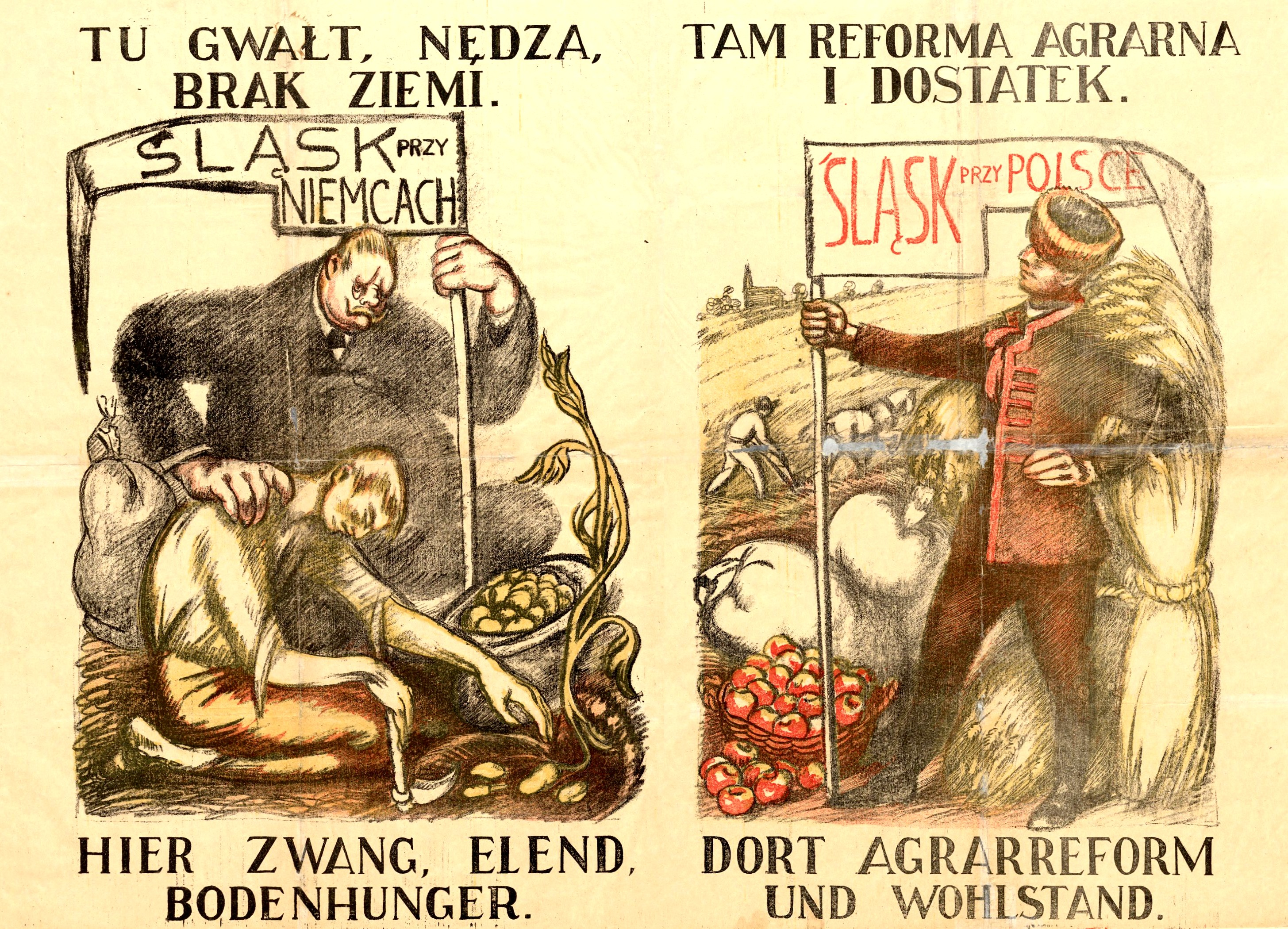
Polnisches Propagandaplakat, dass die vermeintlichen Vorteile der von Polen versprochene Bodenreform darstellt
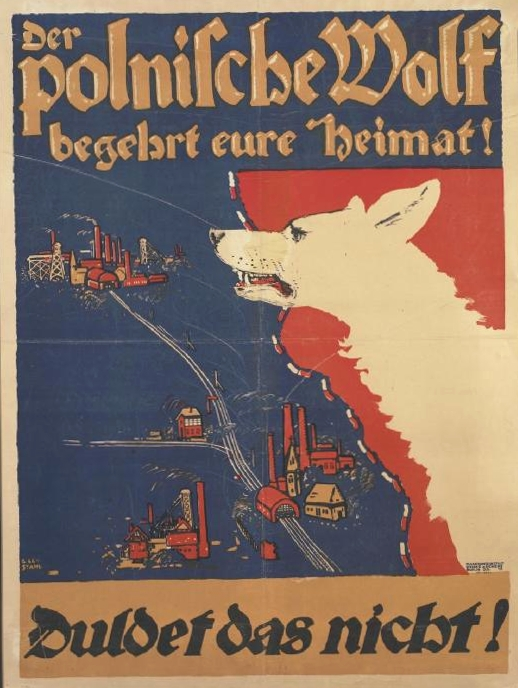
Deutsches Propagandaplakat, der polnische Staat wird als hungriger Wolf dargestellt, der die oberschlesische Heimat verschlingen will
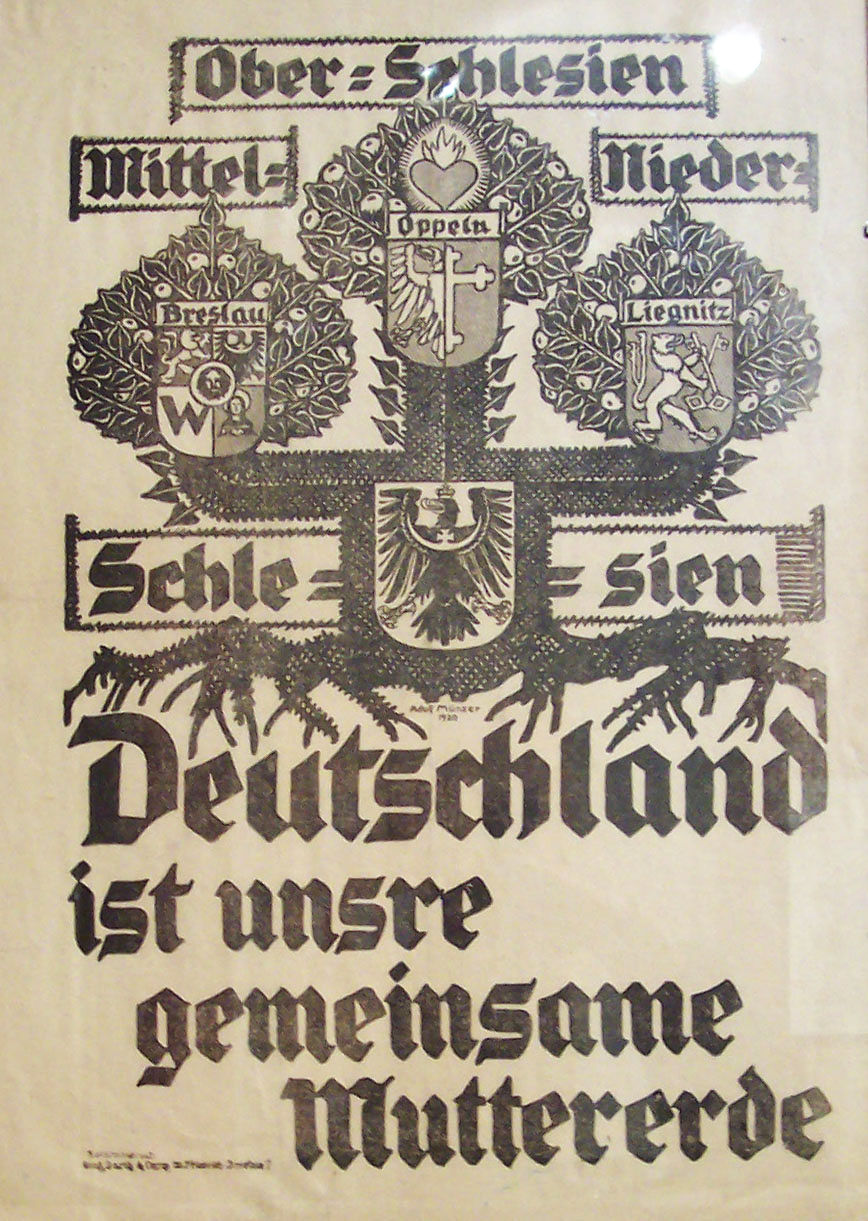
Deutsches Propagandaplakat, Ober-, Mittel- und Niederschlesien werden als gemeinsamer Baum dargestellt, dessen Wurzeln in die „Muttererde“ Deutschland reichen. Das Plakat knüpft an das Narrativ der 700-jährigen deutschen Geschichte Schlesiens an
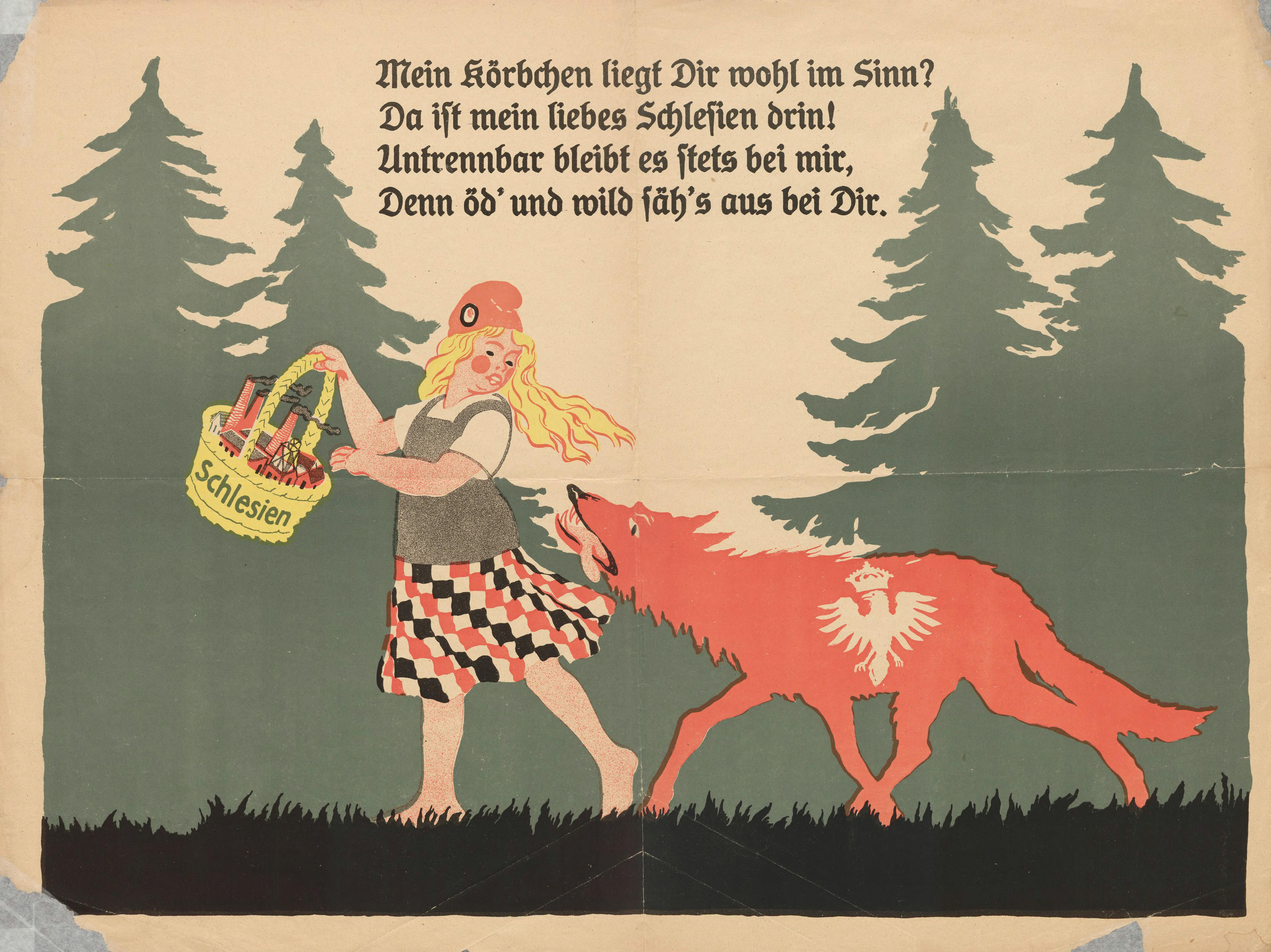
Deutsches Propagandaposter, Deutschland als unschuldiges Rotkäppchen, das in seinem Körbchen die oberschlesische Industrie trägt, verfolgt von Polen als hungriger roter Wolf. Im Text wird auch das rassistische Stereotyp der polnischen Leistungsunfähigkeit („öd' und wild säh's aus bei Dir“) bedient
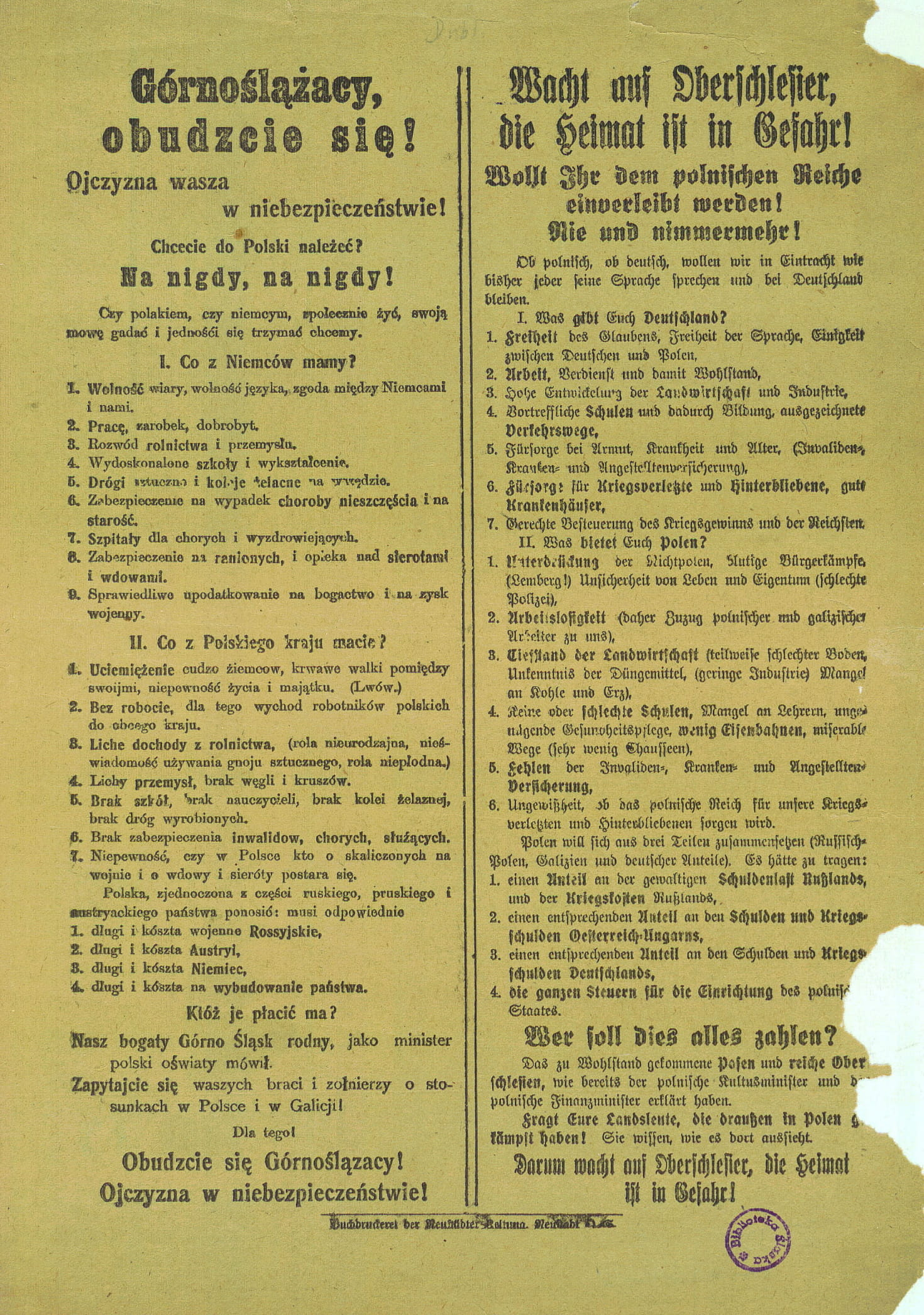
Pro-deutsche zweisprachige Flugschrift „Wacht auf Oberschlesier, die Heimat ist in Gefahr!“ in dem die vermeintlichen Vor- und Nachteile eines Verbleibs bei Deutschland beziehungsweise einer Angliederung an Polen aufgelistet werden
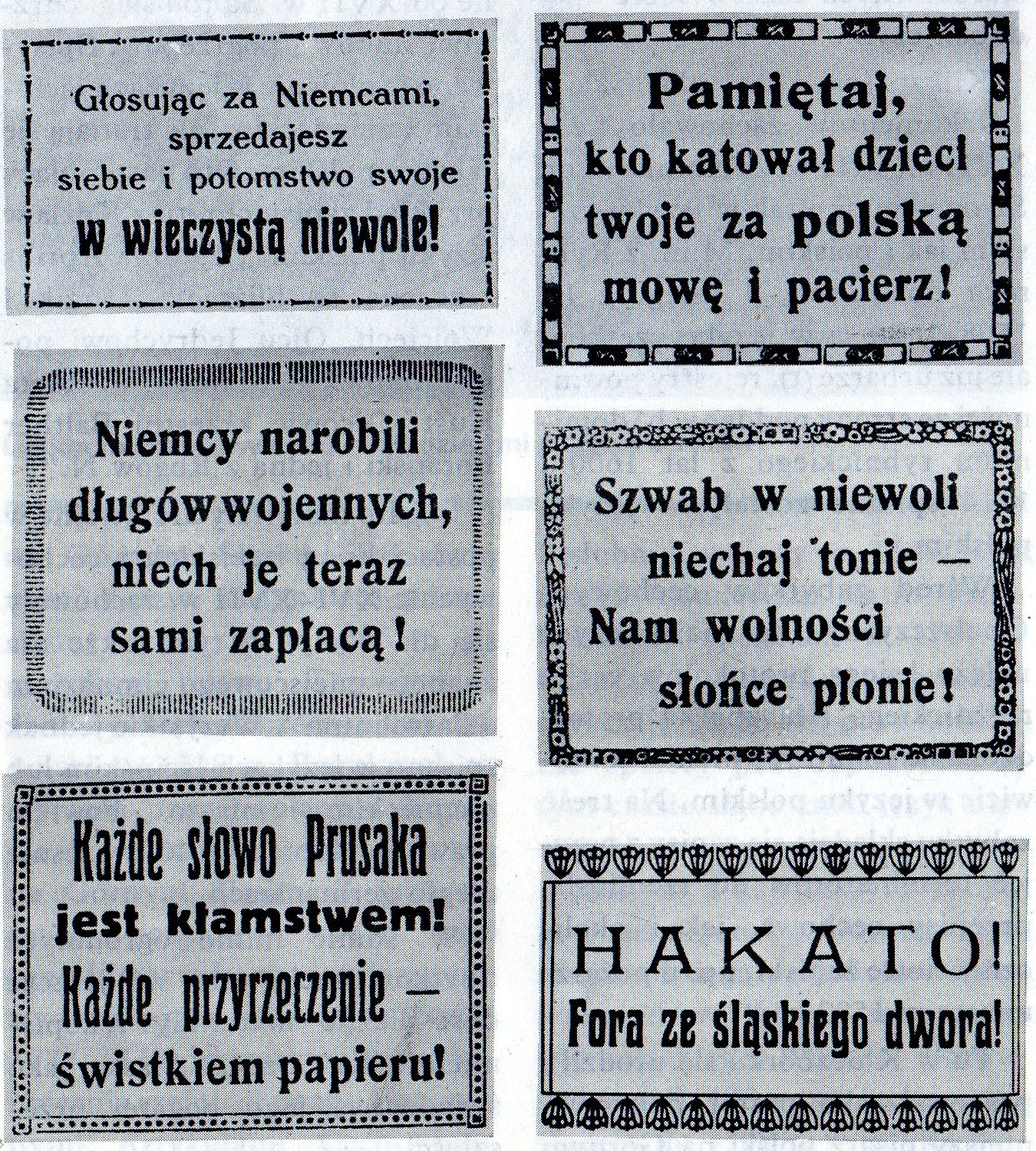
Klebezettel mit anti-deutschen Slogans auf Polnisch, beispielsweise (oben links): „Wer für Deutschland stimmt, verkauft sich und seine Kinder in die ewige Sklaverei!“
- Polnischer Aufkleber, der auf die ungerechte Landverteilung und das Versprechen einer Landreform hinweist: „Nur 7 deutsche Magnaten besitzen in Oberschlesien 4-mal so viel Land wie 83.000 polnische Bauern. Nur Polen wird dieses Unrecht wiedergutmachen“
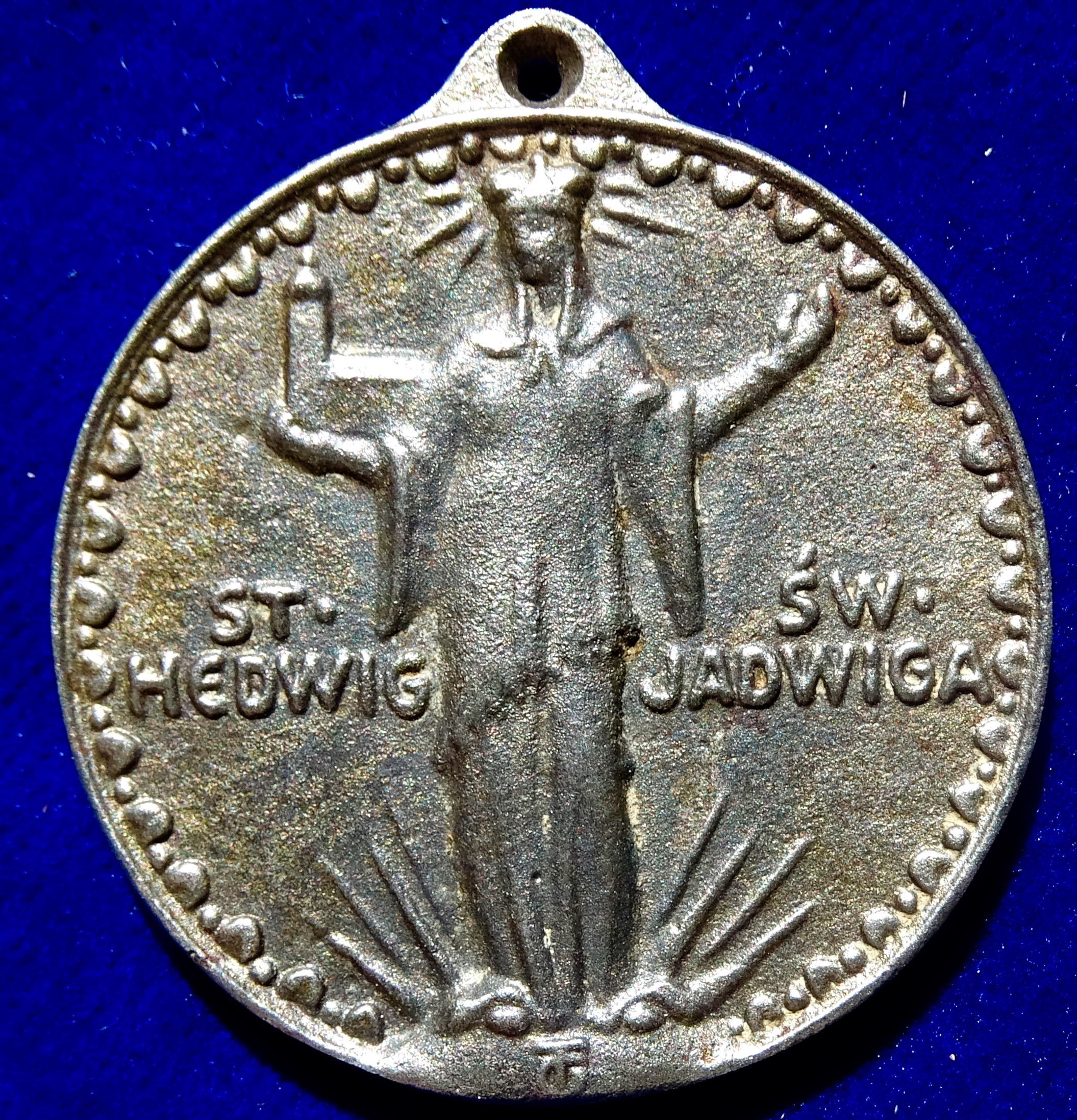
Vorderseite einer zweisprachigen, pro-deutschen Propagandamedaille mit Hedwig von Andechs, der Schutzpatronin Schlesiens
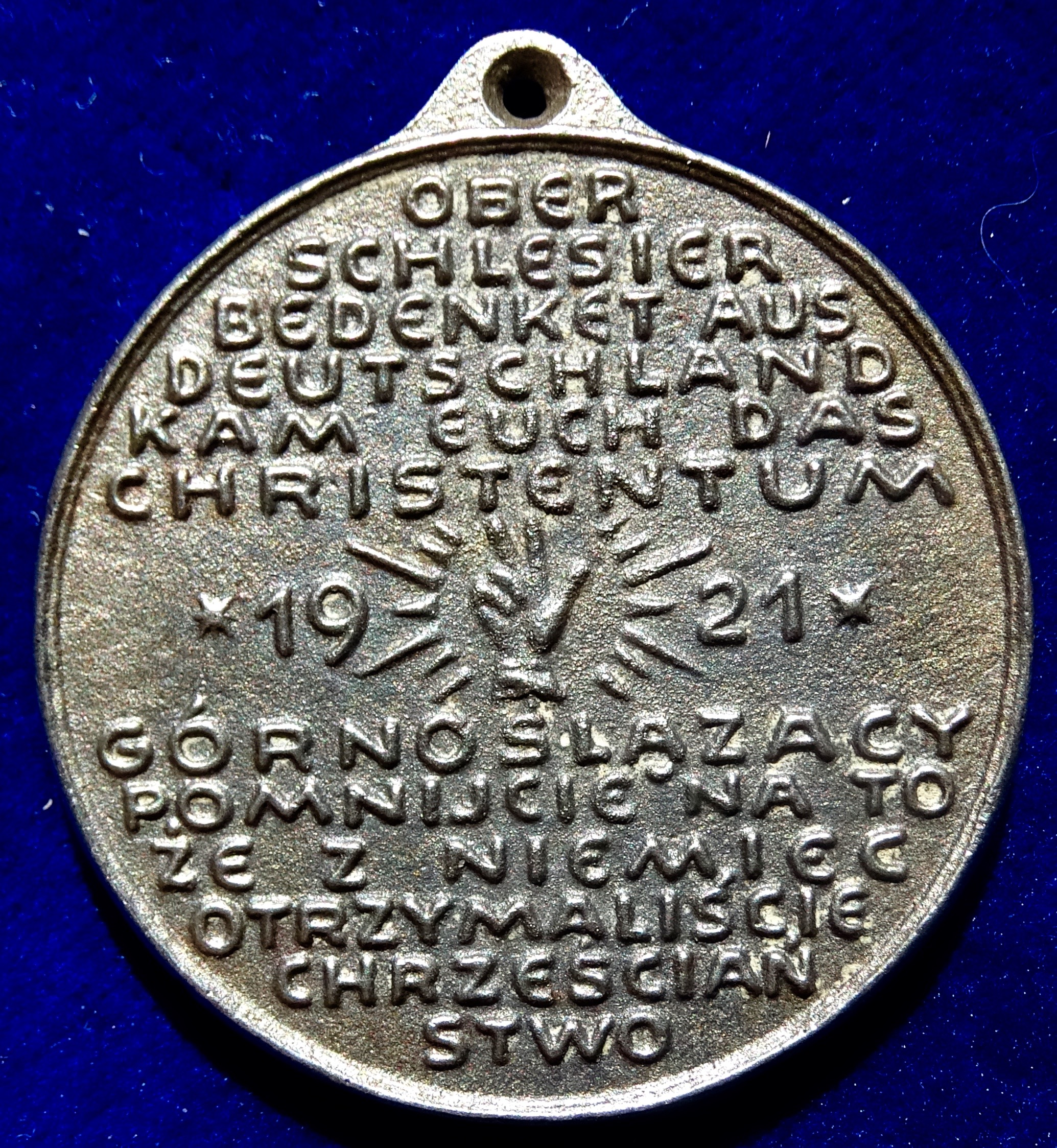
Rückseite der Medaille mit aufgeprägter Schwurhand: „Oberschlesier bedenket, aus Deutschland kam Euch das Christentum“, die das Narrativ der Verbindung von christlicher und deutscher Kultur aufgreift
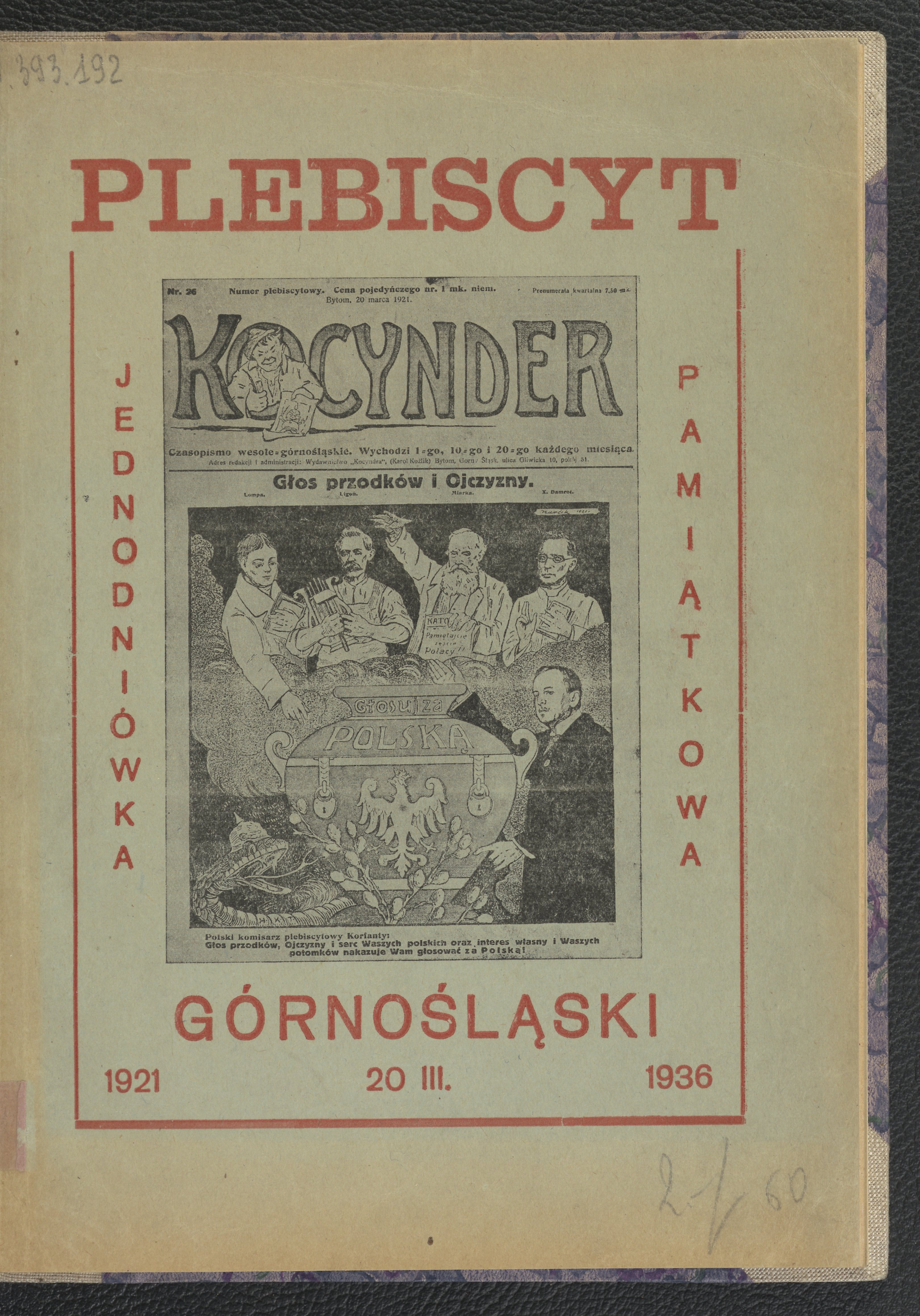
Frontdeckel des Buches „Einprägsame Einzeiler“ der das Titelblatt der polnischen Satirezeitung „Kocynder“ vom Tag der Volksabstimmung zeigt

### Der gewalttätige Abstimmungskampf

#### Gewalt als Verhandlungsinstrument

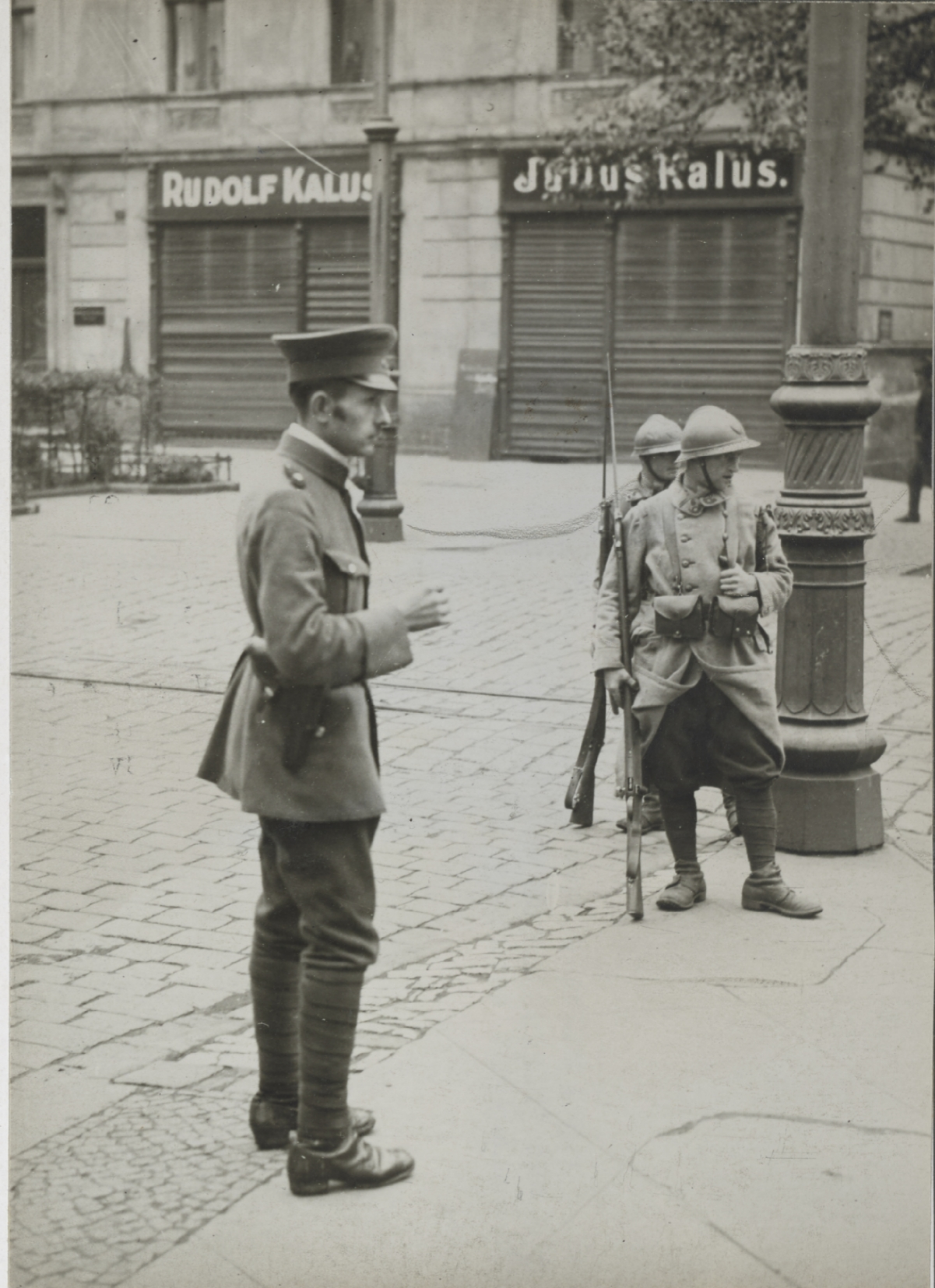
Ein deutscher Polizist und französische Soldaten der Interalliierten Kommission sichern eine Straße nahe Bogutschütz

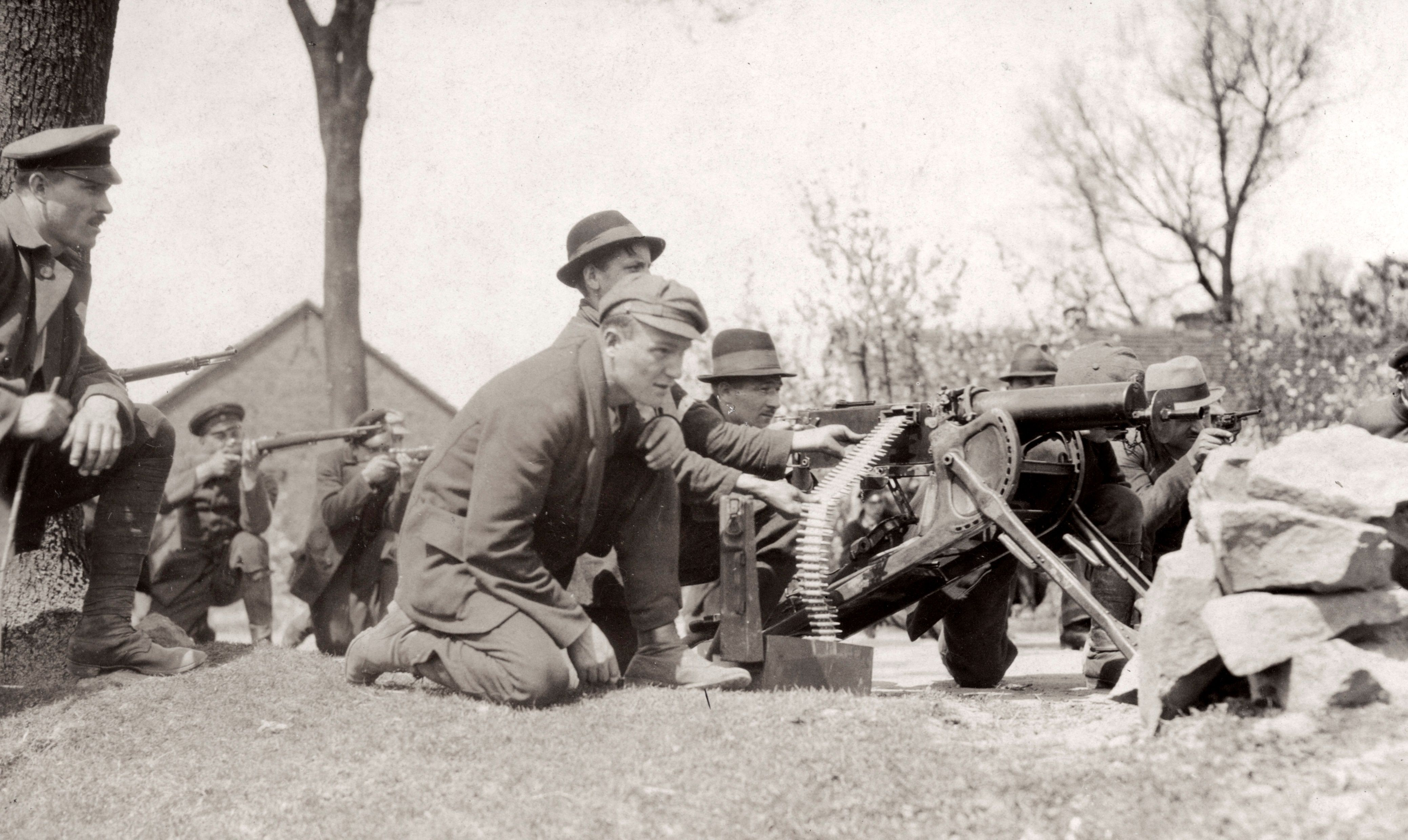
Polnische Aufständische in Stellung mit einem Maschinengewehr

Der Kampf um Oberschlesien wurde von der deutschen und der polnischen Seite nicht nur mit friedlichen, sondern auch mit militärischen Mitteln ausgetragen. Der Einsatz von Gewalt zur Durchsetzung der eigenen Ansprüche auf Oberschlesien reagierte dabei oftmals auf die politisch-diplomatischen Entwicklungen. Einerseits wurde Gewalt zur direkten Unterstützung der Plebiszitkampagne angewandt. Teils offen, um mit dem Mittel einer „bewaffneten Demonstration“ eigene Forderungen auch gegenüber der Interalliierten Plebiszitskommission durchzusetzen, teils aber auch verdeckt, um die andere Seite im Abstimmungskampf zu schädigen und zu behindern. Zugleich stand ganz grundsätzlich die gewaltsame Durchsetzung der eigenen Ansprüche auf Oberschlesien als Alternative zum Plebiszit im Raum. Auf beiden Seiten gab es durchgehend interne Auseinandersetzungen darüber, ob und wann dem diplomatischen oder dem militärischen Vorgehen der Vorzug zu geben sei. Insofern war die Anwendung von Gewalt nicht immer stringent in eine Gesamtstrategie eingebunden, sondern teilweise auch Ausdruck interner Streitigkeiten über die „richtigen“ Methoden zur Erlangung der Kontrolle Oberschlesiens.
Darüber hinaus ist argumentiert worden, dass die von beiden Seiten ausgeübte Gewalt als Reaktion auf die oftmals sehr fließenden nationalen Identitäten in Oberschlesien verstanden werden kann. Eine klare Einordnung von Menschen nach nationalen Kategorien „deutsch“ oder „polnisch“ war in aller Regel gar nicht möglich. Zudem legt eine große Zahl von zeitgenössischen Berichten nahe, dass der Wechsel von einer Seite auf die andere, nicht selten aus wirtschaftlicher Not, keine Ausnahme war. Vor diesem Hintergrund wurde Gewalt vor allem eingesetzt, um Personen und ihre Aktivitäten mittels einer Gewalttat überhaupt erst als „deutsch“ oder „polnisch“ zu markieren, also eine Fremd-Machung herzustellen, die es so im Alltag in aller Regel nicht gab. Auffallend an der Gewalt in Oberschlesien war zudem die vergleichsweise häufige nachträgliche Verstümmelung der Leichen von Gewaltopfern. So wurden die Gesichter der Opfer vielfach durch Schläge mit Gewehrkolben oder dem Entfernen der Augen unkenntlich gemacht, diese also ihrer Individualität beraubt und dadurch auf die Zuschreibung des „Deutschen“ oder „Polen“ reduziert. Weiterhin wurden Opfer ihres sozialen Ansehens beraubt und symbolisch aus der Gemeinschaft entfernt, indem beispielsweise ihre Genitalien zerstört, sie vor der Ermordung vergewaltigt oder die Leichen entblößt zurückgelassen wurden. Auch das Ermorden der Opfer an entlegenen Orten (Wälder, Flüsse, Mulden), wo sie teils erst nach Tagen und Wochen der Zersetzung gefunden wurden, verweist auf den symbolischen Gehalt der ausgeübten Gewalt.

#### Der Zweite Schlesische Aufstand und der „Krieg im Dunkeln“
Im Februar 1920 übernahm die Interalliierte Kommission die Kontrolle über das Abstimmungsgebiet. Einerseits musste das Deutsche Reich dadurch alle seine militärischen Truppen abziehen, wobei diese in das nahe Breslau verlegt wurden und damit in unmittelbarer Nähe zum Abstimmungsgebiet blieben. Nur die etwa 4000 Mann starke paramilitärische deutsche Sicherheitspolizei verblieb im Abstimmungsgebiet. Sie unterstand formell dem Kommando der Interalliierten Plebiszitskommission, unterstützte aber faktisch die deutsche Seite. Anderseits verkündete die Kommission eine allgemeine Amnestie für politische Straftäter, wovon ganz überwiegend die polnischen Kämpfer profitierten. Dies ermöglichte es der POW GŚl sich in Oberschlesien wieder zu festigen. Im April 1920 war sie erneut bei knapp 8000 Mitgliedern und etwa 20.000 Unterstützern angelangt. Bereits in den Monaten zuvor hatte sie angefangen ihre Strukturen umzubauen und zu professionalisieren. Das Zentralkommando wurde durch militärisch ausgebildetes Personal aus Polen übernommen, das Józef Piłsudski nahestand. Auch wenn die POW GŚl formell durch eine Abteilung des Polnischen Plebiszitkommissariats beaufsichtigt wurde, schwand Wojciech Korfantys Einfluss dadurch weiter. Beim Ausbruch des Zweiten Aufstands übte er kaum noch direkte Kontrolle über die POW GŚl aus. Die von ihm mit der Interalliierten Plebiszitskommission sowie dem deutschen Plebsizitkommissar Kurt Urbanek getroffene Vereinbarung am 25. August 1920 zur Auflösung der POW GŚl hatte auch das Ziel, seinen Einfluss auf die polnische Politik in Oberschlesien wieder auszuweiten.
Beim Auf- und Umbau der militanten Strukturen im Abstimmungsgebiet zeigt sich ein vergleichbares Bild wie bei der Plebiszitkampagne. Während die polnische Seite ihre Absichten mit großer Entschlossenheit und viel Einsatz vorantrieb, blieben die deutschen Maßnahmen uneinheitlich. Erst im August 1920 machte sich die deutsche Seite an den Aufbau einer sogenannten „Kampforganisation Oberschlesien“, wobei deren Aufbau und Tätigkeit bislang nur wenig erforscht ist. Ob es das Ziel war, eine schlagkräftige paramilitärische Truppe wie die polnische POW GŚl aufzubauen, oder es sich stattdessen um ein konspiratives Unterstützernetzwerk handelte, ist unklar. Gleiches gilt für den im Frühjahr 1920 gegründeten „Sportverein ‚Schwarzer Adler‘“, der vom Freikorpsoffizier Karl Bergerhoff ins Leben gerufen wurde und wohl vor allem die militanten Deutschen auf der lokalen Ebene organisierte. Bereits ab Februar 1920 hatte zudem Carl Spiecker von der „Leitstelle für die Überwachung der öffentlichen Ordnung“ die sogenannte Spezialpolizei des Oberschlesischen Selbstschutzes begründet, die nach ihrem Leiter Heinz Oskar Hauenstein auch als „Organisation Heinz“ bezeichnet wurde. Ebenfalls außerhalb des Abstimmungsgebiets stationiert, führte sie anfangs Aufklärungsmissionen durch, schmuggelte Waffen in das Gebiet und führte Gefangenenbefreiungen durch. Spätestens seit dem Zweiten Aufstand im August 1920 und bis zur Durchführung des Plebiszits im März 1921 wurde sie jedoch auch für Kampfeinsätze und gezielte Tötungen eingesetzt. Karl Bergerhoff führte dort einen der vier 25-köpfigen Stoßtrupps an. Heinz Hauenstein selbst gab bei einem Gerichtsprozess im Jahr 1928 zu Protokoll, dass die „Organisation Heinz“ in dieser Zeit etwa 200 gezielte Morde auf Anweisung von Carl Spiecker durchgeführt habe. Zeitgenössisch sprach man vom „Krieg im Dunkeln“.
Nach der Auflösung der POW GŚl und der Sicherheitspolizei im August 1920 dienten einige der polnischen Kämpfer ganz offiziell als Mitglieder in der neugegründeten oberschlesischen Polizei. Alle weiteren wurden zunächst in ihre Nachfolgestruktur, die „Zentrale für Leibesübungen“ (Centrala Wychowania Fizycznego) überführt. Dabei erfuhr die Organisation eine weitere Professionalisierung und wurde noch näher an die offiziellen militärischen Strukturen der Republik Polen angebunden. Am 19. Dezember 1920 erfolgte eine erneute Umbenennung zu „Plebiszit-Verteidigungskommando“ (Dowództwo Obrony Plebiscytu (DOP)). Zur Jahreswende 1920/21 zählte die DOP fast 16.000 ausgebildete Kämpfer und konnte auf ebenso viele Unterstützer bauen. Zum 31. Dezember 1920 wurden ihre Kämpfer durch das Ministerium für Militärische Angelegenheiten den Freiwilligen der regulären polnischen Armee gleichgestellt. Wie auch die deutsche „Organisation Heinz“ führten die polnischen Untergrundkräfte Terrorakte und gezielte Tötungen durch.
Zu diesem Zeitpunkt kann man die pro-polnischen militärischen Kräfte als reguläre Freiwilligenverbände der polnischen Armee betrachten. Sie waren strukturell entsprechend gegliedert, wurden ganz überwiegend von Offizieren der polnischen Armee geführt sowie maßgeblich vom polnischen Ministerium für Militärische Angelegenheiten finanziert und ausgestattet. Für den schrittweisen Umbau der POW GŚl vom halbautonomen bewaffneten Arm einer lokalen Befreiungsbewegung hin zu einem straff durchorganisierten militärischen Verband waren mehrere Gründe ausschlaggebend. Einerseits rangen Korfanty und der nationaldemokratische Posener Oberste Volksrat mit den Anhängern von Józef Piłsudski in einem innerpolnischen politischen Konflikt um die Kontrolle in Oberschlesien. Die Professionalisierung der POW GŚl und damit die engere Anbindung an die von Piłsudski kontrollierten Regierungsstrukturen stärkten dessen Zugriff. Zugleich gab es lagerübergreifend eine Unzufriedenheit mit der Eigenmächtigkeit, mit der lokale Kader der POW GŚl im Sommer 1919 agiert hatten. Sowohl Korfanty als auch Piłsudski waren nicht bereit, sich in der delikaten Oberschlesienfrage von diesen Kräften bestimmen zu lassen. Zuletzt war eine Professionalisierung, also der Umbau von einer POW GŚl zur DOP von einem rein militärischen Standpunkt zwingend nötig, um im Falle eines bewaffneten Konflikts mit paramilitärischen Kräften des Deutschen Reichs im Feld bestehen zu können.
Das Deutsche Reich verfügte zum Zeitpunkt des Plebiszits im Abstimmungsgebiet nicht über vergleichbare militante Strukturen. Neben der kommandoartig agierenden „Organisation Heinz“ bestanden lokale bewaffnete Gruppen, die zunächst die Kontrolle des eigenen Wohnortes zum Ziel hatten. Nicht zuletzt aufgrund der unzureichenden Forschungslage ist es jedoch kaum möglich, für die deutsche Seite sinnvolle Angaben zur Zahl der Kämpfer und ihrer Ausstattung mit Waffen zu machen. Bedeutsamer scheinen die diversen Freikorps gewesen zu sein, die grenznah in Niederschlesien stationiert waren, wobei auch diese bei Ausbruch der Dritten Aufstandes nur unzureichend vorbereitet schienen.

### Die Mobilisierung der auswärtigen Oberschlesier

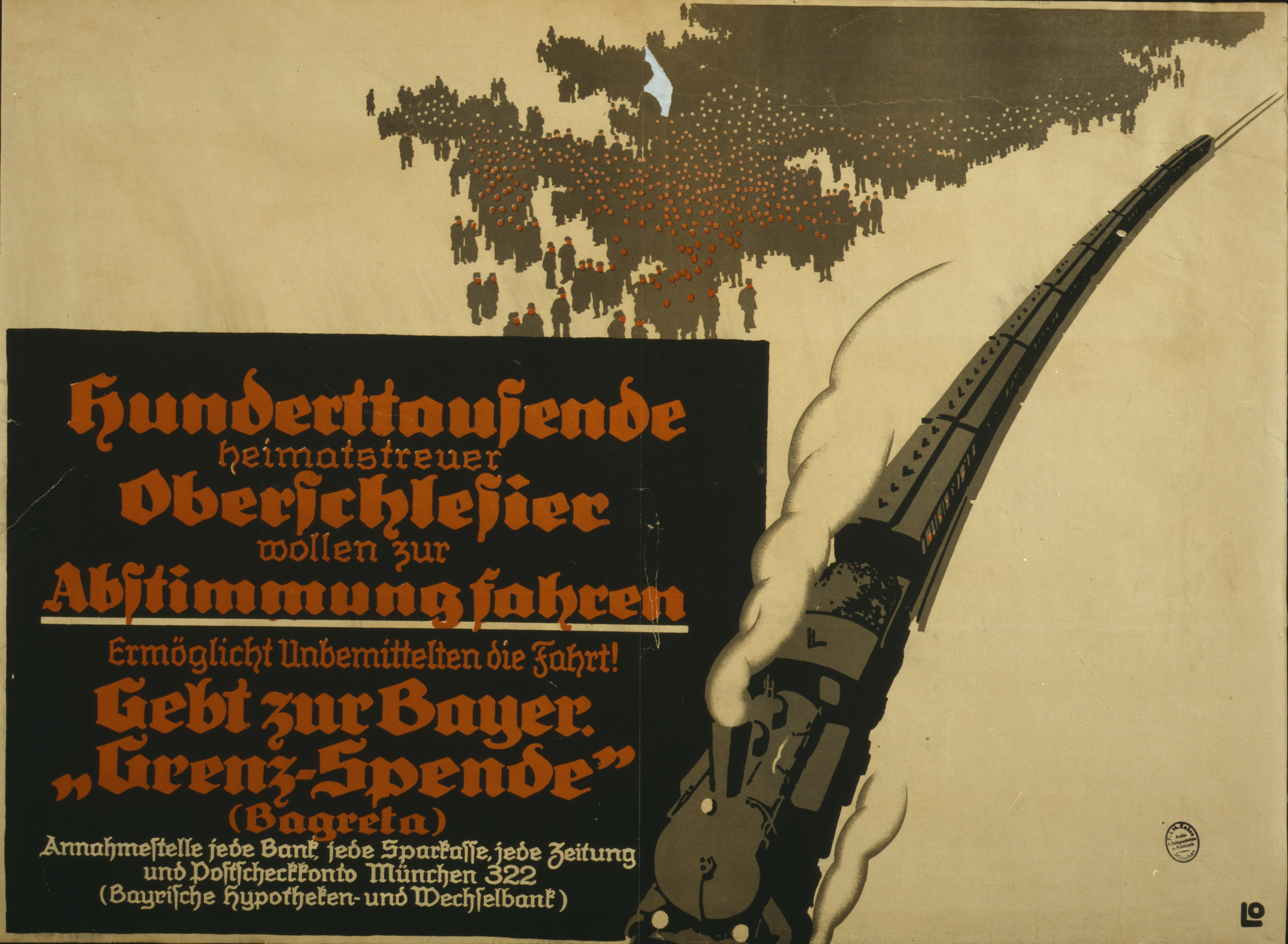
In Deutschland genutztes Propagandaplakat für die sogenannten „Grenz-Spende“

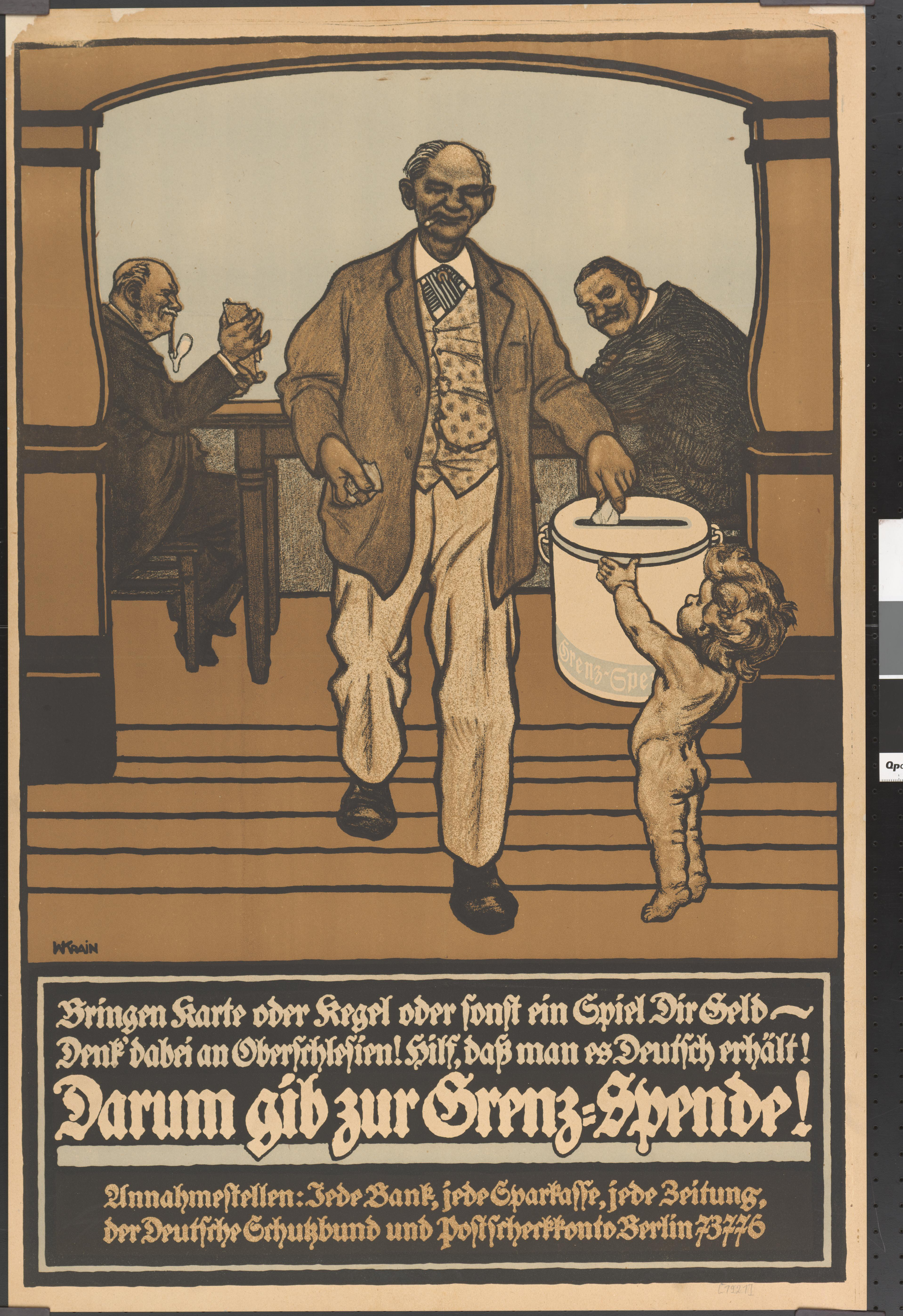
Plakat für die „Grenz-Spende“

Eine Besonderheit des Plebiszits in Oberschlesien war der Umstand, dass alle gebürtigen Oberschlesier ab 20 Jahren, unabhängig von ihrem tatsächlichen Wohnort, stimmberechtigt waren. Die polnische Delegation bei den Versailler Friedensverhandlungen hatte, auf nachdrücklichem Drängen ihres Mitglieds Eugeniusz Romer, diese – für direktdemokratische Abstimmungen eher unübliche – Regelung aufnehmen lassen in der Hoffnung, dass ein Großteil der überwiegend polnisch- und mährischsprachigen oberschlesischen Ausgewanderten sich nun für einen Anschluss an Polen aussprechen würden.
Seit dem 19. Jahrhundert spielte dauerhafte oder auch zeitweise Arbeitsmigration eine bedeutende Rolle für die Entwicklung der Sozialstruktur der Region. Neuere historische Untersuchungen schätzen, dass etwa 300.000 gebürtige Oberschlesier zum Zeitpunkt der Abstimmung dauerhaft im restlichen Reichsgebiet lebten. Auch unter den 2 Millionen in Oberschlesien lebenden Personen ging vermutlich ein vergleichbar großer Anteil einer zeitweisen Arbeitsmigration nach und kehrte beispielsweise nur in den kalten Wintermonaten in die Region zurück. Ob und wie viele stimmberechtigte Oberschlesier außerhalb des Reichsgebiets lebten, ist schwer abzuschätzen, aber es wird sicherlich eine deutlich sehr viel kleinere Gruppe gewesen sein. Bei der Abstimmung beteiligten sich etwa 191.000 „Heimkehrer“ (auf Polnisch: emigranci), was etwa 16 % der Stimmberechtigten ausmachte. Etwa 180.000 reisten ganz überwiegend aus dem Deutschen Reich, aber auch aus den Niederlanden, Belgien, Frankreich und Österreich an, hingegen nur etwa 10.000 aus Polen und etwa 4500 aus der Tschechoslowakei.
Beiden Seiten war bewusst, dass die auswärtigen Oberschlesier einen spürbaren Einfluss auf die Abstimmung nehmen konnten. Da der Großteil dieses Personenkreises jedoch im Deutschen Reich lebte, spielte die Mobilisierung dieser Abstimmenden vor allem für die deutsche Seite eine besondere Rolle. Allerdings war das Verhältnis der Reichsregierung beziehungsweise der preußischen Regierung zu den Oberschlesiern zwiespältig: Einerseits sollten sie zu einem Abstimmungssieg der deutschen Seite beitragen. Andererseits wurden insbesondere die polnischsprachigen Oberschlesier seit vielen Jahrzehnten diskriminiert und ein erheblicher Teil von ihnen sah sich in einer politischen Opposition zum vorherrschenden deutschen Nationalismus. So stimmte ein nennenswerter Anteil wahlberechtigter Oberschlesier während der Kaiserzeit für die sogenannte Polenpartei beziehungsweise in den Jahren 1919/1920 für die USPD und die KPD mit ihrem ausdrücklich antinationalistischem Programm.
Für die deutsche Seite bestand also die Schwierigkeit darin, vorrangig diejenigen Oberschlesier auf deutschem Staatsgebiet zu mobilisieren, die absehbar für Deutschland stimmen würden. Da die Reichsregierung die Abstimmung zudem nicht unmittelbar beeinflussen durfte, geschah die Mobilisierung der Oberschlesier durch nominell private Vereinigungen. Einerseits waren dies die Verbände der heimattreuen Oberschlesier auf den Plan. Sie vertraten eine klar pro-deutsche Haltung, betonten aber zugleich einen gewissen schlesischen Regionalpatriotismus, der insbesondere für viele katholische Oberschlesier anschlussfähiger war.
Ebenfalls kümmerte sich die Zentralstelle für die Durchführung der Oberschlesischen Abstimmung, die vorrangig mit ehemaligen Mitgliedern der Reichswehr besetzt war und sich vor allem um praktisch-logistische Fragen kümmerte. So koordinierte sie die Behördengänge für Abstimmungswillige, damit diese sich für das Plebiszit registrieren konnten. Sie kümmerte sich auch um den Transport nach Oberschlesien und dessen Finanzierung sowie um die Verpflegung und Unterbringung unterwegs und vor Ort. Mehr als 170.000 Stimmberechtigte reisten so Mitte März in rund 250 Sonderzügen nach Oberschlesien. Neben erheblichen öffentlichen Mitteln wurde hierfür auch auf private Gelder, beispielsweise mit der sogenannten Grenz-Spende, zurückgegriffen.
Es ist anzunehmen, dass eine deutliche Mehrheit der auswärtigen Abstimmenden für einen Verbleib Oberschlesiens bei Deutschland gestimmt hat, wobei genaue Zahlen aufgrund des Stimmgeheimnisses nicht genannt werden können. Die nach 1945 vor allem in der polnischen Geschichtsschreibung aufgestellte These „Heimkehrer-Frage“ (sprawa emigrantów), dass vor allem die Emigranten zur polnischen Niederlage beigetragen hätten, gilt heute jedoch als sicher widerlegt. Zugleich zeigt die neuere geschichtliche Forschung, dass die Gründe für das jeweilige Abstimmungsverhalten weniger in einem vermeintlich eindeutigen Nationalgefühl zu suchen sind, als vielmehr in sehr konkreten sozial-ökonomischen Abwägungen, mit welchen persönlichen Vor- und Nachteilen die Abstimmenden für sich und ihre Familie rechneten. Das passt insofern auch zu den Propagandamitteln, die von beiden Seiten produziert wurden, in denen neben nationalistischen Appellen nicht zuletzt ganz konkrete ökonomische Versprechungen eine große Rolle spielen.

## Die Volksabstimmung am 20. März 1921

### Die Organisation der Abstimmung

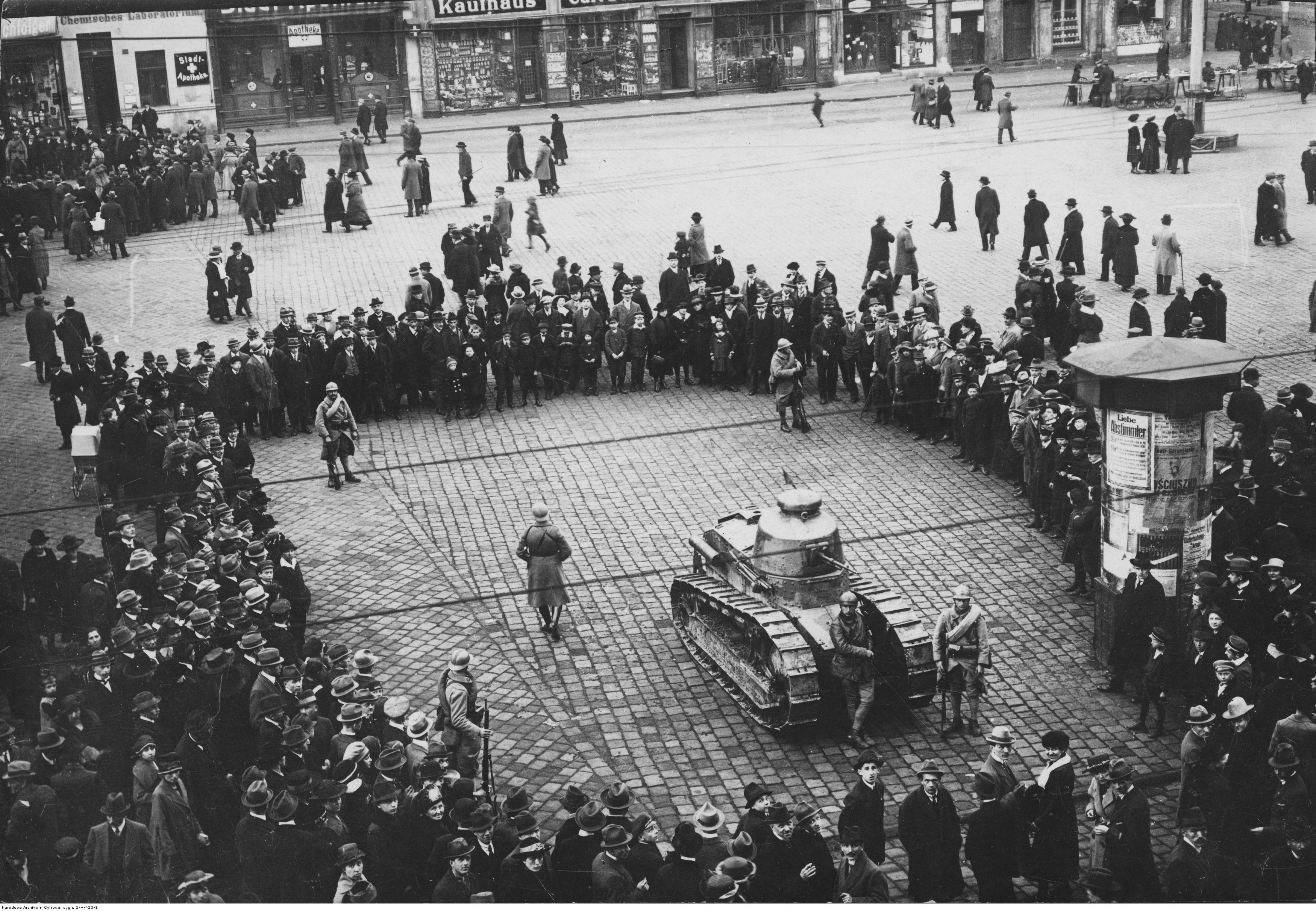
Französische Truppen mit einem Renault FT im März 1921 auf dem Marktplatz in Kattowitz umringt von Schaulustigen

Nachdem sich die deutsche Seite bei den Pariser Friedensverhandlungen mit der Forderung nach einem Plebiszit hatte durchsetzen können, gelang es der polnischen Seite als Reaktion hierauf, eine gemeindeweise Abstimmung durchzusetzen. Bei der späteren Einteilung der Gemeinden und der Stimmbezirke orientierte sich die Interalliierte Kommission an der preußischen Gemeindeordnung und der Volkszählung vom 1. Dezember 1910. Für die Abstimmung wurden Stimmbezirke gebildet, die sich an dieser Gemeindeeinteilung orientierten. So gab es insgesamt 1538 Gemeinden, aufgeteilt in drei Typen: 35 Städte (villes), 1158 sogenannte Landgemeinden (communes rurales) und 345 Gutsbezirke, die als eigene Stimmbezirke galten (der deutsche Ausdruck wurde auch in den französischsprachigen Veröffentlichungen verwendet). Gutsbezirke mit bis zu 101 Stimmberechtigten wurden dem Stimmbezirk der nächsten Nachbargemeinde zugeschlagen.
In jedem Kreis und jeder kreisfreien Stadt gab es ein Kreisbüro der Interalliierten Plebiszitskommission. In allen Stimmbezirken (sprich: in jeder Gemeinde) mit mehr als 601 Stimmberechtigten gab es zudem ein Wahlbüro und einen Paritätischen Gemeindeausschuss. In größeren Gemeinden wurde zusätzlich für je 2400 Einwohner ein Unterausschuss eingerichtet. In Gemeinden mit nur zwei Stimmbezirken übernahm der Paritätische Gemeindeausschuss zugleich die Aufgabe des Wahlbüros. Jeder Gemeindeausschuss und jeder Unterausschuss hatte als Mitglieder vier Bewohner der Gemeinde, wobei nach Möglichkeit zwei deutsch- und zwei polnischsprachig sein mussten, sowie weitere vier Stellvertretungen. Der Vorsitz wurde durch Los bestimmt, der stellvertretende Vorsitz wurde stets von der anderen Sprachgruppe gestellt. Jede Seite übernahm in je der Hälfte der Paritätischen Gemeindeausschüsse den Vorsitz. Der Vorsitzende des ersten Wahlbüros einer Gemeinde sollte von der gleichen Seite kommen wie der Vorsitzende des Paritätischen Ausschusses, danach wurde im Wechsel besetzt.
Die Aufgabe der Paritätischen Gemeindeausschüsse bestand in der Erstellung der Stimmlisten sowie der Organisation der notwendigen Räumlichkeiten für die Abstimmung und der Wahlbüros. Die Wahlbüros kontrollierten die Paritätischen Ausschüsse, entschieden Streitigkeiten über die Durchführung und dienten als Verbindung zum Interalliierten Büro, das die Gesamtleitung der Abstimmung führte. In die Wahlbüros entsandten beide Seiten ebenfalls je einen Vertreter. Über die Besetzung der Wahlbüros und der Ausschüsse entschied die Interalliierte Kommission. Beide Seiten waren verpflichtet, ihr hierfür die doppelte Zahl an geeigneten Kandidaten zu nennen, sodass die Kommission auswählen konnte. Von der Mitwirkung in den Abstimmungsgremien ausgeschlossen waren aktive Beamte, die Mitglieder der Magistrate und Vorsitzende von Gemeinden, von der Regierungskommission anderweitig berufene Fachberater sowie Geistliche. Die Mitwirkung in den Gremien wurde vergütet. Verfehlungen in der Ausführung der Aufgaben konnten mit Geldstrafen von 50 bis 5000 Mark, in schweren Fällen auch mit einer Gefängnisstrafe von bis drei Jahren belegt werden.
Alle Stimmunterlagen und alle offiziellen Erklärungen zum Stimmvorgang mussten in polnischer und deutscher Sprache gegeben werden. Die Stimmlokale öffneten um 8 Uhr und schlossen um 20 Uhr, wobei die Mitglieder des Wahlbüros und der Ausschüsse morgens gleich als erste abzustimmen hatten. Die Stimmabgabe erfolgte mittels zweier Stimmzettel, von denen der eine mit „Deutschland/Niemcy“ und der andere mit „Polska/Polen“ beschriftet war. Die abstimmende Person steckte den gewünschten Stimmzettel in den Umschlag, den anderen hatte sie zu zerreißen. Nach Veröffentlichung des ersten Teils der Abstimmungsbestimmungen am 3. Januar 1921 protestierte Karl Urbanek gegen dieses Vorgehen und schlug stattdessen vor, dass beide Stimmzettel – der intakte und der zerrissene – in den Umschlag gesteckt werden sollten. Die Kommission verwarf den Einwand mit Verweis auf die bereits weit fortgeschrittenen Vorbereitungen. Später sollten sich beide Seiten gegenseitig Bestechung der Abstimmenden vorwerfen, indem bei Vorlage des „richtigen“ zerrissenen Zettels Geld ausbezahlt wurde.
Bei der Auszählung mussten der Vorsitzende und der stellvertretende Vorsitzende anwesend sein, die zuvor jeweils vier Personen als Helfer zu benennen hatten. Zunächst wurde die Zahl der Umschläge mit den Vermerken auf den Stimmlisten abgeglichen. Danach begann die Öffnung der Stimmumschläge und die eigentliche Auszählung. Stimmen wurden entweder als „für Polen“, „für Deutschland“ oder als „ungültig“ gewertet. Die vorläufigen Ergebnisse wurden an die Kreisbüros gemeldet, die diese wiederum an das Zentralbüro weitermeldeten.

### Stimmberechtigung

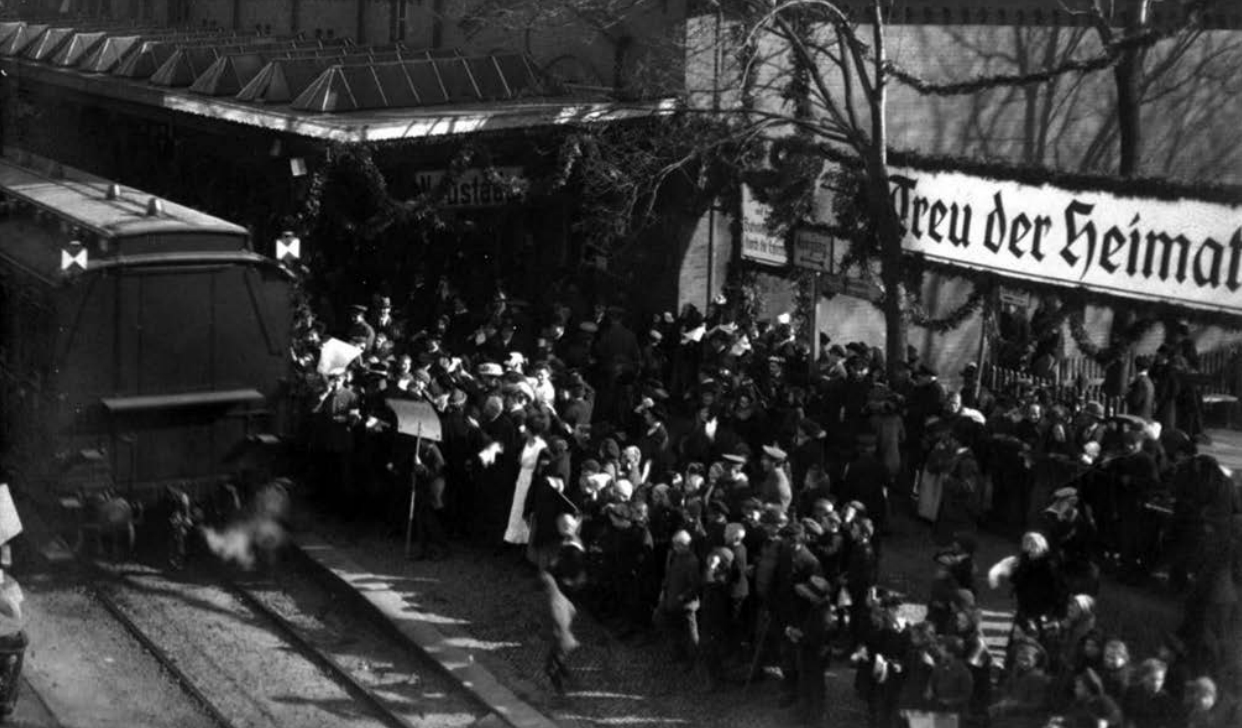
Ankunft eines Sonderzuges in Neustadt O.S. für auswärts lebende Oberschlesier

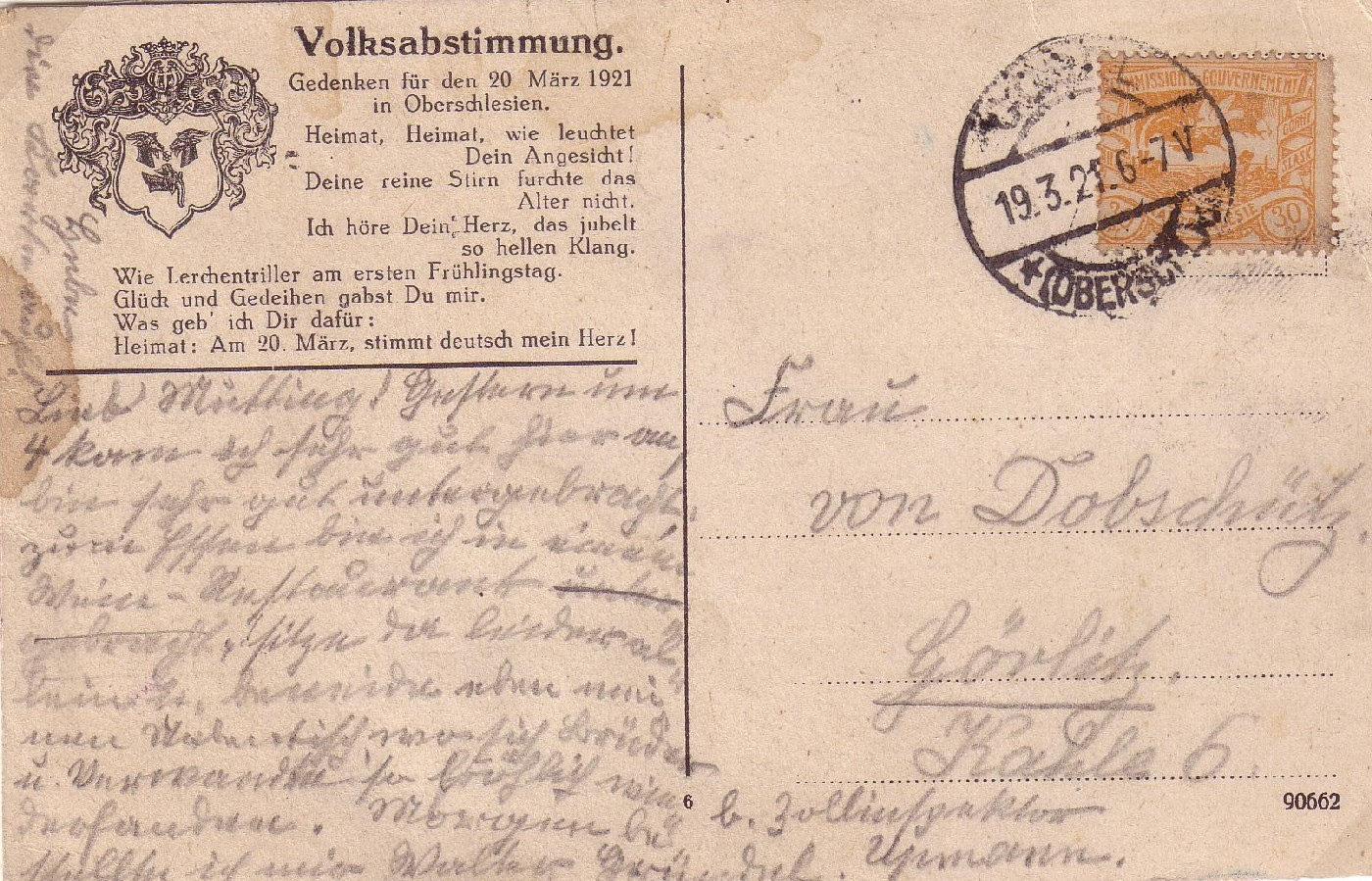
Eine in Cosel am 19. März 1921 von der Malerin Erna von Dobschütz an ihre eigene Adresse in Görlitz aufgegebene Postkarte mit vorgedrucktem Propagandatext, als gebürtige Oberschlesierin war sie stimmberechtigt

Bei der Volksabstimmung waren grundsätzlich alle Personen stimmberechtigt, die bis zum 1. Januar des Jahres des Plebiszits das 20. Lebensjahr vollendet hatten, und im Abstimmungsgebiet geboren waren oder dort seit dem von Interalliierten Kommission festgelegten Stichtag 1. Januar 1904 ihren Wohnsitz hatten. Zuletzt sollten alle Personen, die in der Vergangenheit von den deutschen Behörden aus politischen Gründen aus dem Gebiet verwiesen wurden, das Stimmrecht erhalten. Wer erst nach dem Stichtag in das Gebiet gezogen war, hatte somit kein Stimmrecht. Dieser Logik folgend, wurden die Stimmberechtigten in vier Kategorien unterteilt:
- Kategorie A: Im Abstimmungsgebiet geboren und wohnhaft (die in Französisch arbeitende Interalliierte Kommission verwendete den Ausdruck: originaires domiciliés).
- Kategorie B: Im Abstimmungsgebiet geboren, jedoch nicht wohnhaft (französisch: originaires non-domiciliés).
- Kategorie C: Ins Abstimmungsgebiet vor dem 1. Januar 1904 Zugezogene (französisch: domiciliés non-originaires).
- Kategorie D: Aus politischen Gründen aus dem Abstimmungsgebiet Vertriebene.

Die Angehörigen der Kategorie A, im Abstimmungsgebiet wohnhaft und dort geboren, wurden automatisch in das Stimmverzeichnis eintragen.
Gebürtige Oberschlesier, die nicht im Abstimmungsgebiet lebten (Kategorie B) mussten einen Antrag bei der Interalliierten Kommission stellen und dabei ihren Geburtsort nachweisen. Erfolgreiche Antragsteller erhielten einen Stimmpass, der zugleich als Passierschein in das Stimmgebiet diente. Die Einreise in das Stimmgebiet war ihnen ab dem 8. März 1921 gestattet. Im Deutschen hat sich für diese Gruppe der Ausdruck „Heimkehrer“ festgesetzt, im Polnischen wird stattdessen von Emigranci („Emigranten“) gesprochen, im Englischen ist der etwas nüchternere Ausdruck outvoters („auswärtige Abstimmende“) üblich. Ursprünglich auf Wunsch der polnischen Delegation bei Friedenskonferenz in Paris überhaupt erst aufgenommen, wurde spätestens nach den beiden Volksabstimmungen in West- und Ostpreußen im Juli 1920 deutlich, dass diese Kategorie vorwiegend der deutschen Seite zusätzliche Stimmen verschaffte. Dementsprechend versuchte das polnische Plebiszitkommissariat in der zweiten Jahreshälfte 1920, diese Kategorie wieder streichen zu lassen, konnte damit jedoch letztlich nicht durchdringen. Die tatsächliche oder vermeintliche Bedeutung dieser Gruppe für den Ausgang der Abstimmung bildete bereits wenige Tage nach der Abstimmung und dann über viele Jahrzehnte hinweg einen zentralen Punkt in der Rückschau auf die Ereignisse.
Anders sah es bei der Kategorie C aus, den im Abstimmungsgebiet lebenden, aber dort nicht geborenen Personen. Der polnischen Seite war es gelungen, ein möglichst weit zurückliegenden Stichtag durchzusetzen, nämlich den 1. Januar 1904. Der Grund für dieses Datum war der Umstand, dass das Deutsche Reich 1904 die Einwanderung von Personen aus Österreich-Ungarn und Russland verboten hatte. Allgemein wurde daher vermutet, dass vor diesem Stichtag mehr polnischsprachige Menschen aus den ärmeren Nachbarländern in das oberschlesische Industriegebiet eingewandert waren, die nun für Polen stimmen würden, während in den nachfolgenden Jahren vor allem Binnenmigranten aus dem Deutschen Reich hinzukamen, die mutmaßlich eher für Deutschland stimmten. Entsprechend hatte sich die deutsche Seite für den spätestmöglichen Termin, den 1. Januar 1919, stark gemacht. Durch den weit zurückliegenden Stichtag waren viele im Stimmgebiet lebende Personen nicht stimmberechtigt. So gehörten sowohl der deutsche Plebiszitkommissar Hans Lukaschek (gebürtig in Breslau) als auch der Leiter des Schlesischen Ausschusses Kurt Urbanek (gebürtig in Neisse) zu den Zugezogenen, die zum Zeitpunkt der Abstimmung nicht bereits seit 17 Jahren im Stimmgebiet lebten.
Die letzte Personengruppe der politisch Verfolgten, stellte sich als vollkommen unbedeutend heraus. Von den über 1,2 Millionen stimmberechtigten Personen gehörten nur sechs zur Kategorie D. Dementsprechend wurde diese Kategorie bei der Veröffentlichung der Ergebnisse gar nicht mehr aufgeführt.
Die Kategorie A („geboren & wohnhaft“) machte letztlich knapp 81 % der Stimmberechtigten aus. Der Kategorie B („geboren & nicht-wohnhaft“) waren gut 15,7 % der Abstimmenden zugehörig, zur Kategorie C („zugezogen vor 1. Januar 1904“) gehörten knapp 3,4 %. Bei der Zusammenfassung der Ergebnisse nach Kreisen und kreisfreien Städten wird jedoch deutlich, dass sich die jeweiligen Anteile an der Stimmbevölkerung stark unterschieden. So machten die Zugezogenen (Kategorie C) in manchen Kreisen weniger als 2 % der Stimmberechtigten aus, in der Stadt Oppeln stellten sie jedoch mehr als 10 % der Stimmberechtigten. Die Gruppe der auswärtigen Abstimmenden (Kategorie B) machte in einigen Kreisen und Städten ein Viertel und mehr aus, während ihr Anteil andernorts unter 10 % blieb. An der Spitze stand das Stimmgebiet Namslau, in dem die angereisten Stimmberechtigte (Kategorie B) fast die Hälfte der Stimmberechtigten ausmachten. Insofern bietet sich kein einheitliches Bild, zumal über das tatsächliche Stimmverhalten der unterschiedlichen Gruppen nur Vermutungen angestellt werden können.
| Stimmberechtigung nach Kategorie     | Stimmberechtigung nach Kategorie | Stimmberechtigung nach Kategorie | Stimmberechtigung nach Kategorie | Stimmberechtigung nach Kategorie       | Stimmberechtigung nach Kategorie       | Stimmberechtigung nach Kategorie           | Stimmberechtigung nach Kategorie           |
| Gebiet                               | Stimmberechtigte                 | geboren & wohnhaft (Kategorie A) | geboren & wohnhaft (Kategorie A) | geboren & nicht-wohnhaft (Kategorie B) | geboren & nicht-wohnhaft (Kategorie B) | zugezogen vor 1. Januar 1904 (Kategorie C) | zugezogen vor 1. Januar 1904 (Kategorie C) |
| Gebiet                               | Anzahl                           | Anzahl                           | Anteil                           | Anzahl                                 | Anteil                                 | Anzahl                                     | Anteil                                     |
| ------------------------------------ | -------------------------------- | -------------------------------- | -------------------------------- | -------------------------------------- | -------------------------------------- | ------------------------------------------ | ------------------------------------------ |
| Beuthen (Stadt) Bytom (miasto)       | 042.990                          | 034.796                          | 80,94 %                          | 05.464                                 | 12,71 %                                | 2.730                                      | 6,35 %                                     |
| Beuthen (Kreis) Bytom (powiaty)      | 109.748                          | 098.785                          | 90,01 %                          | 07.824                                 | 7,13 %                                 | 3.139                                      | 2,86 %                                     |
| Gleiwitz (Stadt) Gliewice (miasto)   | 041.949                          | 032.381                          | 77,19 %                          | 06.009                                 | 14,32 %                                | 3.559                                      | 8,48 %                                     |
| Groß Strehlitz Strzelce Opolskie     | 046.641                          | 038.361                          | 82,25 %                          | 07.512                                 | 16,11 %                                | 0768                                       | 1,65 %                                     |
| Kattowitz (Stadt) Katowice (miasto)  | 028.830                          | 022.556                          | 78,24 %                          | 003.562                                | 12,36 %                                | 2.712                                      | 9,41 %                                     |
| Kattowitz (Kreis) Katowice (powiaty) | 122.340                          | 107.324                          | 87,73 %                          | 10.912                                 | 8,92 %                                 | 4.104                                      | 3,35 %                                     |
| Königshütte Chorzów                  | 044.052                          | 037.436                          | 84,98 %                          | 04.674                                 | 10,61 %                                | 1.942                                      | 4,41 %                                     |
| Cosel Koźle                          | 049.315                          | 039.222                          | 79,53 %                          | 09.029                                 | 18,31 %                                | 1.064                                      | 2,16 %                                     |
| Kreuzburg Kluczbork                  | 040.602                          | 023.471                          | 57,81 %                          | 15.495                                 | 38,16 %                                | 1.636                                      | 4,03 %                                     |
| Leobschütz Głubczyce                 | 066.697                          | 042.686                          | 64,00 %                          | 22.090                                 | 33,12 %                                | 1.921                                      | 2,88 %                                     |
| Lublinitz Lubliniec                  | 029.721                          | 024.749                          | 83,27 %                          | 04.551                                 | 15,31 %                                | 0421                                       | 1,42 %                                     |
| Oppeln (Stadt) Opole (miasto)        | 022.930                          | 014.890                          | 64,94 %                          | 05.531                                 | 24,12 %                                | 2.509                                      | 10,94 %                                    |
| Oppeln (Kreis) Opole (powiaty)       | 082.694                          | 063.404                          | 76,67 %                          | 17.641                                 | 21,33 %                                | 1.649                                      | 1,99 %                                     |
| Pless Pszczyna                       | 073.743                          | 065.987                          | 89,48 %                          | 06.502                                 | 8,82 %                                 | 1.254                                      | 1,70 %                                     |
| Ratibor (Stadt) Racibórz (miasto)    | 025.336                          | 017.647                          | 69,65 %                          | 05.836                                 | 23,03 %                                | 1.853                                      | 7,31 %                                     |
| Ratibor (Kreis) Racibórz (powiaty)   | 045.761                          | 036.918                          | 80,68 %                          | 07.724                                 | 16,88 %                                | 1.119                                      | 2,45 %                                     |
| Rosenberg Olesno                     | 035.967                          | 026.189                          | 72,81 %                          | 09.158                                 | 25,46 %                                | 0620                                       | 1,72 %                                     |
| Rybnik                               | 081.980                          | 069.938                          | 85,31 %                          | 10.058                                 | 12,27 %                                | 1.984                                      | 2,42 %                                     |
| Tarnowitz Tarnowskie Góry            | 045.561                          | 040.123                          | 88,06 %                          | 04.362                                 | 9,57 %                                 | 1.076                                      | 2,36 %                                     |
| Tost-Gleiwitz Toszek-Gliewice        | 048.209                          | 042.446                          | 88,05 %                          | 05.110                                 | 10,60 %                                | 0653                                       | 1,35 %                                     |
| Hindenburg Zabrze                    | 090.788                          | 079.985                          | 88,10 %                          | 07.988                                 | 8,80 %                                 | 2.815                                      | 3,10 %                                     |
| Neustadt Prudnik                     | 038.556                          | 026.118                          | 67,74 %                          | 11.404                                 | 29,58 %                                | 1.034                                      | 2,68 %                                     |
| Namslau Namysłów                     | 005.606                          | 02.444                           | 43,60 %                          | 02.788                                 | 49,73 %                                | 0374                                       | 6,67 %                                     |
| Abstimmungsgebiet                    | 1.220.016                        | 987.856                          | 80,97 %                          | 191.224                                | 15,67 %                                | 40.936                                     | 3,36 %                                     |

### Stimmabgabe

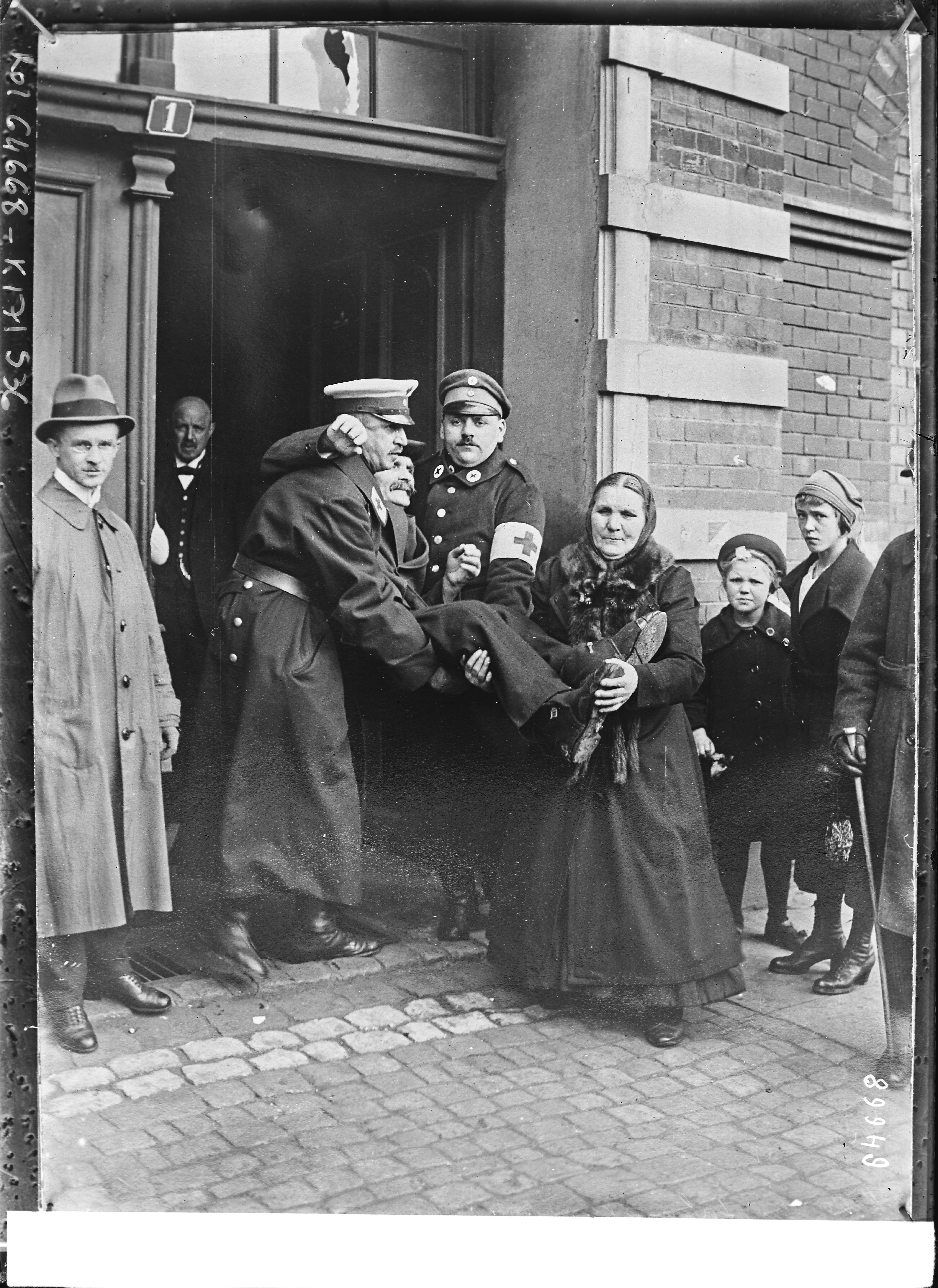
In Kattowitz wird am 20. März 1921 ein gehbehinderter älterer Herr von Helfern zum Stimmlokal gebracht

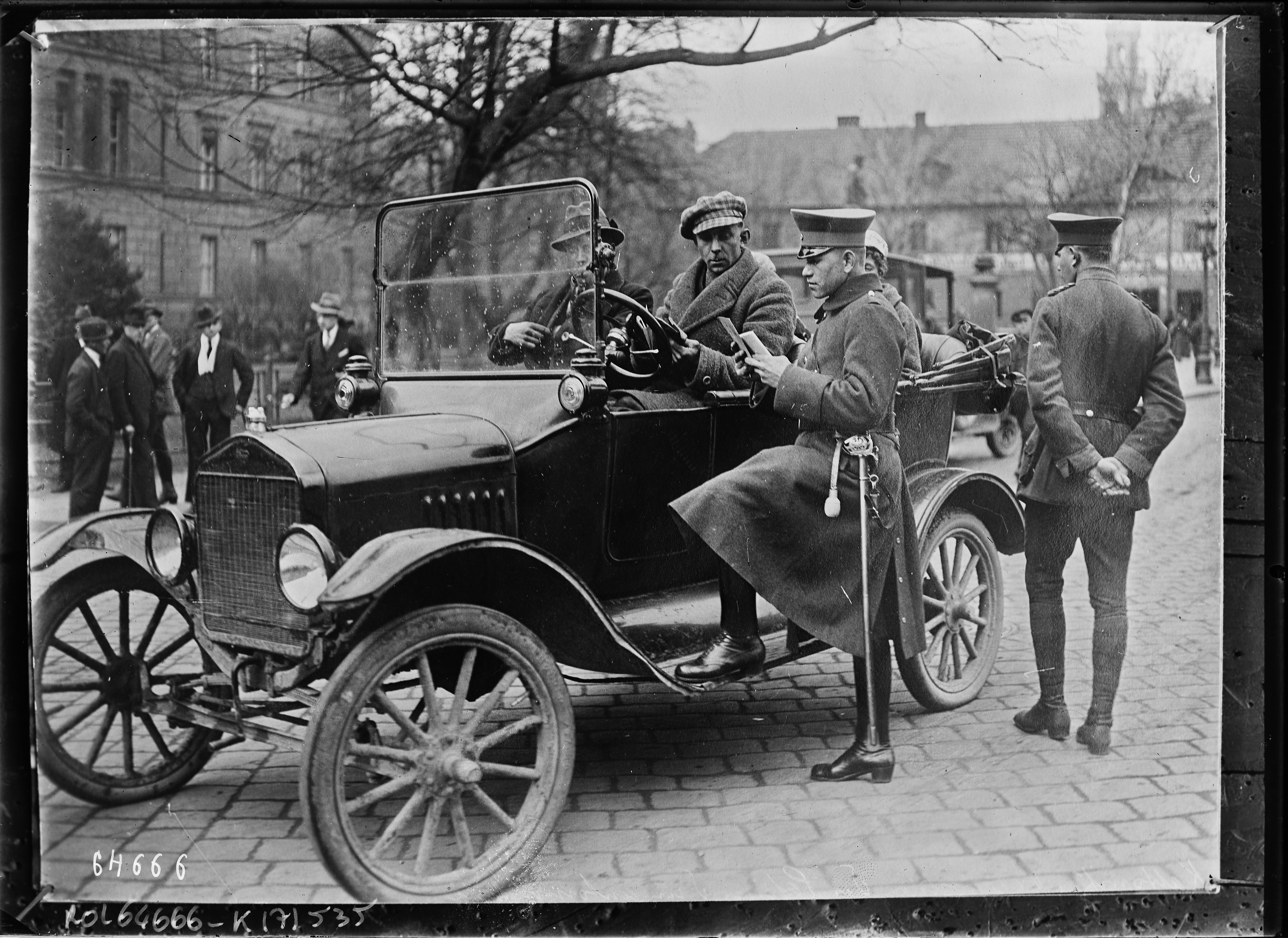
Ein Kraftfahrer wird am Tag der Volksabstimmung von der Polizei kontrolliert

Die Abstimmung erfolgte an einem kalten Palmsonntag, dem 20. März 1921, bei bedecktem, leicht regnerischem Wetter mit morgendlichen Nebel, und begann um 8 Uhr. Während sich in den Städten bereits morgens Schlangen vor den Stimmlokalen bildeten, begann auf dem Land der Andrang zumeist erst nach 9 Uhr, nach dem Besuch der christlichen Messe.
Insgesamt gaben 1.190.425 Personen ihre Stimme ab, das waren 97,57 % der Stimmberechtigten. Diese außerordentliche hohe Teilnahmequote ist für Abstimmungen unter demokratischen Bedingungen ungewöhnlich. Gleichwohl lassen zeitgenössische Berichte keinen Zweifel daran, dass den Oberschlesiern die Bedeutung des Plebiszits für ihre Zukunft überaus bewusst war Angesichts der fast anderthalbjährigen, sehr aufwändigen Propaganda, die beide Seiten betrieben hatten, ist dies nicht weiter überraschend. Zudem dürfte es einen erheblichen sozialen Druck in den jeweiligen Gemeinden gegeben haben, sich an der Abstimmung zu beteiligen.
Beide Seiten hatten sich auf den Tag der Abstimmung organisatorisch vorbereitet: Fast im ganzen Abstimmungsgebiet gab es Fahr- und Transportmöglichkeiten, um Stimmwillige zu den Stimmlokalen zu befördern. Die zeitgenössische Presse enthält Berichte darüber, dass gebrechliche und bettlägerige Personen von Freunden und Verwandten buchstäblich zur Abstimmung getragen wurden. Abstimmungsberechtigte, die in Tagesreiseentfernung zum Stimmgebiet lebten, kamen mit Sonderzügen, Bussen und Automobilen angereist. Alles zusammen muss es ein erhebliches Verkehrsaufkommen erzeugt haben, das für die Zeitgenossen sicherlich ganz ausgewöhnlich war.
Auch wenn die Abstimmung nicht gänzlich frei von gewalttätigen Zwischenfällen war, so verlief sie doch im Allgemeinen friedlich und geordnet. Die Truppen der Interalliierten Kommission, die für den Tag der Abstimmung noch aufgestockt worden waren, hatten hieran einen großen Anteil. Die Kommission hatte zudem bereits am 3. März 1921 mittels Verordnung verkürzte Öffnungszeiten für öffentliche Orte wie Kneipen und Kinos verfügt, vom Abend des 18. März bis zum Morgen des 22. März galt zudem ein Ausschankverbot für Alkohol. Allerdings gibt es zahlreiche Berichte, dass beide Seiten noch am Abstimmungstag versuchten, Stimmberechtigte mit Geschenken zu bestechen.
Nach Schließung der Wahllokale um 20 Uhr begann die Auszählung in den Stimmbüros. Da vor allem in den kleinen Landgemeinden nur einige hundert oder tausend Person abgestimmt hatten, war vielerorts mit dem Vorliegen der örtlichen Ergebnisse um 21 Uhr zu rechnen. Die meisten oberschlesischen Zeitungen hatten bereits am Vorabend die Öffentlichkeit dazu aufgerufen, ihnen die Teilergebnisse so schnell wie möglich per Telefon, Telegramm oder Postkarte zu übermitteln. Zugleich waren am Abend überall im Abstimmungsgebiet Reporter und Mitarbeiter der beiden Plebiszitkampagnen unterwegs, um die eigenen Presseorgane mit Informationen zu versorgen. Ab 22 Uhr begannen die ersten Zeitungen Teileergebnisse, sowie erste Kommentare und Einordnungen zum Abstimungsergebnis zu veröffentlichen. Die auf das Gesamtergebnis gezogenen Schlüsse waren jedoch überwiegend fehlerhaft und tendenziös. So verkündete die polnischsprachige „Górnoślązak“ noch in der Abendausgabe einen polnischen Sieg, während die deutschsprachige „Kattowitzer Zeitung“ eine klare Mehrheit für Deutschland auszumachen meinte.

### Ergebnisse

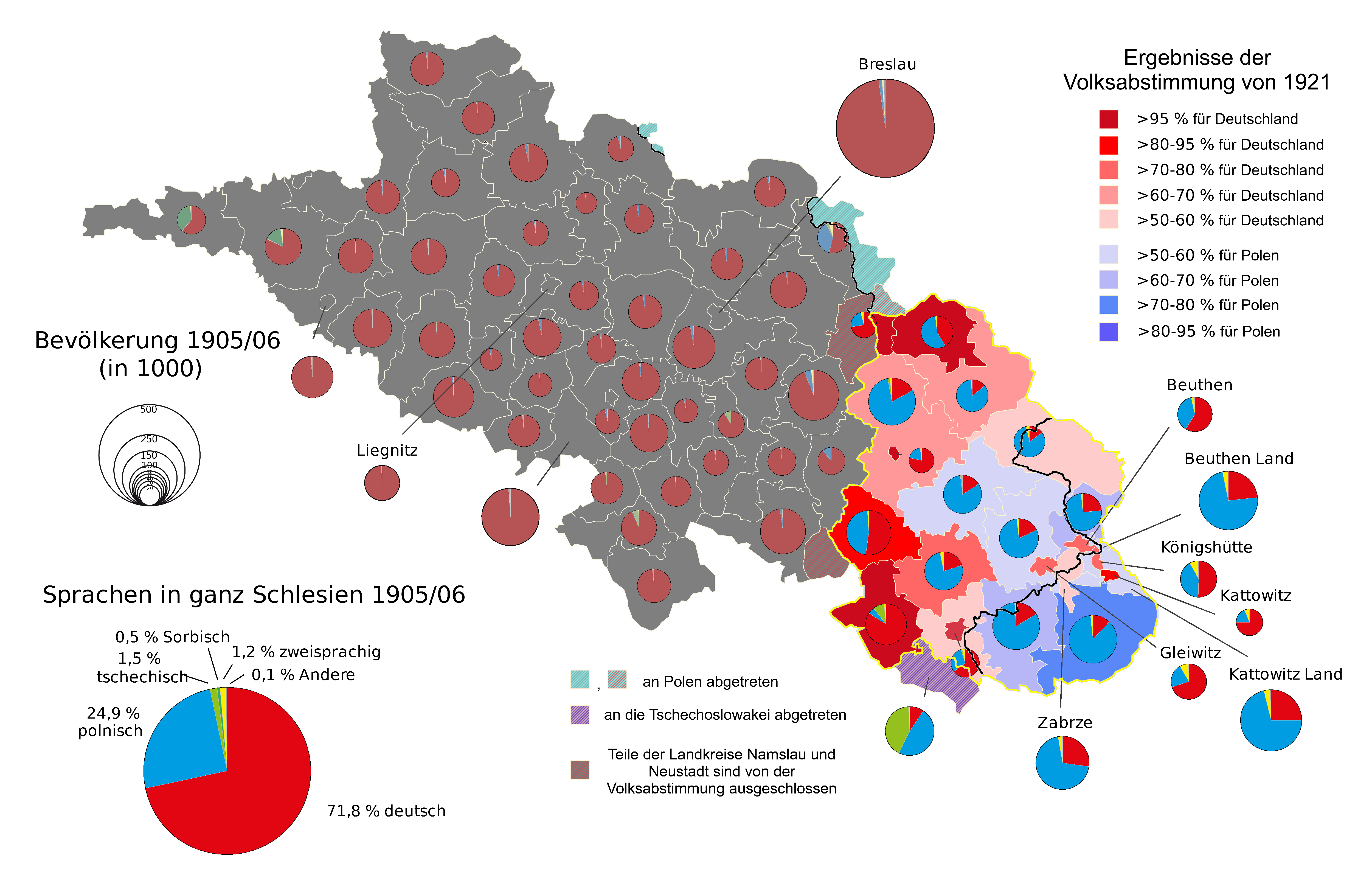
Kartographische Übersicht nach Kreisen der Ergebnisse der Volksabstimmung in Oberschlesien 1921, in Verbindung mit der Bevölkerungsverteilung sowie der Sprachensituation laut amtlicher preußischer Statistik in der Provinz Schlesien im Jahr 1905/06

Über das gesamte Abstimmungsgebiet wurden 59,61 % der gültigen Stimmen für Deutschland und 40,39 % für Polen abgegeben. Wenngleich sich eine deutliche Mehrheit für Deutschland zeigte, war für alle Zeitzeugen augenfällig, dass diese weit von den über 90 %-Mehrheiten entfernt lag, die ein gutes halbes Jahr zuvor in Ost- und Westpreußen errungen worden waren.
Für die Einordnung der Ergebnisse ist unbedingt zu beachten, dass sie ausdrücklich gemeindeweise galten. In 845 Gemeinden votierte die Mehrheit für Deutschland, in 691 für Polen, in zwei Gemeinden gab es eine Stimmengleichheit. Da die Städte wesentlich stärker von einer deutschen Kultur geprägt waren, überrascht es nicht, dass sich von den insgesamt 35 Städten in 32 die Mehrheit für Deutschland aussprach und nur in drei Städten für Polen. Die Mehrheiten für Deutschland waren teils sehr groß (99,4 % in Leobschütz, 96,3 % in Kreuzburg, 95,7 % in Oberglogau). Lediglich in den kleineren und grenznah im Osten gelegenen Städten Alt Berun (Kreis Pleß), Woischnik (Kreis Lublinitz) und Georgenberg (Kreis Tarnowitz) sprach sich eine Mehrheit für den Anschluss an Polen aus.
In den Landgemeinden (insgesamt 1156) war das Verhältnis nahezu ausgeglichen, mit 580 Landgemeinden mit Mehrheit für Deutschland und 576 mit Mehrheit für Polen. In den 345 Gutsbezirken, die ganz überwiegend im Besitz deutscher Großgrundbesitzer waren, sprach sich in etwa zwei Dritteln (233) die Mehrheit für Deutschland aus und in einem Drittel (112) für Polen. Zugleich lässt sich eine klare Ost-/Westteilung bei der Präferenz ausmachen. Westlich einer Linie von Landsberg über Rosenberg, Cosel bis Ratibor sprach sich eine Mehrheit für Deutschland aus, östlich davon für Polen. Die stärkste Unterstützung für Deutschland zeigten die Kreise Leobschütz (99,6 %), Kreuzburg (96 %) und Neustadt (88 %), die größte Unterstützung für Polen gab es in Pleß (74,1 %) und Rybnik (65,2 %). Die Kreise Groß Strehlitz und Hindenburg wiesen ein nahezu ausgeglichenes Stimmenverhältnis auf (51 % zu 49 % für Polen beziehungsweise 51 % zu 49 % für Deutschland).
Zusammengetragen für die 23 von der Interalliierten Kommission festgelegten Stimmkreise ergab dies eine Mehrheit für Deutschland in 17 Kreisen und eine Mehrheit für Polen in sieben Kreisen. Das heißt auch, dass die vermeintliche Muttersprache, so wie sie in der amtlichen preußischen Statistik von 1905/06 erhoben worden war, kein verlässliches Merkmal für das Abstimmungsergebnis war. So sprachen sich in den Kreisen Oppeln, Rosenberg, Cosel, Ratibor, Hindenburg und Lublinitz eine Mehrheit für Deutschland aus, wenngleich laut Statistik dort überwiegend Polnisch gesprochen wurde. Gleiches gilt für die mährischsprachigen Gebiet im Süden der Kreise Leobschütz und Ratibor.
Die später vor allem von der polnischen Seite vielfach diskutierten Emigranten, also die auswärtigen Stimmberechtigten der Kategorie B, dürften das Abstimmungsergebnis durchaus ein wenig (~ 5 %) zu Gunsten der deutschen Seite verschoben haben. Sicherlich stimmte diese Gruppe jedoch nicht geschlossen für Deutschland. Da sie zudem nur 15,7 % der Stimmberechtigten ausmachten, ist die später von polnischer Seite erhobene These, ohne die Emigranten hätte Polen die Mehrheit errungen, nicht stichhaltig.
Bei allen Ergebnissen ist unbedingt zu beachten, dass es enorme Unterschiede in den verschiedenen Stimmbezirken gab, sodass jedes denkbare Stimmverhältnis irgendwo anzutreffen war. Einzelne Bezirke gingen mit 100 % der Stimmen an eine Seite, in zwei Bezirken kam es hingegen zu einer Stimmengleichheit. Unter anderem diese extreme Uneinheitlichkeit der Ergebnisse führte zu den lang andauernden Auseinandersetzungen um die Teilung des Gebiets.
| Stimmverteilung Volksabstimmung      | Stimmverteilung Volksabstimmung | Stimmverteilung Volksabstimmung | Stimmverteilung Volksabstimmung | Stimmverteilung Volksabstimmung | Stimmverteilung Volksabstimmung | Stimmverteilung Volksabstimmung | Stimmverteilung Volksabstimmung | Stimmverteilung Volksabstimmung | Stimmverteilung Volksabstimmung | Stimmverteilung Volksabstimmung | Stimmverteilung Volksabstimmung |
| Gebiet                               | Stimmberechtigte (a)            | abgegebene Stimmen (b)          | abgegebene Stimmen (b)          | ungültige Stimmen               | ungültige Stimmen               | gültige Stimmen (c)             | gültige Stimmen (c)             | gültige Stimmen (c)             | gültige Stimmen (c)             | gültige Stimmen (c)             | gültige Stimmen (c)             |
| Gebiet                               | Stimmberechtigte (a)            | abgegebene Stimmen (b)          | abgegebene Stimmen (b)          | ungültige Stimmen               | ungültige Stimmen               | für Polen                       | für Polen                       | für Polen                       | für Deutschland                 | für Deutschland                 | für Deutschland                 |
| Gebiet                               | Anzahl                          | Anzahl                          | Anteil (an a)                   | Anzahl                          | Anteil (an b)                   | Anzahl                          | Anteil (an a)                   | Anteil (an c)                   | Anzahl                          | Anteil (an a)                   | Anteil (an c)                   |
| ------------------------------------ | ------------------------------- | ------------------------------- | ------------------------------- | ------------------------------- | ------------------------------- | ------------------------------- | ------------------------------- | ------------------------------- | ------------------------------- | ------------------------------- | ------------------------------- |
| Beuthen (Stadt) Bytom (miasto)       | 042.990                         | 040.091                         | 93,26 %                         | 100                             | 0,25 %                          | 10.101                          | 23,50 %                         | 25,26 %                         | 29.890                          | 69,53 %                         | 74,74 %                         |
| Beuthen (Kreis) Bytom (powiaty)      | 109.748                         | 107.123                         | 97,61 %                         | 425                             | 0,40 %                          | 63.021                          | 57,42 %                         | 59,06 %                         | 43.677                          | 39,80 %                         | 40,94 %                         |
| Gleiwitz (Stadt) Gliewice (miasto)   | 041.949                         | 040.700                         | 97,02 %                         | 113                             | 0,28 %                          | 08.558                          | 20,40 %                         | 21,09 %                         | 32.029                          | 76,35 %                         | 78,91 %                         |
| Groß Strehlitz Strzelce Opolskie     | 046.641                         | 045.589                         | 97,74 %                         | 128                             | 0,28 %                          | 23.046                          | 49,41 %                         | 50,69 %                         | 22.415                          | 48,06 %                         | 49,31 %                         |
| Kattowitz (Stadt) Katowice (miasto)  | 028.830                         | 026.715                         | 92,66 %                         | 041                             | 0,15 %                          | 03.900                          | 13,53 %                         | 14,62 %                         | 22.774                          | 78,99 %                         | 85,38 %                         |
| Kattowitz (Kreis) Katowice (powiaty) | 122.340                         | 119.448                         | 97,64 %                         | 437                             | 0,37 %                          | 66.119                          | 54,05 %                         | 55,56 %                         | 52.892                          | 43,23 %                         | 44,44 %                         |
| Königshütte Chorzów                  | 044.052                         | 042.758                         | 97,06 %                         | 130                             | 0,30 %                          | 10.764                          | 24,43 %                         | 25,25 %                         | 31.864                          | 72,33 %                         | 74,75 %                         |
| Cosel Koźle                          | 049.315                         | 048.634                         | 98,62 %                         | 134                             | 0,28 %                          | 12.223                          | 24,79 %                         | 25,20 %                         | 36.277                          | 73,56 %                         | 74,80 %                         |
| Kreuzburg Kluczbork                  | 040.602                         | 039.703                         | 97,79 %                         | 076                             | 0,19 %                          | 01.652                          | 4,07 %                          | 4,17 %                          | 37.975                          | 93,53 %                         | 95,83 %                         |
| Leobschütz Głubczyce                 | 066.697                         | 065.428                         | 98,10 %                         | 041                             | 0,06 %                          | 00259                           | 0,39 %                          | 0,40 %                          | 65.128                          | 97,65 %                         | 99,60 %                         |
| Lublinitz Lubliniec                  | 029.721                         | 028.993                         | 97,55 %                         | 062                             | 0,21 %                          | 13.573                          | 45,67 %                         | 46,92 %                         | 15.358                          | 51,67 %                         | 53,08 %                         |
| Oppeln (Stadt) Opole (miasto)        | 022.930                         | 021.984                         | 95,87 %                         | 070                             | 0,32 %                          | 01.098                          | 4,79 %                          | 5,01 %                          | 20.816                          | 90,78 %                         | 94,99 %                         |
| Oppeln (Kreis) Opole (powiaty)       | 082.694                         | 081.108                         | 98,08 %                         | 212                             | 0,26 %                          | 24.726                          | 29,90 %                         | 30,57 %                         | 56.170                          | 67,93 %                         | 69,43 %                         |
| Pless Pszczyna                       | 073.743                         | 072.278                         | 98,01 %                         | 224                             | 0,31 %                          | 53.378                          | 72,38 %                         | 74,08 %                         | 18.676                          | 25,33 %                         | 25,92 %                         |
| Ratibor (Stadt) Racibórz (miasto)    | 025.336                         | 024.675                         | 97,39 %                         | 157                             | 0,64 %                          | 02.227                          | 8,79 %                          | 9,08 %                          | 22.291                          | 87,98 %                         | 90,92 %                         |
| Ratibor (Kreis) Racibórz (powiaty)   | 045.761                         | 045.053                         | 98,45 %                         | 186                             | 0,41 %                          | 18.518                          | 40,47 %                         | 41,27 %                         | 26.349                          | 57,58 %                         | 58,73 %                         |
| Rosenberg Olesno                     | 035.967                         | 035.108                         | 97,61 %                         | 101                             | 0,29 %                          | 11.150                          | 31,00 %                         | 31,85 %                         | 23.857                          | 66,33 %                         | 68,15 %                         |
| Rybnik                               | 081.980                         | 080.438                         | 98,12 %                         | 172                             | 0,21 %                          | 52.347                          | 63,85 %                         | 65,22 %                         | 27.919                          | 34,06 %                         | 34,78 %                         |
| Tarnowitz Tarnowskie Góry            | 045.561                         | 044.739                         | 98,20 %                         | 148                             | 0,33 %                          | 27.513                          | 60,39 %                         | 61,70 %                         | 17.078                          | 37,48 %                         | 38,30 %                         |
| Tost-Gleiwitz Toszek-Gliewice        | 048.209                         | 047.435                         | 98,39 %                         | 139                             | 0,29 %                          | 27.198                          | 56,42 %                         | 57,51 %                         | 20.098                          | 41,69 %                         | 42,49 %                         |
| Hindenburg Zabrze                    | 090.788                         | 089.152                         | 98,20 %                         | 672                             | 0,75 %                          | 43.261                          | 47,65 %                         | 48,89 %                         | 45.219                          | 49,81 %                         | 51,11 %                         |
| Neustadt Prudnik                     | 038.556                         | 037.780                         | 97,99 %                         | 088                             | 0,23 %                          | 04.494                          | 11,66 %                         | 11,92 %                         | 33.198                          | 86,10 %                         | 88,08 %                         |
| Namslau Namysłów                     | 005.606                         | 005.493                         | 97,98 %                         | 012                             | 0,22 %                          | 00133                           | 2,37 %                          | 2,43 %                          | 005.348                         | 95,40 %                         | 97,57 %                         |
| Abstimmungsgebiet                    | 1.220.016                       | 1.190.425                       | 97,57 %                         | 3.868                           | 0,32 %                          | 479.259                         | 39,28 %                         | 40,39 %                         | 707.298                         | 57,97 %                         | 59,61 %                         |

## Nach der Volksabstimmung bis zur Teilung (1921–1922)

### Die ersten Tage nach der Abstimmung

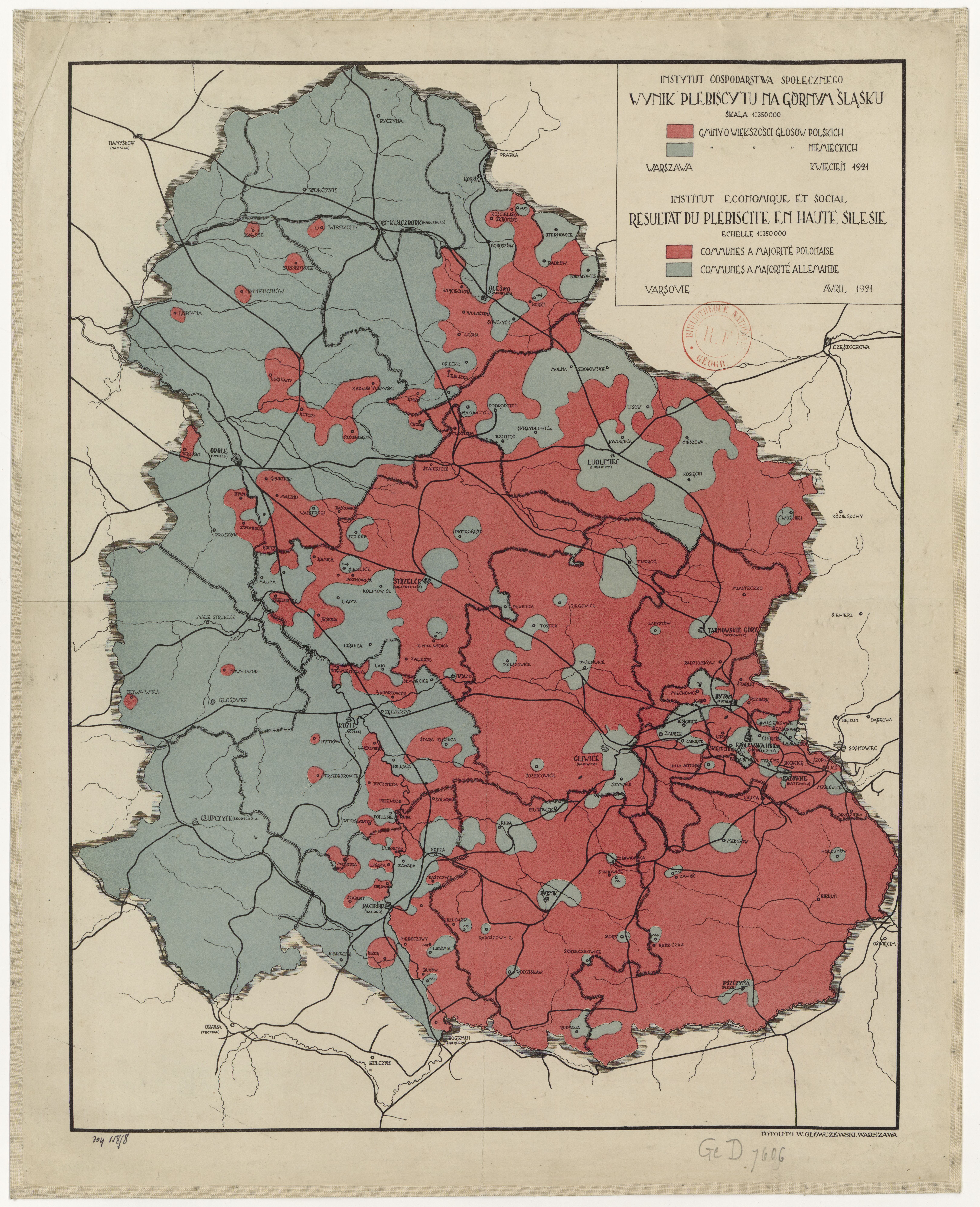
Vom polnischen Wirtschafts- und Sozialinstitut in Warschau 1921 herausgegebene Karte der Abstimmungsergebnisse nach Gemeinden; rote Flächen zeigen eine Abstimmungemehrheit für Polen, blaue Flächen für Deutschland

Die Auszählung und Zusammenstellung der Ergebnisse wurde erst am 24. April abgeschlossen, die Veröffentlichung erfolgte gar erst am 7. Mai 1921. Da die Ergebnisse jedoch in groben Zügen bereits am Folgetag auf die eine oder andere Weise an die Öffentlichkeit gelangten, steigerte die Wartezeit die allgemeine Anspannung weiter. Auf beiden Seiten gingen Gerüchte um, dass die andere Seite plane, gegen das Ergebnis mit Waffengewalt zu „putschen“.
So kam es bereits am 21. März 1921 in einigen Städten wie Beuthen, Kreuzburg und Kattowitz zu Übergriffen gegen polnische Aktivisten. Auf dem Land waren hingegen eher die Sympathisanten der deutschen Sache Repressionen ausgesetzt. Im Kreis Tarnowitz flohen etwa 700 Menschen vor polnischen Gewaltandrohungen aus ihren Dörfern in die Kreisstadt. Bis zum 24. März flohen nach zeitgenössischen Zeitungsberichten bis zu 20.000 Menschen vor der Gewalt nach Kattowitz. Einer der schwersten Zwischenfälle ereignete sich in Karf, wo es zu einer stundenlangen Schießerei mit mindestens sechs Toten zwischen polnischen Sympathisanten und der Polizei kam. Die Interalliierte Kommission reagierte innerhalb weniger Tage und durchaus entschieden auf die zunehmende Gewalt. Sie verhängte den Belagerungszustand über die Kreise Kattowitz, Beuthen, Pless, Rybnik und Königshütte. Auch in der polnischen Presse wurde zunehmend dazu aufgerufen, antideutsche Reden zu unterlassen. Plebiszitkommissar Korfanty hatte bereits am 22. März 1921 appelliert: „Keinem Deutschen darf ein Haar gekrümmt werden.“ Bis zu den Osterfeiertagen am 27./28. März 1921 ebbte die Gewalt wieder ab und es kehrte zunächst eine gewisse Beruhigung ein. Die vier britischen Bataillone wurden Ende April 1921 aus dem Abstimmungsgebiet abgezogen um im Irischen Unabhängigkeitskrieg eingesetzt zu werden.
Während sich auf beiden Seiten Kräfte dafür einsetzten, noch vor dem offiziellen Ergebnissen mittels Gewalt Tatsachen zu schaffen, konzentrierten sich die beiden Plebiszitkommissare auf die politische Deutung der Ergebnisse. Am 21. März 1921 veröffentlichte Korfanty eine Proklamation, in der er verkündete: „Das polnische Volk in Oberschlesien hat einen allgemeinen Sieg errungen.“ Kurt Urbanek unterstrich in seiner Proklamation am 22. März 1921 noch einmal die deutsche Position, dass Oberschlesien unteilbar sei und die Mehrheit für Deutschland gestimmt habe. Er rief Deutsche und Polen zum gemeinsamen Aufbau einer Republik Oberschlesien als freien Bundesstaat im Deutschen Reich auf. Am gleichen Tag veröffentlichte Korfanty jedoch eine weitere Proklamation, die mit den Worten begann: „Es ist uns nicht gelungen das gesamte Gebiet zu erobern, aber den wertvollsten Teil davon.“ Nachfolgend wurde ein Gebiet beschrieben, in dessen Grenzen 80 Prozent der Gemeinden für Polen gestimmt hätten und das nun zweifelsohne abzutreten sei. Er definierte damit das, was später als „Korfanty-Linie“ bezeichnet werden sollte. Das polnische Plebiszitkommissariat hatte damit die öffentliche Debatte über die Art und Weise der Teilung Oberschlesiens eröffnet und dazu einen ersten Vorschlag vorgebracht.
Auch die Regierungen Deutschlands und Polens reklamierten bereits am Tag nach der Abstimmung den Sieg für sich. In Warschau wurde ein öffentlicher Gottesdienst für die Gefallenenen der nationalen Sache abgehalten, an dem hohe Regierungsvertreter und tausende Menschen teilnahmen. In vielen polnischen Städten gab es Demonstrationen und Paraden uniformierter Verbände, die den Sieg in Oberschlesien feierten. Ähnlich verhielt es sich in vielen Städten in Deutschland, die größte Demonstration für den Sieg fand in Breslau statt und hatte schätzungsweise 75.000 Teilnehmende. Auswärtige Oberschlesier, die zur Abstimmung in das Gebiet gereist waren, wurden bei ihrer Rückkehr von jubelnden Menschen begrüßt. In Berlin, am Schlesischen Bahnhof, nahm Reichskanzler Constantin Fehrenbach die „Heimkehrer“ in Empfang. Reichspräsident Friedrich Ebert bedankte sich in einem veröffentlichten Telegramm beim Reichsbevollmächtigten von Hatzfeld und sprach seine „freudige Genugtuung über das Ergebnis der Abstimmung in Oberschlesien“ aus.
Zugleich begann auch auf deutscher Seite die Debatte über eine Teilung Oberschlesiens. Vor allem nationalistische Kreise lehnten dies rundweg ab. In Oberschlesien veröffentlichten DNVP, DVP, Zentrum, DDP und SPD eine gemeinsame Erklärung, die die vollständige Rückgabe Oberschlesiens forderte. Auf polnischer Seite wurden solche Forderung mit einiger Verwunderung aufgenommen, man habe in Deutschland wohl „den Versailler Vertrag nicht zu Ende gelesen.“ Andere deutsche Publikationen, wie die Vossische Zeitung, erkannten die Zulässigkeit einer Teilung laut Versailler Vertrag an, stellten aber die Frage der Praktikabilität: „Ein Blick auf die Karte zeigt, daß es gänzlich unmöglich ist, die Orte mit polnischer Mehrheit, die aufs engste mit dem übrigen Abstimmungsgebiet verbunden sind, herauszusondern. Ihre geographische und wirtschaftliche Lage macht offenkundig ihr ferneres Verbleiben bei Oberschlesien und im Deutschen Reich unumgänglich. Jeder Versuch einer Teilung würde nicht nur Ungerechtigkeiten, sondern Unmöglichkeiten schaffen, würde Zusammenhänge zerreißen, von denen Leben und Lebensmöglichkeit abhängt und ganz unhaltbare Zustände herbeiführen.“
In der Bevölkerung Oberschlesiens selbst waren die ersten Tage nach der Abstimmung von einer gewissen Ernüchterung geprägt: Beide Seiten hatten einen überzeugenden Sieg erwartet und wurden enttäuscht. Der Historiker Guido Hitze beschrieb die Gefühle der deutschsprachigen Oberschlesier als Dreiklang von Freude über den Sieg, Erleichterung über das Ausbleiben eines polnischen Sieges und Enttäuschung über die (im Vergleich zu den Abstimmungen in West- und Ostpreußen) doch hohen polnischen Stimmenanteile. Bei vielen polnischsprachigen Oberschlesiern überwogen hingegen Gefühle der Frustration, angesichts des vielen Aufwands, der für den Abstimmungssieg betrieben worden war.

### Die Verhandlungen über eine Teilung Oberschlesiens

#### Die Beratungen der Plebiszitskommission

Übersicht der Teilungspläne für Oberschlesien nach dem Plebiszit 1921

Die schwierigste Aufgabe lag nun vor der Interalliierten Kommission, denn gemäß ihres Auftrags hatte sie nicht nur das Plebiszit durchzuführen, sondern anschließend den alliierten und assoziierten Hauptmächten einen Vorschlag zu unterbreiten „über die als Grenze Deutschlands in Oberschlesien anzunehmende Linie, bei dem sowohl der von den Einwohnern ausgedrückte Wunsch, wie auch die geographische und wirtschaftliche Lage der Ortschaften Berücksichtigung findet.“ Über den westlich der Oder gelegenen Teil des Abstimmungsgebiets, der sich mit großer Mehrheit für Deutschland ausgesprochen hatte, sowie den Südosten, der hingegen mit großer Mehrheit für Polen stimmte, gab es keinen nennenswerten Dissenz. Schwierig wurde es sowohl im Industriegebiet als auch den ländlichen Regionen im Zentrum und im Norden: Die Kommunen auf dem Land hatten mit großer Mehrheit für Polen gestimmt, die Städte Königshütte, Beuthen, Kattowitz, Hindenburg und Gleiwitz wiesen jedoch deutliche Mehrheiten für Deutschland auf. Einig war sich die Kommission, dass ein Flickenteppich aus Exklaven kein wünschenswertes Ergebnis sein konnte.
Die Reichsregierung überreichte am 1. April 1921 eine Note, in der sie mit Verweis auf die Stimmenmehrheit im gesamten Abstimmungsgebiet noch einmal den Verbleib von ganz Oberschlesien beim Deutschen Reich forderte und herausstrich, welch fatale wirtschaftliche Konsequenzen der Verlust für Deutschland und seine Fähigkeit zur Zahlung der Reparationen haben würde. Jenseits von öffentlichen Verlautbarungen war der Reichsregierung und dem deutschen Reichsbevollmächtigten Fürst von Hatzfeld gleichwohl bewusst, dass es auf eine Teilung Oberschlesiens hinauslaufen würde. Ebenfalls Anfang April reichte die polnische Plebiszitkommission ein Memorandum zur Untermauerung ihrer Forderung nach einer Teilung Oberschlesiens entlang der sogenannten Korfanty-Linie ein. Sie stellte klar, dass in dem bezeichneten Gebiet in fast drei Viertel der Gemeinden eine Mehrheit für Polen gestimmt hatte und etwa 51 % der dort Stimmberechtigten. Es wurde schnell deutlich, dass die Kommission weder die deutsche noch die polnische Forderung unverändert übernehmen würde. Allerdings machte der französische Kommissar Le Rond in der Interalliierten Plebiszitskommission einen Vorschlag, der sich an Korfantys Vorschlag orientierte. Die sogenannte „Le-Rond-Linie“ folgte dabei ebenfalls dem Verlauf der Oder von Süd nach Nord, sparte jedoch den westlich bis in den Kreis Oppeln ragenden Bogen der Korfanty-Linie aus, durchschnitt stattdessen den Kreis Groß Strehlitz, folgte dann wieder dem polnischen Vorschlag, um dann auch im Norden anstatt eines Westbogens durch den Kreis Rosenberg, stattdessen den östlichen Kreis Lublinitz zu durchschneiden, wobei Guttentag auf deutscher Seite verbleiben würde. Das oberschlesische Industriegebiet wäre damit in Gänze an Polen gefallen, inklusive diverser Städte, die ganz überwiegend für Deutschland votiert hatten.
Der britische Kommissar Oberst Percival und der italienische Kommissar General de Marinis lehnten diese sehr weitgehende Teilung jedoch ab und präsentierten ihrerseits einen Gegenvorschlag („Percival-de-Marinis-Linie“), der im Wesentlichen die vollständige Abtretung der beiden südöstlichsten Kreise Pless und Rybnik vorsah, und jeweils die nordöstlichen Teile der Kreise Tarnowitz, Lublinitz und Rosenberg. In diesem Vorschlag ging nur ein kleiner Teil des Industriegebiets an Polen über. Da sich die Interalliierte Kommission auf keinen gemeinsamen Vorschlag einigen konnte, wurden Ende April 1921 beide Vorschläge an die Pariser Botschafterkonferenz übermittelt.

#### Der Dritte Schlesische Aufstand

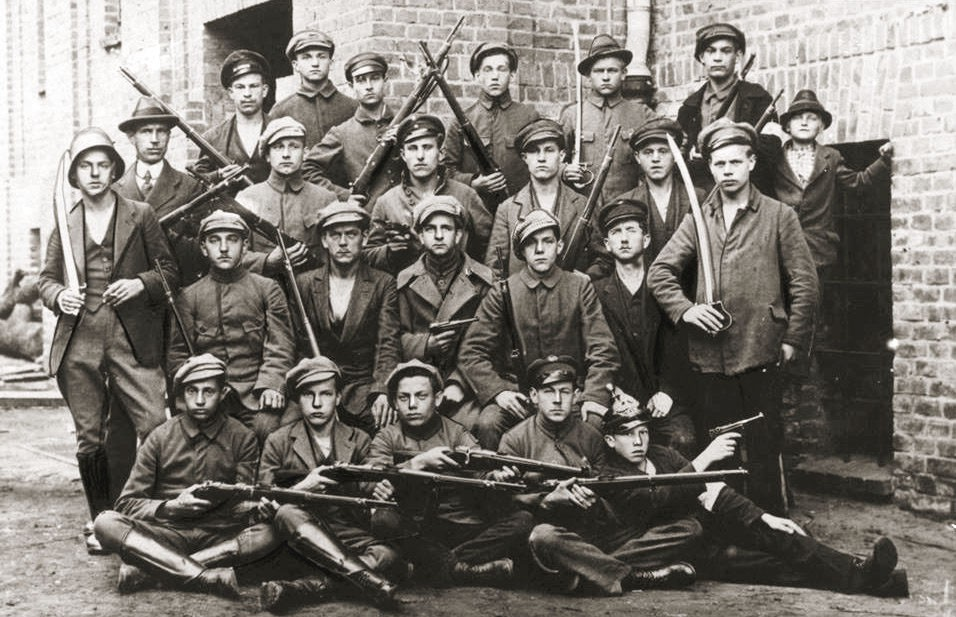
Angehörige der polnischen POW GŚl präsentieren sich im Mai 1921 für ein Gruppenfoto

In dieser Situation setzte sich auf polnischer Seite die Überzeugung durch, dass die eigenen Interessen mit diplomatischen Mitteln nicht durchzusetzen seien und man zur Verbesserung der eigenen Verhandlungsposition auf weitere militärische Aktion setzen müsse. Diesmal teilte Korfanty diese Einschätzung grundsätzlich, wobei er sich für eine „militärische Demonstration“ wie beim Zweiten Aufstand im April 1920 aussprach, während hingegen das Kommando des DOP für eine umfassende militärische Konfrontation wie beim Posener Aufstand eintrat. Das DOP verfügte zu diesem Zeitpunkt über schätzungsweise 40.000 Kämpfer und rechnete mit weiteren 20.000 Unterstützern. Um die Gefahr einer direkten militärischen Konfrontation zwischen Polen und Deutschland einzuhegen, wurde Korfanty am 26. April 1921 zum formellen Oberbefehlshaber ernannt. Bei einer Besprechung im Hotel Lomnitz am 29. April wurde beschlossen, dass in der oberschlesischen Industrie am 2. Mai ein Generalstreik stattfinden und am 3. Mai morgens um 3 Uhr der Kampf beginnen solle. Das Ziel war es, das in der sogenannten „Korfanty-Linie“ festgelegte Territorium zu besetzen und damit Fakten für die weiteren Verhandlungen zu schaffen.
Die Reichsregierung reagierte unverzüglich auf den neuerlichen Aufstand. Da für die Dauer des Plebiszitregimes durch die Interalliierte Kommission keine regulären deutschen Truppen die Grenze überschreiten durften, wurden die zahlreichen um Breslau stationierten Freikorps hierfür eingesetzt. Ebenso wurden vor Ort weitere Freikorps wie beispielsweise die „Schwarze Schar“ gegründet, für die Karl Bergerhoff auf Freiwillige aus seinem „Sportverein ‚Schwarzer Adler‘“ zurückgriff. Beide Seiten hatten in den Monaten zuvor umfangreiche Waffenlager angelegt, sodass eine kurzfristige Ausrüstung der Kämpfenden möglich war. Le Rond hielt sich zum Zeitpunkt des Ausbruchs in Paris auf und die französischen Plebiszittruppen hielten sich ganz überwiegend aus den Kämpfen heraus. De Marinis, der den in Paris weilenden Le Rond als Kommissionvorsitzender vertrat, ließ seine italienischen Truppen hingegen aktiv einschreiten. Schätzungsweise 25 italienische Soldaten fielen in den Gefechten und über 30 wurden in den folgenden Wochen verwundet. Die Briten, die zu diesem Zeitpunkt keine eigenen Truppen mehr im Plebiszitgebiet hatten, billigten stillschweigend den Einsatz der deutschen Freikorps. Faktisch führten das Deutsche Reich und die Polnische Republik in diesen Wochen in Oberschlesien miteinander einen Stellvertreterkrieg.
Die blutigen Kämpfe dauerten mehrere Wochen. Der britische Kommissar Harold Percival erlitt in dieser Zeit einen Nervenzusammenbruch und wurde von seinem Posten abberufen. Sein Nachfolger wurde Harold Arthur Stuart. Nach der Rückeroberung des strategisch und symbolisch wichtigen St. Annabergs durch deutsche Kämpfer am 21. Mai zeichnete sich ein militärisches Patt ab. Erst in dieser Situation gelang es der Interalliierten Kommission durch Verhandlungen eine schrittweise Einstellung der Kämpfe zu erwirken. Bis zum 7. Juli 1921 wurde ein Waffenstillstand erreicht, wobei die Alliierten Truppen eine Pufferzone zwischen den polnischen und deutschen Truppen einnahmen. Zugleich erließ die Plebiszitskommission eine rückwirkende Amnestie-Verordnung für die Kämpfer beider Seiten im dritten Aufstand.

#### Der Völkerbund trifft eine Entscheidung

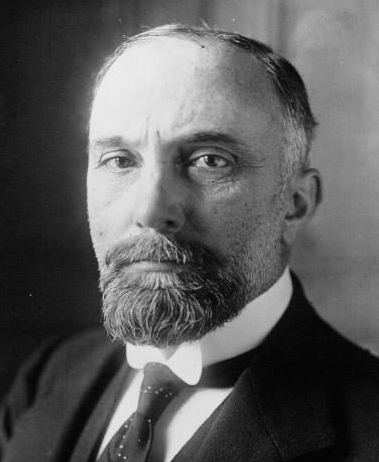
Der italienische Außenminister Carlo Sforza im Jahr 1921

Während die Kämpfe in Oberschlesien noch andauerten, wurde die Suche nach einer diplomatischen Lösung fortgesetzt. In dieser Situation formulierte der italienische Außenminister Carlo Sforza am 24. Mai 1921 zwei eigene Vorschläge. Da diese jedoch weder mit den anderen beteiligten Mächten abgestimmt waren und dazu noch dem vom eigenen italienischen Kommissar de Marinis mitentwickelten Vorschlag zuwiderliefen, erfuhren sie sowohl in Paris, als auch London und Berlin einhellige Ablehnung. Lediglich in Warschau wurden Sforzas Vorschläge zurückhaltend positiv aufgenommen. So blieb die sogenannte „Sforza-Linie“ (faktisch gab es zwei Sforza-Linien) weitgehend folgenlos. Es folgten weitere Verhandlungen im Rat der Vier am 8./9. August 1921. Sowohl die französische als auch die britische Delegation legten dort abgeänderte Fassungen ihrer Teilungsvorschläge vor. So brachte Frankreich die Idee ein, dass im Gegenzug für einen deutlich nach Osten verschobenen Grenzverlaufs in Zentraloberschlesien der südliche Teil des Kreises Leobschütz ebenfalls an die Tschechoslowakei abgetreten werden könnte. Der britische Vorschlag sah hingegen weiterhin den Verbleib des Großteils des Industriegebiets bei Deutschland vor, kompensierte dies jedoch mit einer Abtretung fast des gesamten Kreises Lublinitz. Letztlich konnte aber auch in Paris keine Einigung erzielt werden, weswegen man sich schließlich am 12. August 1921 darauf verständigte, die Angelegenheit an den Völkerbundrat zur Entscheidung zu übergeben.
Deser setzte wiederum eine Kommission ein, die mit Vertretern aus Japan, Brasilien, China, Spanien und Belgien besetzt war, wobei Japan den Vorsitz führte. Unter Anhörung beider Seiten und der Einbeziehung weiterer Experten, wurde ein Teilungsplan für Oberschlesiens ausgearbeitet, die sich an den beiden Kompromissvorschlägen Carlo Sforzas orientierte und eine Art Mittelweg vorsah. Der größte Teil des Industriegebiets rund um Kattowitz sollte an Polen abgetreten werden und nur der kleinere Teil bei Deutschland verbleiben. Dafür blieben jedoch auch die Landkreise Groß Strehlitz, Tost-Gleiwitz, der westliche Teil des Kreises Lublinitz sowie die Stadt Beuthen entgegen dem Vorschlag von Korfanty bei Deutschland. Weiterhin sollten Deutschland und Polen zwingend ein Abkommen miteinander aushandeln, in dem die komplizierte allmähliche Entflechtung des Teilungsgebiets, sowohl der Industrieanlagen als auch der sozialen und rechtlichen Verbindungen in einer Übergangsperiode von 15 Jahren einvernehmlich zu regeln sei. Die Umsetzung des Abkommens solle von einer fünfköpfigen gemeinsamen Kommission überwacht werden, wobei Deutschland und Polen je zwei Mitglieder benennen und der Vorsitz vom Völkerbund benannt würde.
Die Botschafterkonferenz in Paris machte sich diesen Schiedsspruch am 19. Oktober 1921 zu eigen und teilte dies am 20. Oktober 1921 der deutschen und der polnischen Regierung mit. Beide Regierungen wurden nachdrücklich darauf hingewiesen, dass es zu dem Beschluss keine weiteren Verhandlungen geben werde und der Rat der Vier bereit sei, alle notwendigen Schritte zu ergreifen, um die vollständige Durchsetzung sicherzustellen. Beide Staaten wurden gebeten, binnen einer Woche einen Bevollmächtigten für die weiteren Verhandlungen sowie ihre beiden Kommissionsmitglieder zu ernennen. Der polnische Sejm akzeptierte den Beschluss am 26. Oktober 1921 förmlich, nicht ohne noch einmal darauf hinzuweisen, dass ohne die auswärtigen Abstimmenden Polen eine Mehrheit errungen hätte. In Deutschland trat am 25. Oktober 1921 die Regierung von Joseph Wirth zurück, um am folgenden Tag die Annahme des Abkommens mit der Vertrauensfrage über die neugebildete Minderheitenregierung (Kabinett Wirth II) zu verbinden. Die Annahme, so die deutsche Regierung, erfolge unter Protest und Zwang der Alliierten, die Entscheidung über Oberschlesien sei Unrecht am deutschen Volk und eine Verletzung des Versailler Vertrags.

### Der Vollzug der Teilung Oberschlesiens

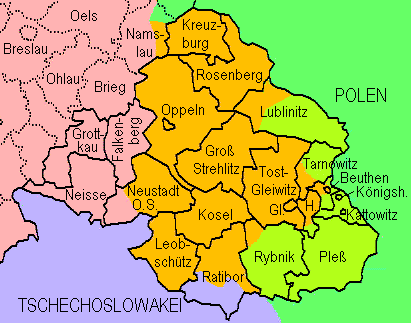
Teilung Oberschlesiens 1922:
gelbgrün = an Polen
orange = Verbleib bei Deutschland

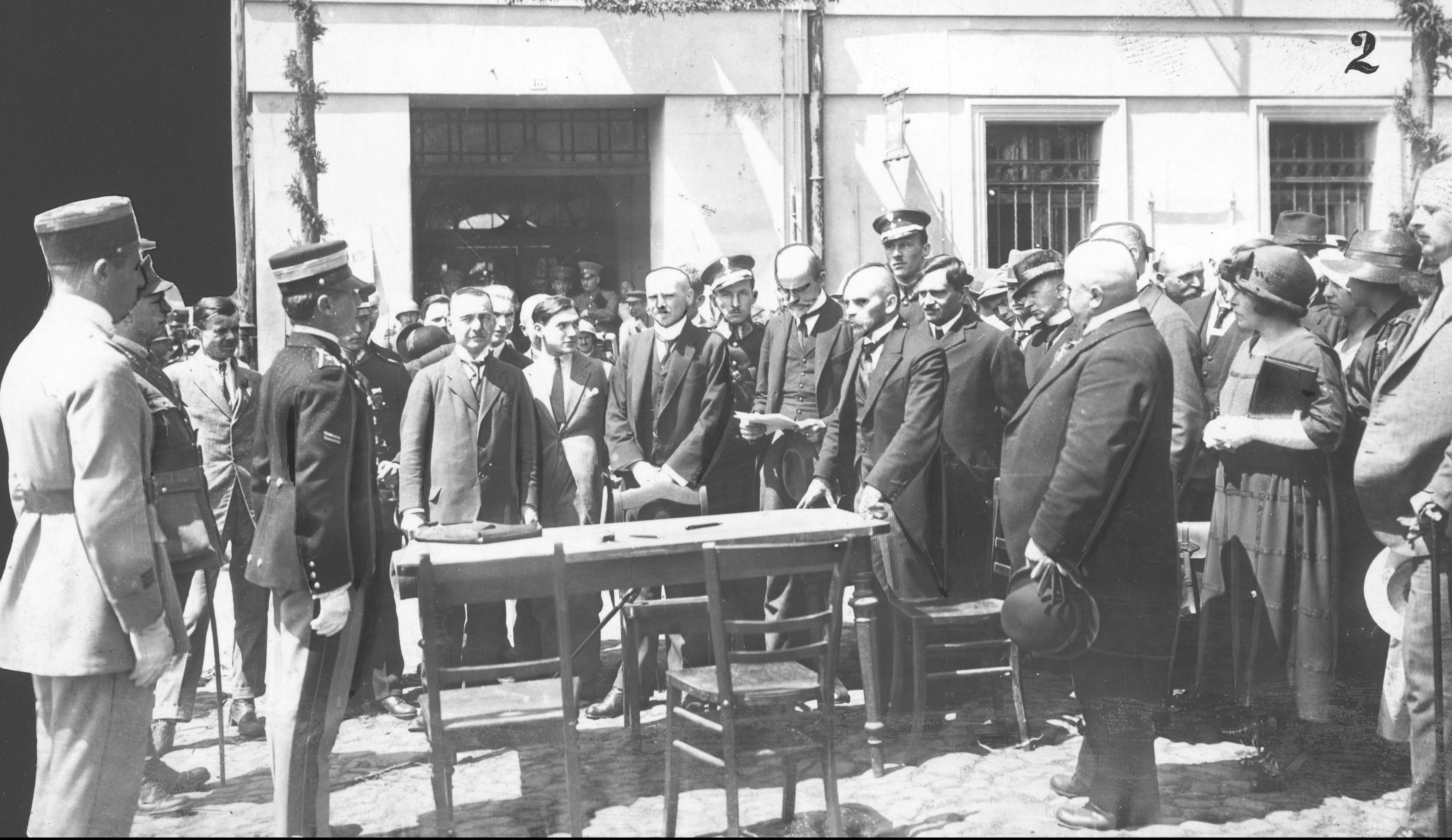
Zeremonie zur Übergabe der Regierungsmacht an die polnischen Behörden am 2. Juli 1922 in Rybnik

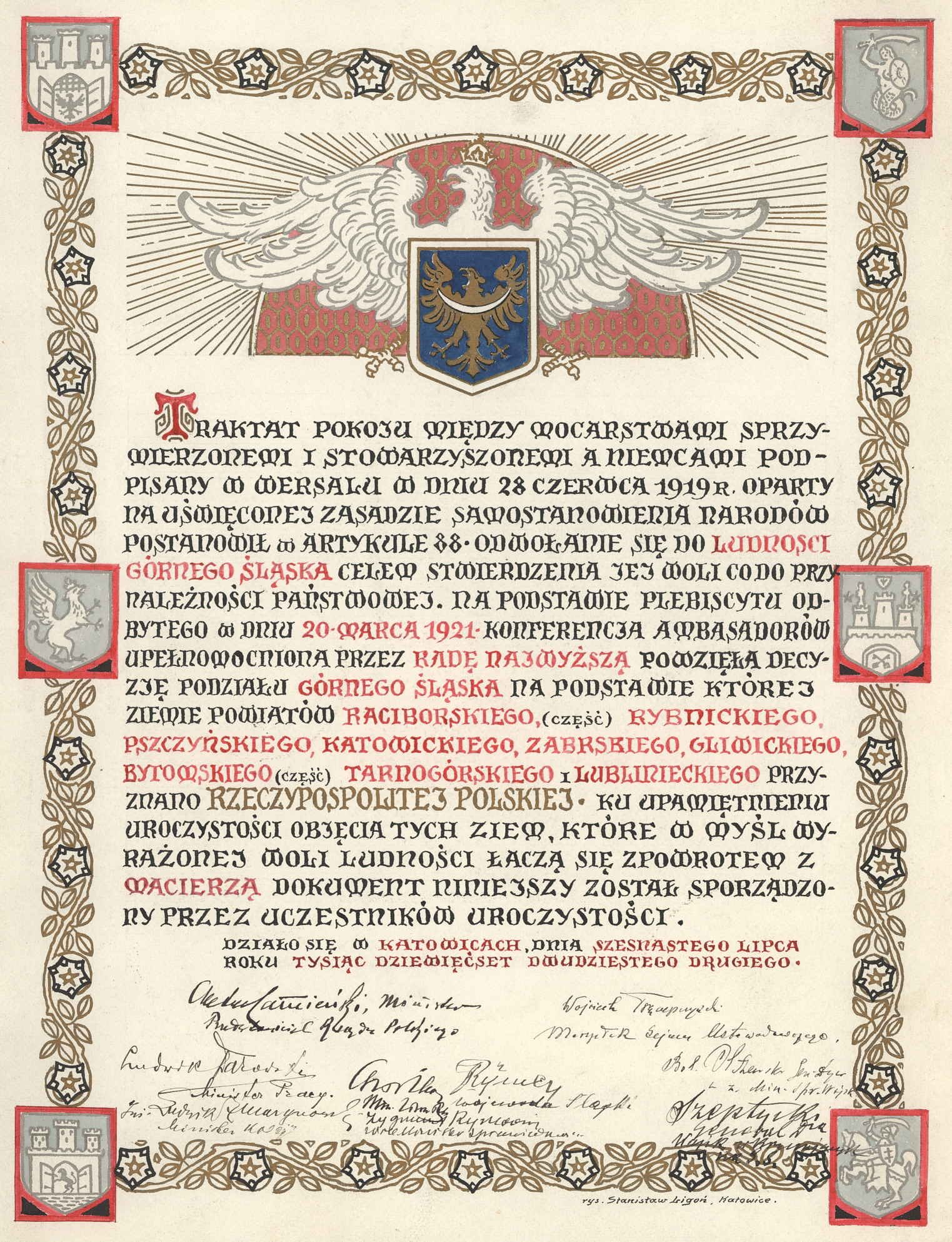
Urkunde zur Vereinigung Oberschlesiens mit Polen, die bei den offiziellen Feierlichkeiten in Katowice am 16. Juli 1922 öffentlich verlesen und unterzeichnet wurde

Zur Umsetzung der Teilung handelten Deutschland und Polen das Deutsch-Polnische Abkommen über Oberschlesien aus. Für Polen führte Kazimierz Olszowski, für Deutschland Eugen Schiffer die Verhandlungen, der vom Völkerbund bestimmte Vorsitzende war der Schweizer Felix Calonder. Das Abkommen sah eine allgemeine Übergangsphase von 15 Jahren vor. In dieser Zeit sollten Deutsche, die die polnische Staatsbürgerschaft nicht annehmen wollten, weiterhin ein Bleiberecht im an Polen abgetretenen Gebiet behalten. Weiter sollten diverse deutsche Vereinigungen, geschlossene Vereinbarungen und von Deutschland erteilte Lizenzen ebenfalls für 15 Jahre weiter Gültigkeit haben. Daneben regelte das Abkommen den Grenzverkehr, sowohl für die Einheimischen, die nun auf der einen Seite der neuen Grenze lebten und auf der anderen arbeiteten, aber auch für den zahlreichen Eisenbahn- und Wirtschaftsverkehr im Industriegebiet. Zu den wesentlichen Streitpunkten gehörte die Frage, wann und in welcher Form deutsches Eigentum im abgetretenen Gebiet entschädigt werden sollte. Das Deutsch-Polnische Abkommen über Oberschlesien trat am 15. Juni 1922 in Kraft und lief wie vereinbart am 15. Juli 1937 aus.
In den folgenden Tagen wurde die Übergabe der Regierungsverantwortung für das Gebiet vollzogen. Bis zum 20. Juni 1922 hatten polnische Truppen das ihnen zugesprochene Gebiet besetzt. Bis zum 29. Juni war der Abzug der alliierten Truppen aus dem Abstimmungsgebiet abgeschlossen und die Interalliierte Regierungs- und Plebiszitskommission für Oberschlesien beendete ihre Tätigkeit. In den folgenden Wochen kam es noch einmal zu Gewaltausbrüchen im Abstimmungsgebiet, bei denen auf deutscher Seite wohl Mitglieder des Freikorps Marine-Brigade Ehrhardt eine tragende Rolle spielten, deren Mitglieder nur wenige Tage zuvor auch in die Ermordung von Walther Rathenau am 24. Juni 1922 verwickelt waren. Infolge der Kämpfe flüchteten etwa 25.000 Menschen auf die jeweils andere Seite der Grenze. In den folgenden Wochen gelang es jedoch, die Gewalt einzudämmen und die schrittweise Rückkehr der Menschen an ihren Wohnort zu ermöglichen.
Die inneroberschlesische Grenzlinie war zwar entfernt von den ursprünglichen Vorstellungen Polens und Frankreichs, blieb jedoch ein Erfolg der französischen Politik für Osteuropa. Schlussendlich behielt das Deutsche Reich ein Gebiet mit einer Fläche von 7559 Quadratkilometern (etwa 75 % des Abstimmungsgebiets) und einer Bevölkerung von 1.050.117 Personen (etwa 57 %). Polen wurde der Rest mit einer Fläche von 3214 Quadratkilometern und 891.669 Einwohnern zugesprochen. In dem abgetretenen Gebiet hatten etwa 56 % der Wähler für Polen gestimmt.
Wie groß die jeweiligen Minderheiten nach der Grenzziehung waren, ist schwer abzuschätzen, nicht zuletzt, weil sich viele Oberschlesier schlichtweg weigerten, sich als „deutsch“ oder „polnisch“ zu definieren. Die polnische Volkszählung von 1921 nennt eine deutsche Minderheit von 230.000 in Oberschlesien, zeitgenössische deutsche Schätzungen sprachen von 300.000 Personen. Auf deutscher Seite wiederum wurde nicht die Nationalität, sondern die Muttersprache statistisch erhoben. Diesbezüglich weist die amtliche deutsche Statistik von 1925 etwa 155.000 Personen aus, die „polnisch“ als Muttersprache angeben, sowie weitere 387.000 Personen, die „deutsch und polnisch“ angaben. Nach der Volksabstimmung siedelten etwa 85.000 Personen aus dem nun polnischen Ostoberschlesien nach Deutschland über, in die andere Richtung war die Wanderung wohl geringer. Sowohl auf deutscher wie auch auf polnischer Seite erfuhren die jeweiligen Minderheiten in den Folgejahren gewisse politische Repressionen, wobei die Gemeinsame Kommission für die Umsetzung des deutsch-polnischen Abkommens durchaus mildernd einwirken konnte.
Obwohl es damit den kleineren Teil Oberschlesiens erhielt, fiel die Grenzziehung in wirtschaftlicher Hinsicht günstiger für Polen aus. Das Polen zugesprochene Viertel des Abstimmungsgebiets umfasste das zentrale Industriegebiet um Kattowitz (Katowice) und damit 76 % aller Kohleminen, 90 % der Kohlereserven, 97 % des Eisenerzes, 82 % des Zinkerzes, 71 % des Bleierzes, alle dreizehn Eisenwerke, fünf der acht Zinkwerke, die Hälfte der Stahlwerke, das zentrale Elektrizitätswerk sowie die im Weltkrieg zur Munitionsherstellung errichtete Nitratfabrik.
Insgesamt dürften bei den militanten Auseinandersetzungen in Oberschlesien zwischen 1919 und 1922 mehrere tausend Menschen gewaltsam ums Leben gekommen sein. Etwa vier Fünftel der Opfer wurden während der drei Schlesischen Aufstände getötet, allein drei Fünftel während des Dritten Schlesischen Aufstands. Entgegen der propagandistischen Erzählungen beider Seiten machten Oberschlesier den Großteil der Opfer und Täter aus. Während auf polnischer Seite zuletzt in der militärischen Führungsebene zwar Personen, die von außerhalb Oberschlesiens stammten, überwogen, waren jedoch mindestens neun von zehn Mitgliedern der POW aus Oberschlesien. Dies wird gestützt durch die Befragung von polnischen Aufständischen, die 1921 in deutsche Gefangenschaft geraten waren: von 740 Gefangenen waren nur 18 keine Oberschlesier. Aufgrund des Rückgriffs auf Freikorps mag dieser Anteil auf deutscher Seite etwas geringer gewesen sein, jedoch stellten auch hier Oberschlesier höchstwahrscheinlich die Mehrheit der Bewaffneten. Gleichwohl ist diese Frage für eine abschließende Antwort noch nicht ausreichend historisch untersucht worden.
Das von Preußen im Jahr 1919 zugesagte Referendum über die mögliche Ausgliederung der Provinz Oberschlesien aus Preußen mit dem Ziel ein eigenes Land in der Weimarer Republik zu bilden, wurde am 3. September 1922 abgehalten. Nicht zuletzt aufgrund einer im Vorfeld mit dem Zentrum ausgehandelten Autonomieregelung sprachen sich letztlich über 90 % der Abstimmenden für einen Verbleib bei Preußen aus.

## Die Volksabstimmung in Oberschlesien in der Erinnerungskultur

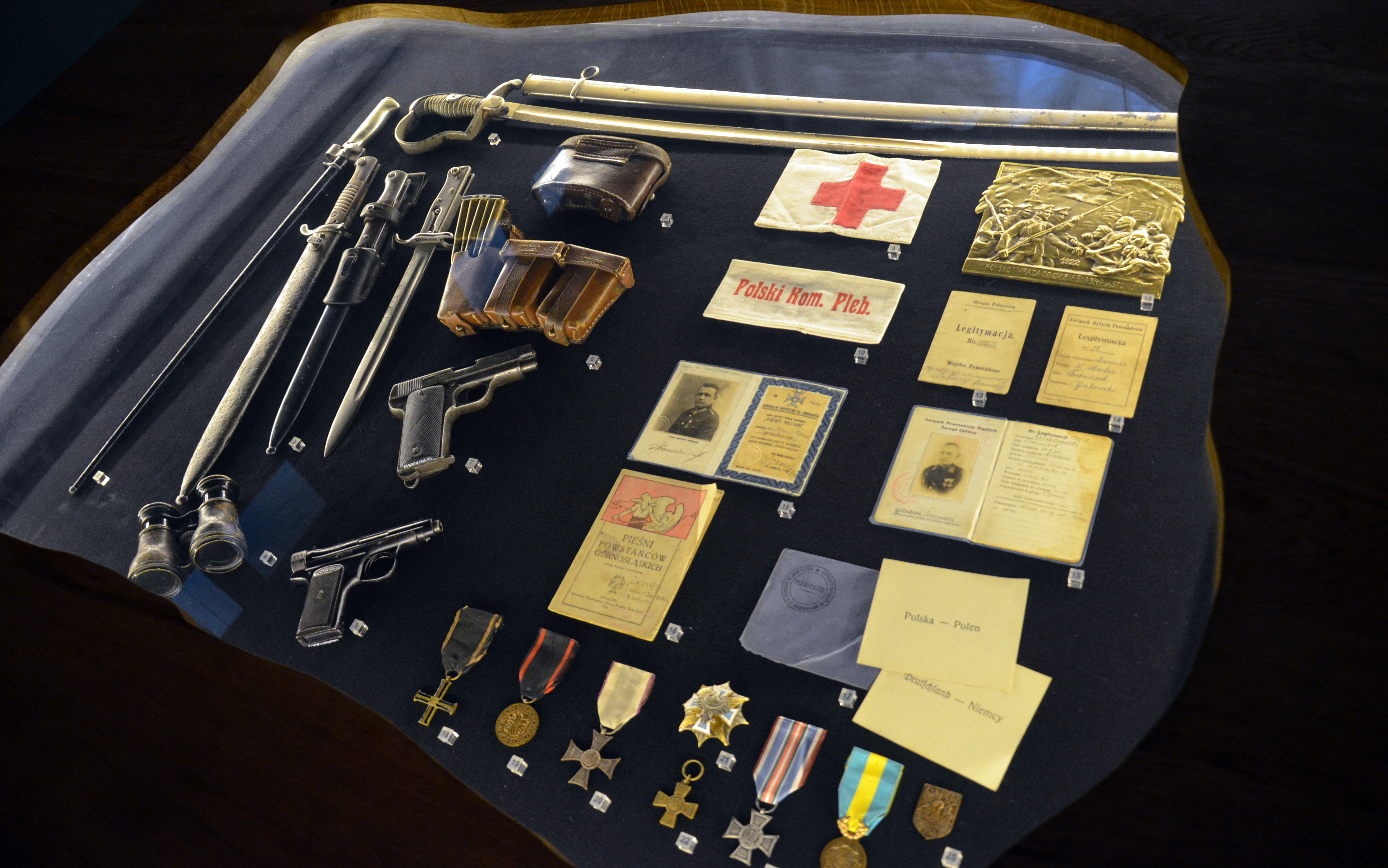
Ausstellungsstücke zur Volksabstimmung im Schlesischen Museum in Kattowitz

Die Ereignisse rund um die Volksabstimmung in Oberschlesien wurden in Deutschland und Polen sehr unterschiedlich in Erinnerung behalten. Gemeinsam ist ihnen eine nationalistische Interpretation der Vorgänge, die der jeweils anderen nationalistischen Lesart jegliche Berechtigung absprach. Erst seit dem Ende des Ost-West-Konflikts Anfang der 1990er Jahre ist eine schrittweise Annäherung zu beobachten.
Im Deutschland der Weimarer Republik wurde die Abtretung Ostoberschlesiens von weiten Teilen der Bevölkerung als großes Unrecht wahrgenommen und befeuerte – zusammen mit den anderen durch ihn ausgelösten Gebietsabtretungen und Beschränkungen – den Revisionismus gegen den Versailler Vertrag. Das spezifische Interesse der gesamtdeutschen Öffentlichkeit an Oberschlesien ebbte jedoch schon kurz nach der Abstimmung merklich ab. Letztlich war Oberschlesien nur eine von mehreren weithin als ungerecht empfundenen Gebietsabtretungen. Vor allem im ehemaligen Abstimmungsgebiet selbst wurde eine oftmals völkisch-nationale Erinnerungskultur betrieben, an die sich eine Forderung nach der Rückkehr zum Status quo ante anschloss. In dieser Sichtweise gab es keinerlei Verständnis für die polnische Perspektive oder die etwa 40 % pro-polnischen Stimmen. Sie wurde zur beherrschenden Erzählung in den zahlreichen Heimatvereinen und sonstigen Vereinigungen der deutschsprachigen Oberschlesier.
Auf der politischen Ebene verlor die Oberschlesien-Frage in Deutschland bald weitgehend an Bedeutung. So setzten sich diverse Reichsregierungen zwar für eine Revision des Versailler Vertrags ein, eine Rückkehr zum Grenzverlauf mit Polen vor 1922 spielte dabei jedoch keine besondere Rolle. Dies änderte sich zunächst auch nicht mit der Machtergreifung der Nationalsozialisten, die zu Beginn ihrer Herrschaft eher den Ausgleich und die Verständigung mit Polen suchten. Nach der Besetzung des Gebiets in Folge des Überfalls auf Polen wurde jedoch der polnische Teil Oberschlesiens dem Gau Schlesien und damit dem Reichsgebiet zugeschlagen.
Infolge des Verlusts der deutschen Gebiete östlich von Oder und Neiße im Zuge des Zweiten Weltkriegs trat das deutsche Interesse für Oberschlesien ganz allgemein hinter das Schicksal der Vertriebenen aus Schlesien zurück. Soweit eine spezifische Erinnerungskultur an Oberschlesien und die Zeit des Plebiszits gepflegt wurde, fand dies in den Heimatvereinen der Oberschlesier statt. Dort verfestigte sich die bereits in den 1920er Jahren entwickelte Sichtweise eines ungerechtfertigten „Raubs“ des als deutsch gelesenen Ostoberschlesiens. Dieses starre Festhalten an einer völkisch-nationalen Lesart der Ereignisse hielt nicht Schritt mit der zunehmend differenzierteren gesamtgesellschaftlichen Auseinandersetzung in der Bundesrepublik Deutschland. In der Deutschen Demokratischen Republik wurde dem Thema ebenfalls keine besondere Wichtigkeit für die historisch-dialektische Auseinandersetzung zugebilligt. Mit den Jahren wurden die spezifischen Ereignisse rund um die Volksabstimmung Anfang der 1920er zunehmend als kuriose Episode wahrgenommen. Die Volksabstimmung in Oberschlesien verschwand schrittweise aus dem öffentlichen Bewusstsein und fand auch im geschichtswissenschaftlichen Diskurs kaum Beachtung. Heute ist die Volksabstimmung von 1921 in Deutschland weitgehend aus der öffentlichen Wahrnehmung verschwunden. Selbst zum 100-jährigen Jubiläum blieb die Medienberichterstattung überschaubar, lediglich das Oberschlesische Landesmuseum widmete ihr eine Sonderausstellung mit begleitender Filmdokumentation.
Im polnischen Bewusstsein blieben die Ereignisse ungleich präsenter. In Polen wetteiferte das Gedenken an das Plebiszit jedoch von Beginn an mit jenem an die drei oberschlesischen Aufstände. Bereits in den 1920er Jahren bildeten sich in Polen zwei miteinander konkurrierende Erinnerungskulturen heraus: Die in der autonomen Woiwodschaft Schlesien regierende Nationaldemokratie und Wojciech Korfanty rückten den Blick auf das Plebiszit und stärker noch auf die Plebiszitkampagne in den Mittelpunkt. Sie inszenierte durch einen Feiertag am 3. Mai 1923 erstmals öffentliches Gedenken, bei dem vor allem die Ehrung besonders verdienter Aktivisten der Plebiszitkampagne im Vordergrund stand. Dagegen formierte sich in Oberschlesien ein vor allem durch die Mitglieder der diversen militanten Organisationen getragenes Gedenken an die polnischen Opfer der Kämpfe, das den bewaffneten Kampf in den Vordergrund rückte.
Als ab 1926 die Sanacja, die autoritäre Herrschaft der Anhänger von Józef Piłsudski beziehungsweise ab 1936 Edward Rydz-Śmigły, in Polen politisch bestimmend wurde, änderte sich auch das Gedenken entsprechend, der bewaffnete Kampf rückte ins Zentrum. Insbesondere der 10. Jahrestag im Jahr 1931 wurde mit etwa 60.000 Teilnehmenden bei der zentralen Gedenkfeier in Katowice groß begangen. Anstatt Korfanty war es nun Michał Grażyński, der ehemalige Befehlshaber der schlesischen Aufständischen und Piłsudski-Anhänger, der öffentlich geehrt wurde. Dieser verschobene Blick zurück, der sich vor allem auf die Schlesischen Aufstände richtete und das Plebiszit und die Plebiszitkampagne mehr und mehr zum Nebenschauplatz herabstufte, zeigte sich noch einmal verstärkt bei der nächsten großen Gedenkfeier im Jahr 1936.
Auch nach dem Zweiten Weltkrieg folgte man in Polen zunächst dieser Erinnerungslinie. Im Zuge der ab Sommer 1945 einsetzenden Vertreibung der Deutschen aus dem nach Westen verschobenem Staatsgebiet Polens wurden auch deutsche Denkmäler systematisch entfernt. Vor besonderer Bedeutung war hierbei die Sprengung der Reste des Denkmals für den deutschen Selbstschutz auf dem St. Annaberg am 1. Juli 1945. Die Entfernung dieses symbolträchtigen Denkmals wurde zugleich genutzt, um der Öffentlichkeit erstmals die geplante Vertreibung der Deutschen aus Schlesien bekannt zu geben. Vor allem in den ersten Jahren nach dem Krieg, in denen die Sowjetunion noch um den sicheren Einfluss auf Polen rang, bemühte sich der Landesnationalrat um einen gewissen Schulterschluss mit den anderen politischen Kräften, darunter auch Vertreter der ehemaligen Sanacja. Entsprechend folgten die Gedenkfeiern im Jahr 1946 noch stark den Mustern aus den 1930er Jahren: Die Schlesischen Aufstände standen im Mittelpunkt und wichtige Führungspersonen aus den Reihen der Aufständischen wurden geehrt. Mit der Gründung der Volksrepublik Polen und der Konsolidierung des sowjetischen Einflusses änderte sich auch das Gedenken. Die Schlesischen Aufstände blieben weiterhin im Zentrum, wobei nun das Volk selbst als maßgebender Akteur ins Zentrum rückte. Das militärische Führungspersonal aus dem Piłsudski-Lager mit ihren anti-sowjetischen Kriegen im Osten, aber auch der bürgerliche Korfanty und seine Verbrüderung mit der westlichen Bourgeoisie, hätten einen vollständigen Erfolg der Aufständischen vereitelt. Auf dem St. Annaberg wurde 1955 an der Stelle des früheren deutschen Denkmals nun das Denkmal der Aufständischen Tat eröffnet und 1964 im benachbarten Leśnica das zugehörige Museum. An die Ereignisse wurde durch jährliche Gedenkfeiern erinnert, wobei der 50. Jahrestag 1971 besonders groß begangen wurde.
Seit dem Ende des Ost-West-Konflikts ist eine allmähliche Wende in der Erinnerungskultur sowohl in Polen als auch in Deutschland und auch in Schlesien selbst zu beobachten. Die sehr stark nationalistischen und den polnisch-deutschen Gegensatz betonende Betrachtungsweise wurde im Verlauf der 1990er Jahre zunehmend aufgeweicht. So wurden mehr und mehr Stimmen laut, die die Mehrsprachigkeit, die Prägung durch mehrere Kulturen und auch die regionale Eigenheit Oberschlesiens betonen, womit sich die Region einer einfachen Einordnung als „deutsch“ oder „polnisch“ entziehe. Immer mehr deutsche Vertriebenenverbände gaben die Forderung nach Rückgabe (Ober-)Schlesiens auf. Zugleich öffnete sich die Gesellschaft in Oberschlesien wieder stärker für die eigene deutsche Geschichte und Traditionen. In der regionalen Erinnerungskultur wird das Gemeinsame und Verbindende stärker betont, werden deutsche Hinterlassenschaften in die Denkmalpflege mit einbezogen und teilweise die deutsche Sprache als zweite Amtssprache wieder zugelassen. Auf politischer Ebene ist in Polen die Bewegung für die Autonomie Schlesiens seit den 1990er Jahren aktiv, die sich für einen Ausbau beziehungsweise eine Wiedereinführung einer Schlesischen Autonomie einsetzt.
Nicht zuletzt die Rede des polnischen Staatspräsidenten Bronisław Komorowski 2011 bei einer Gedenkfeier in Oberschlesien zeigt, dass sich der Diskurs aus den jahrzehntelang dominierenden nationalen Deutungsmustern zu lösen beginnt. So sagte er:

„Wie unsere Vorfahren verneigen wir uns hier vor dem Heldentum der Aufständischen, ohne die Schlesien nicht Teil Polen geworden wäre. Aber wir achten auch die Entscheidung derer, die auf der anderen Seite der Auseinandersetzungen gestanden haben. Indem wir die Polonität Schlesiens bejahen, erkenn wir zugleich seine Außergewöhnlichkeit, seine Besonderheit, seine Bräuche und Kultur an.“

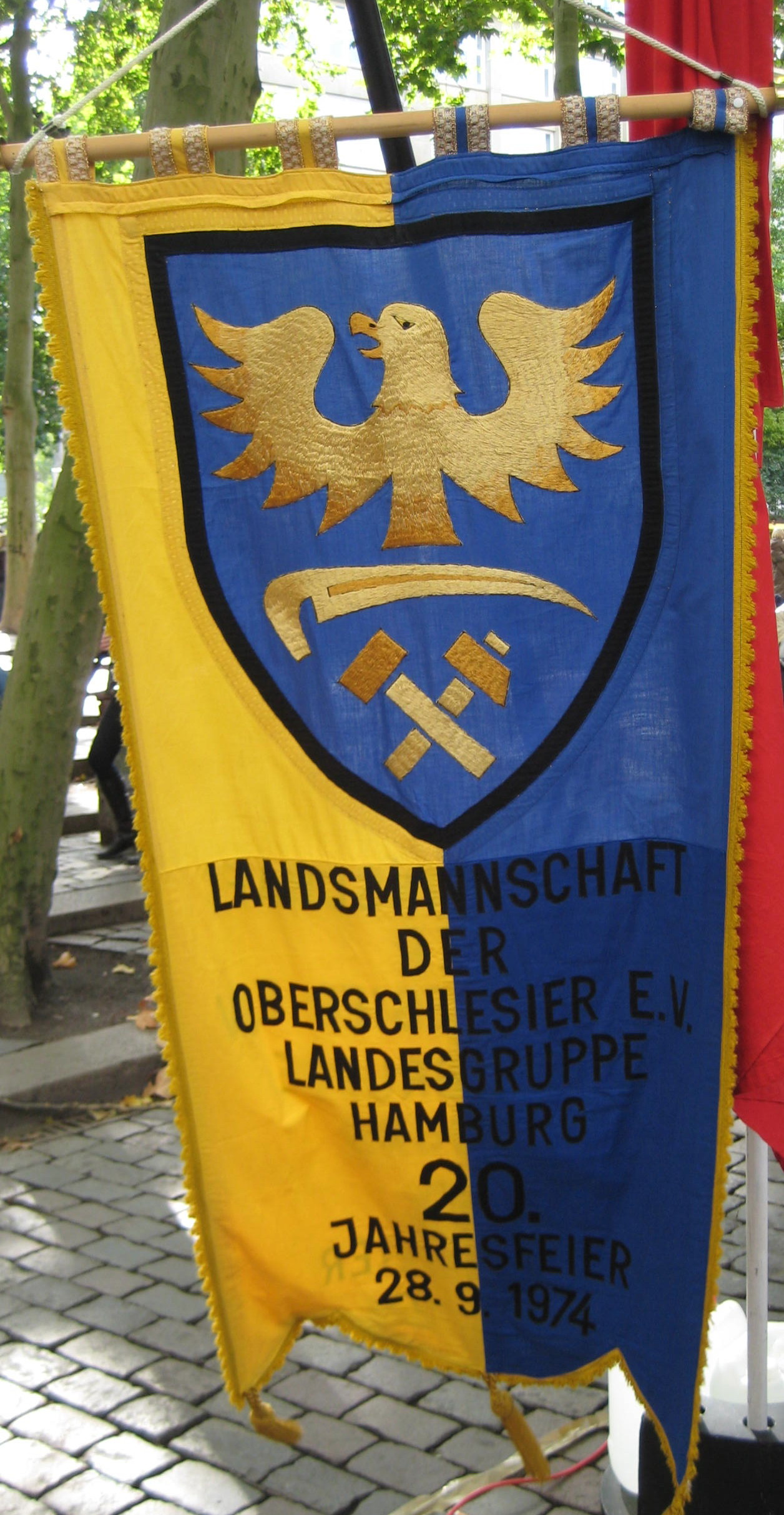
Fahne der Landsmannschaft der Oberschlesier e. V., Landesgruppe Hamburg von 1974 (2008)
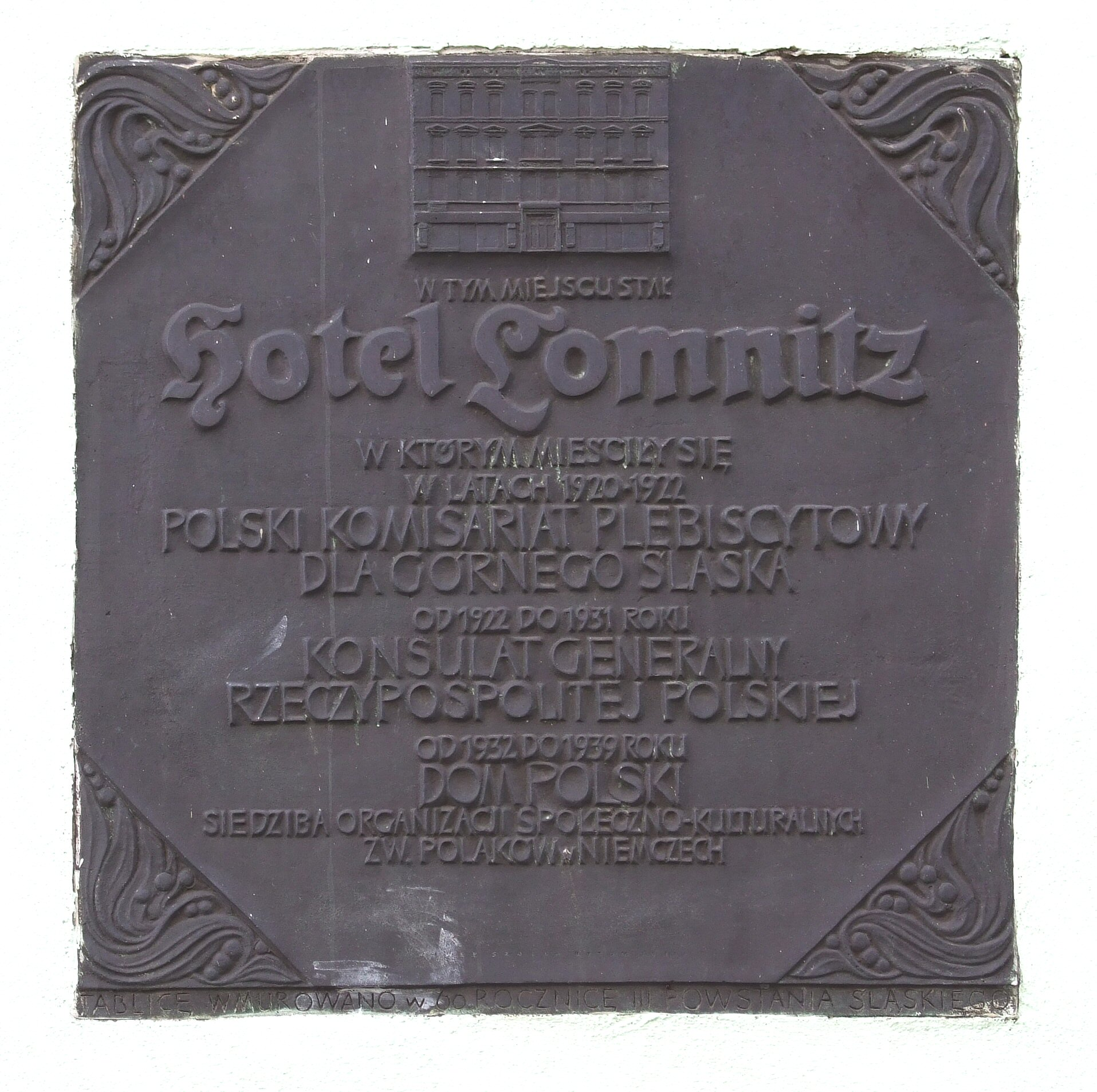
Erinnerungsplakette am Gebäude des früheren Hotel Lomnitz in Bytom, dem damaligen Sitz der polnischen Plebistizkommission (2006)
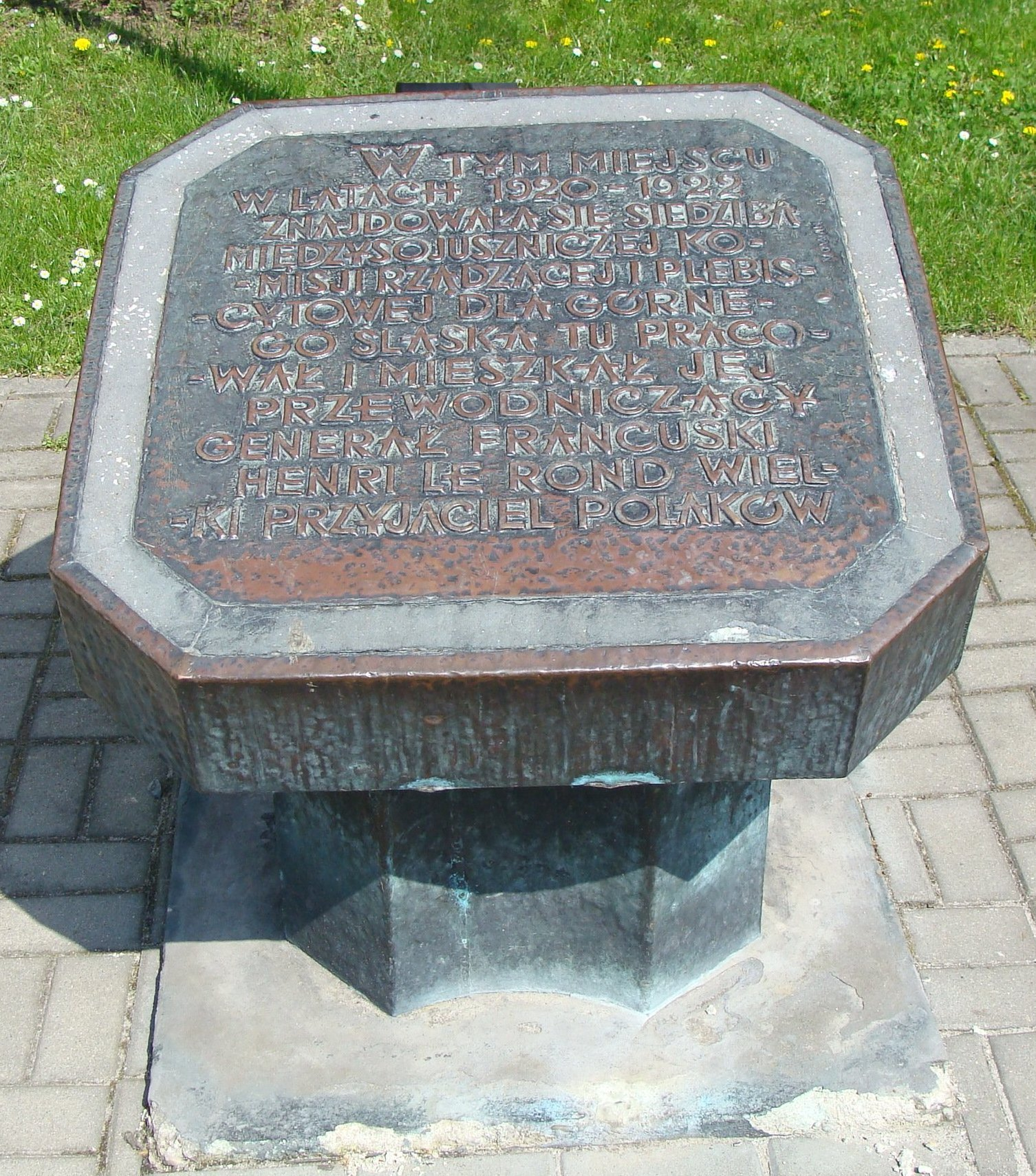
Gedenktafel vor dem früheren Sitz der Interalliierten Regierungs- und Plebiszitskommission in Opole (2010)
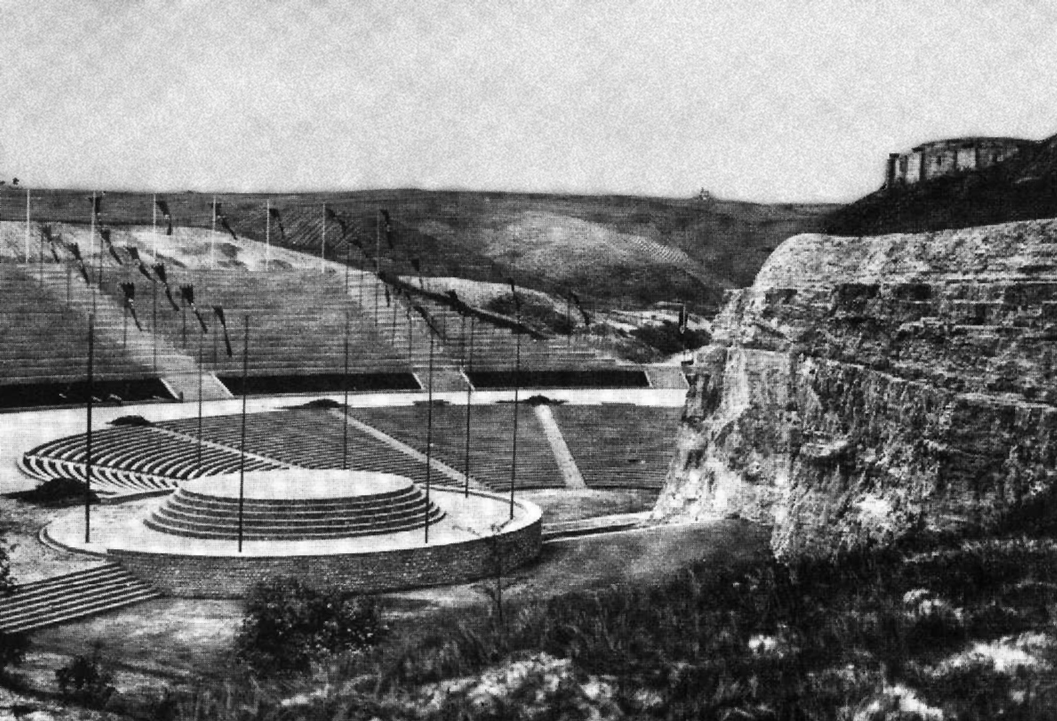
Postkartenmotiv der 1938 errichteten Feierstätte der Schlesier mit dem später abgerissenen Ehrenmal Annaberg (vor 1945)
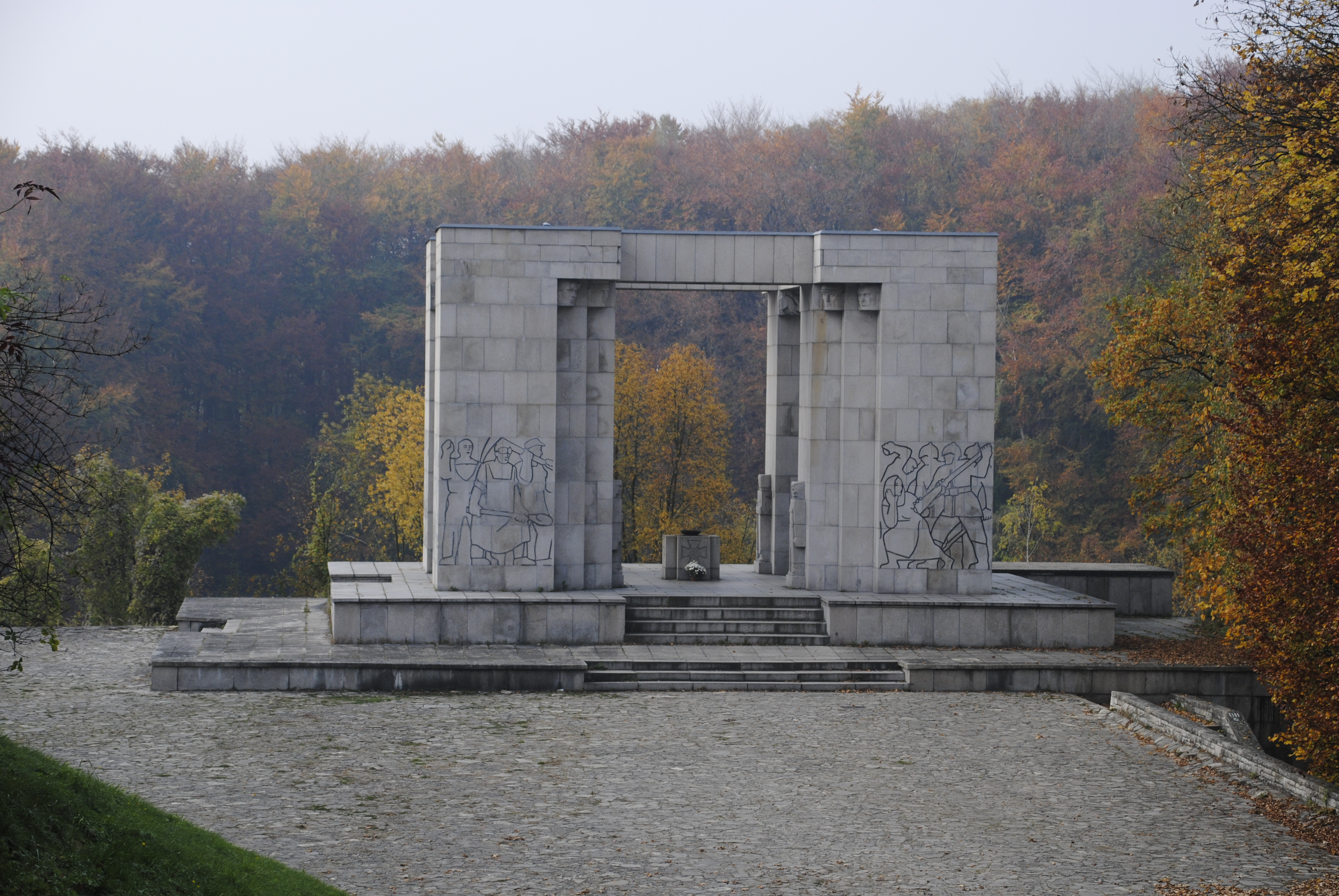
Denkmal der Aufständischen Tat am St. Annaberg, errichtet 1955 am Ort des abgerissenen Ehrenmals (2017)
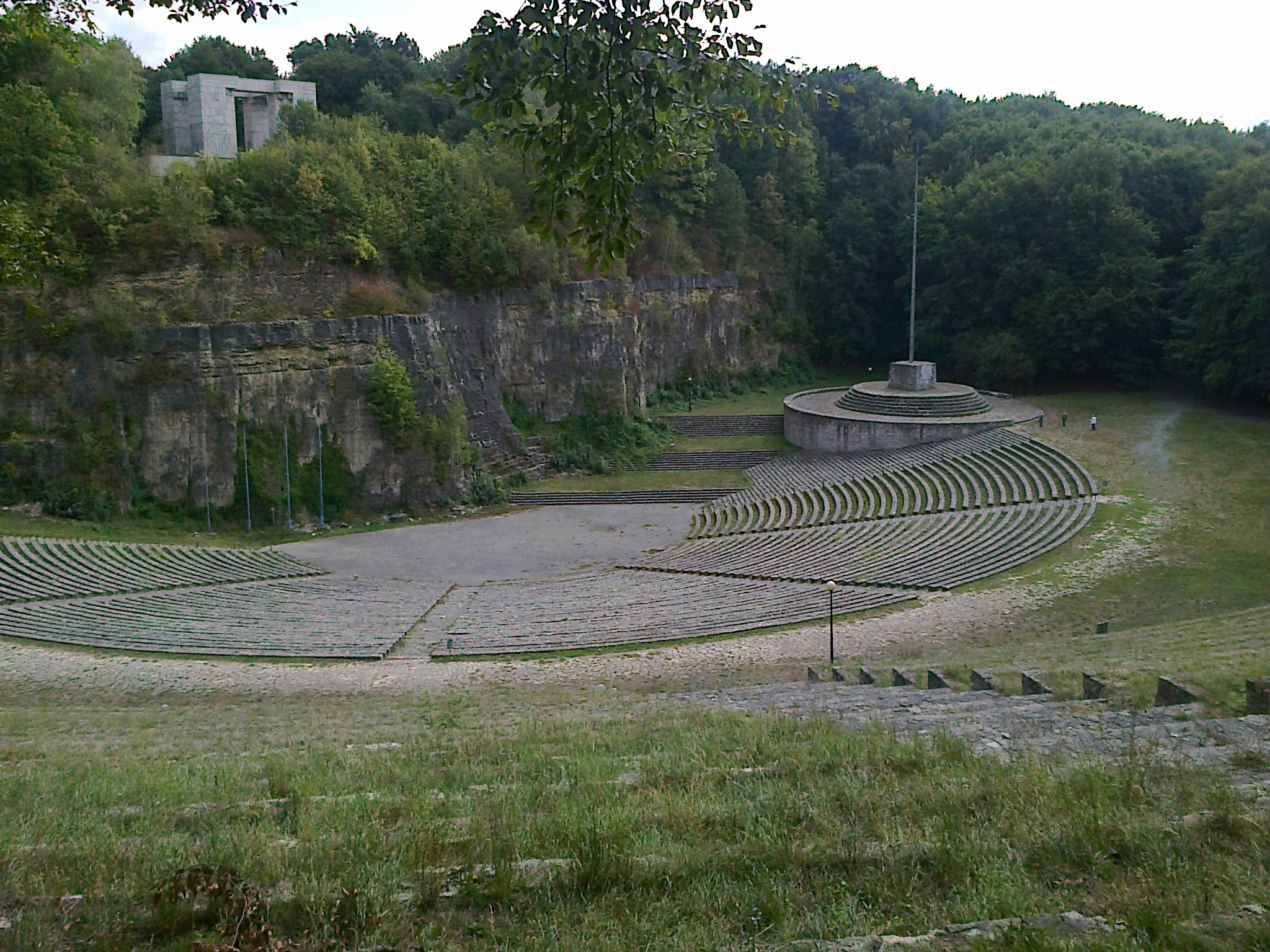
Panorama des 1938 errichteten Amphitheaters sowie des 1955 errichteten Denkmals der Aufständischen am St. Annaberg (2015)